# Arquitectura de la India

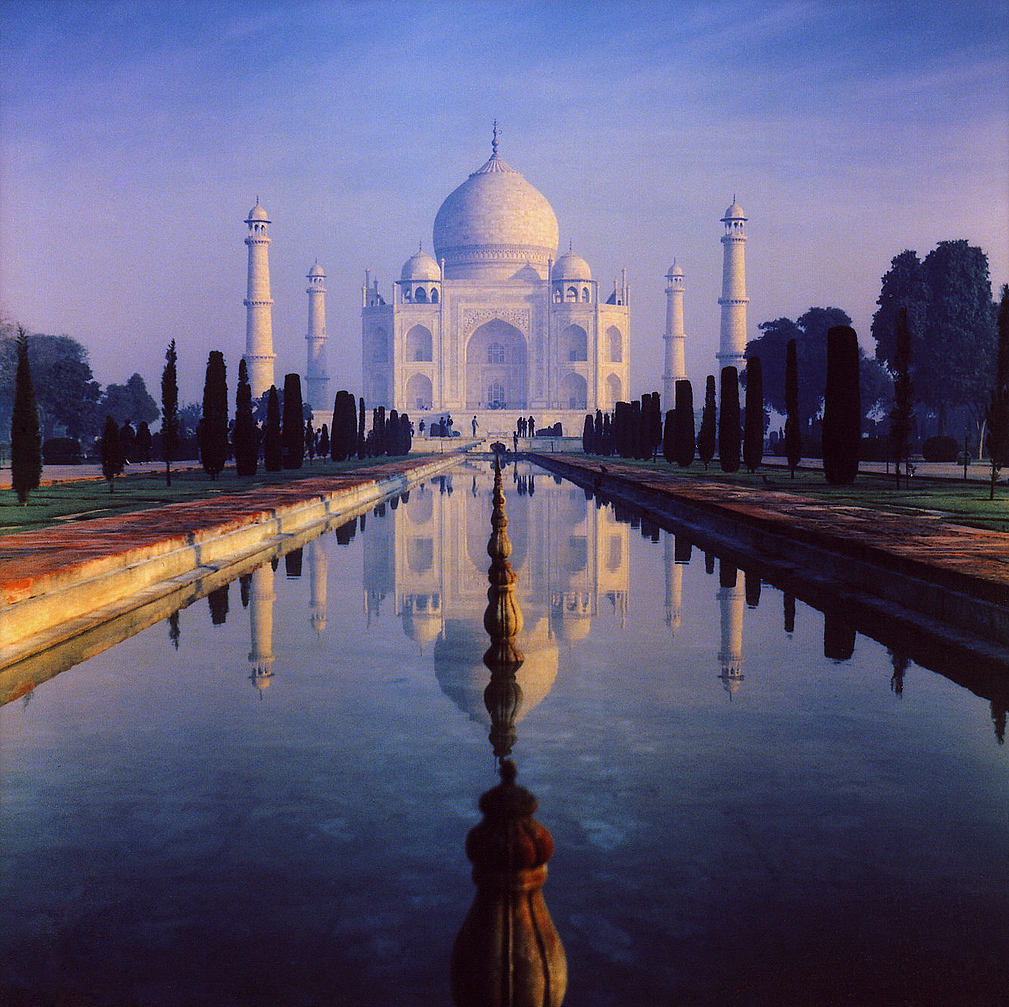
El Taj Mahal, en Agra, el edificio más famoso de la arquitectura mogol y posiblemente de la arquitectura india en su conjunto.

La arquitectura de la India está enraizada en su historia, cultura y religión. La arquitectura india progresó con el tiempo y asimiló las muchas influencias que surgieron como resultado del discurrir global de la India con otras regiones del mundo a lo largo de sus más de dos milenios de existencia. Los métodos arquitectónicos practicados en la India y son el resultado del examen y la implementación de las establecidas tradiciones constructivas y de las interacciones culturales externas.
Los monumentos más antiguos de la India son de una época reciente comparados con los de Caldea y Egipto y se atribuyen como mucho al siglo V antes de nuestra era, son religiosos y corresponden a las religiones bramánica y budistas allí dominantes. No se conocen palacios antiguos en la arquitectura india, pues los de fecha más antigua datan del siglo XV habiéndose construido los anteriores con material de baja calidad y los que se hallan de arte indio (que no son de arte musulmán) son muy escasos. Lo mismo ocurre con las tumbas o monumentos funerarios que no son religiosos.
Aunque antigua, esa tradición oriental también ha incorporado valores modernos a medida que la India se convertía en un estado-nación moderno. Las reformas económicas de 1991 reforzaron aún más la arquitectura urbana de la India a medida que el país se integró más en la economía mundial. El tradicional Vastu Shastra sigue siendo influyente en la arquitectura de la India durante la era contemporánea.
Los tipos más comunes en la arquitectura india son:
- el templo subterráneo junto con el monolítico,
- la estupa o tope junto con la vihara,
- la pagoda al aire libre,
- la gopura,
- la sikhara,
- las puertas (dvara, torana) y las columnas conmemorativas.

## Civilización del valle del Indo (3300 a.C. - 1700 a.C.)

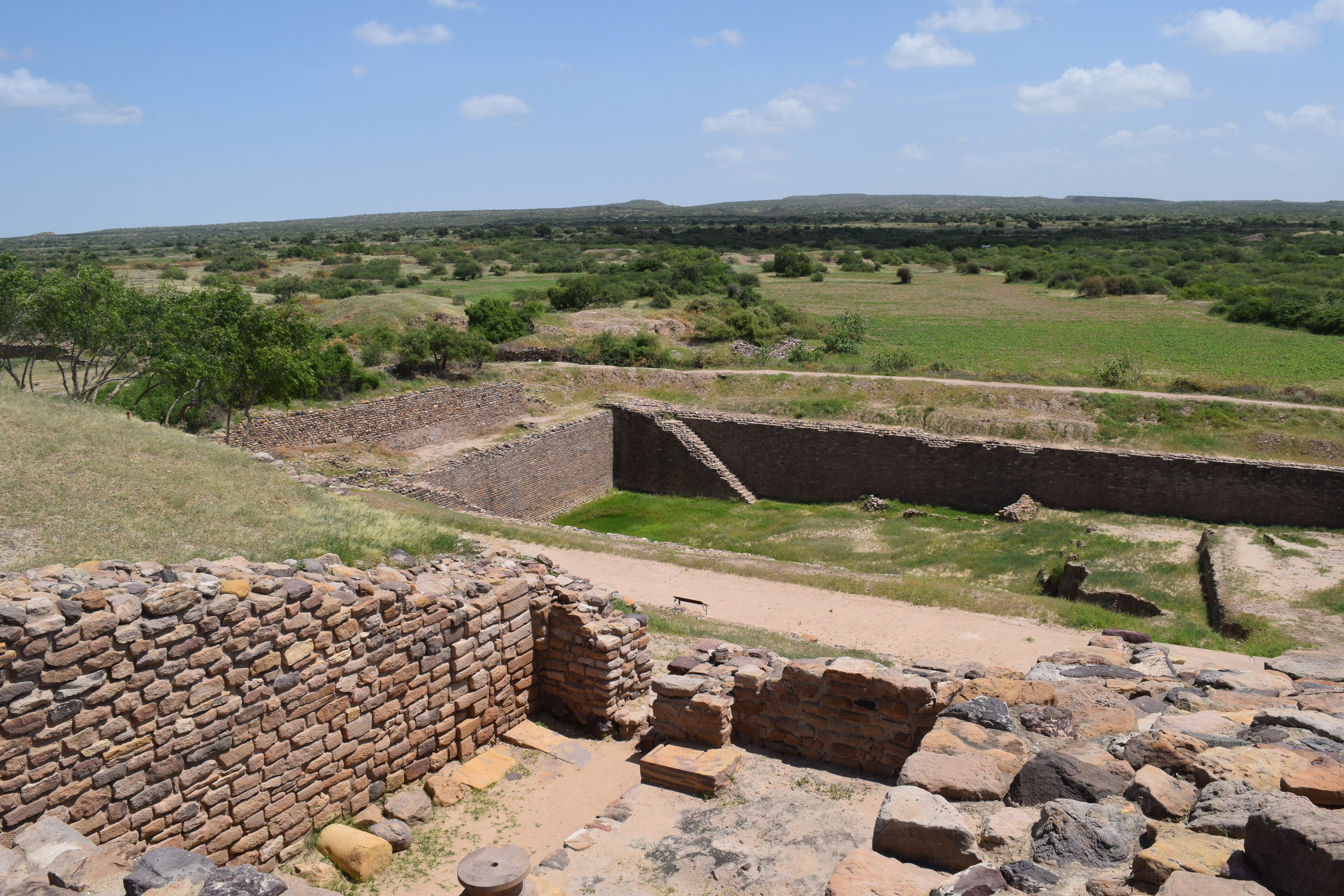
Dholavira, una de las ciudades más grandes de la civilización del valle del Indo, con baoris para alcanzar el nivel del agua en embalses construidos artificialmente.

La civilización del valle del Indo (3300-1700 a. C.) cubrió una gran área alrededor de la cuenca del río Indo y más allá. En su fase de madurez, desde ca. 2600-1900 a. C., produjo varias ciudades marcadas por una gran uniformidad dentro y entre los sitios, como Harappa, Lothal y Mohenjo-daro, sitio declarado Patrimonio de la Humanidad por la UNESCO. Los aspectos cívicos y urbanísticos y de ingeniería de estas ciudades son notables, pero el diseño de los edificios es «de un carácter utilitario sorprendente». Hay graneros, desagües, cursos de agua y cisternas, pero no se han identificado palacios ni templos, aunque las ciudades tienen una «ciudadela» central elevada y fortificada. Mohenjo-daro tiene pozos que pueden ser los antecesores de los baori. Hasta 700 pozos se han descubierto en una sola sección de la ciudad, lo que lleva a los académicos a creer que los «pozos cilíndricos revestidos con ladrillos» fueron inventados por la civilización del Valle del Indo.
La decoración arquitectónica es extremadamente mínima, aunque hay «nichos puntiagudos estrechos» dentro de algunos edificios. La mayor parte del arte encontrado está en formas en miniatura como sellos, y principalmente en terracota, pero hay muy pocas esculturas de figuras más grandes. En la mayoría de los sitios, el ladrillo de barro horneado (no cocido al sol como en Mesopotamia) se usa de forma exclusiva como material de construcción, pero algunos como Dholavira están en piedra. La mayoría de las casas tienen dos pisos, con tamaños y plantas muy uniformes. Las grandes ciudades disminuyeron relativamente rápido, por razones desconocidas, dejando atrás una cultura de aldea menos sofisticada.

## Mahajanapadas (600-320a.C.)

### Arquitectura urbana
Desde la época de las Mahajanapadas (600-320 a. C.), son características importantes de la arquitectura india las ciudades amuralladas y fosos con grandes puertas y edificios de varias plantas que consistentemente usaban ventanas arqueadas y puertas, y que hicieron un uso intenso de la arquitectura de madera. Los relieves de Sanchi, que datan del siglo I a. C. al siglo I d. C., muestran ya representaciones de ciudades como Kushinagar o Rajagriha que muestran como espléndidas ciudades amuralladas durante la época de Buda (siglo VI a. C.), como en el Cortejo real que abandona Rajagriha o la guerra sobre las reliquias de Buda. Esas vistas de las antiguas ciudades indias se basaron en la comprensión de la arquitectura urbana india antigua. Arqueológicamente, ese período corresponde en parte con la cultura Northern Black Polished Ware. Geopolíticamente, el Imperio aqueménida comenzó a ocupar la parte noroeste del subcontinente indio desde ca. 518 a. C.

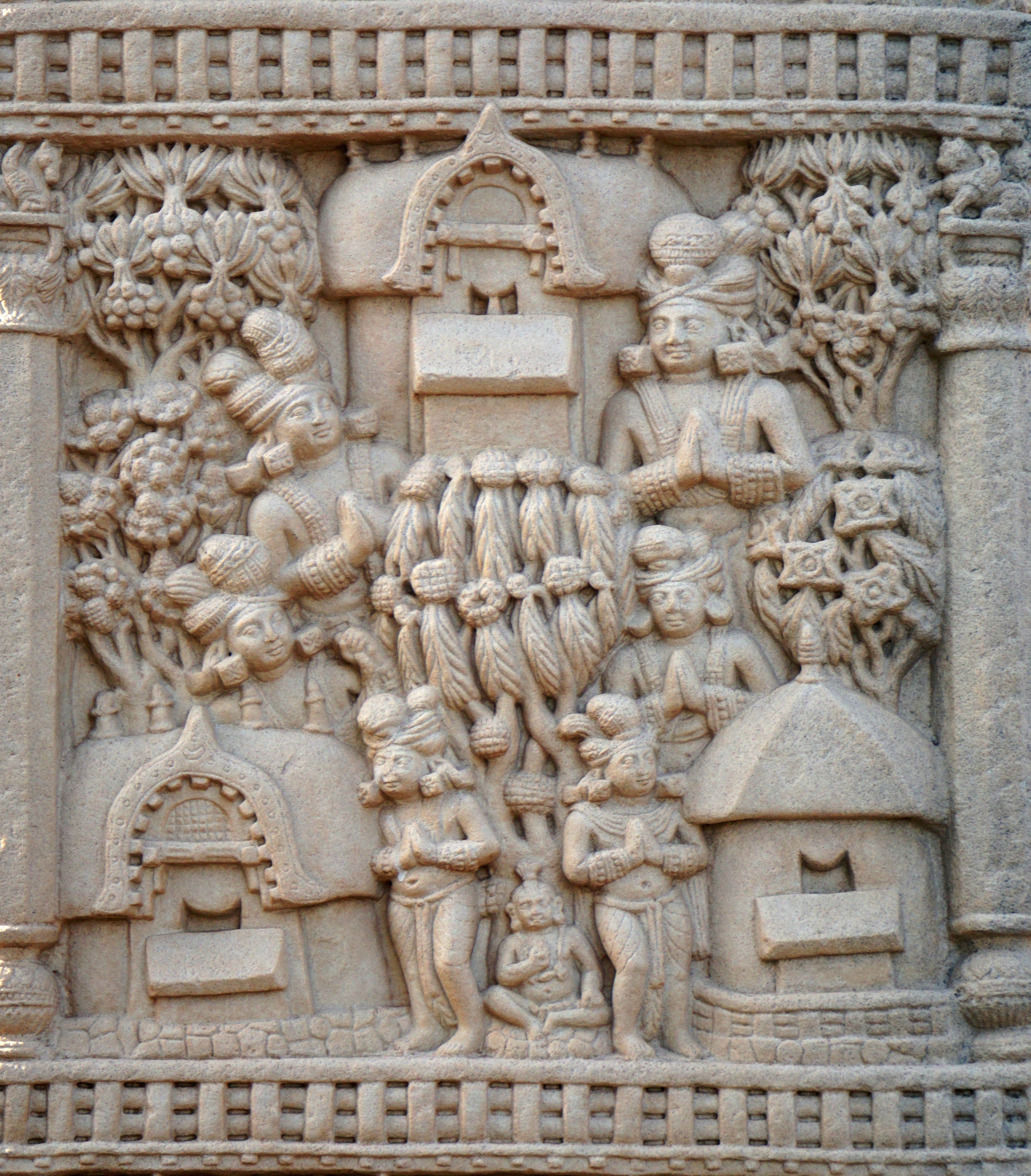
Jetavana de Sravasti, estupa n.º. 1 de Sanchi, puerta septentrional

Varios tipos de viviendas individuales de la época de Buda (c. 563/480 o c. 483/400 a. C.), que se asemejan a chozas con puertas decoradas con chaitya, también se describen en los relieves de Sanchi. Particularmente, el Jetavana en Sravasti, muestra las tres residencias favoritas de Buda: el Gandhakuti, el Kosambakuti y el Karorikuti, con el trono de Buda en el frente de cada uno. El jardín de Jetavana fue presentado al Buda por el rico banquero Anathapindika, quien lo compró por tantas piezas de oro que cubrirían la superficie del suelo. Por ello el primer plano del relieve se muestra cubierto con las antiguas monedas indias (karshapanas), tal como se muestra en un relieve similar en Bharhut. Aunque los relieves de Sanchi se remontan hasta el siglo I a. C., la escena retratada tiene lugar durante la época del Buda, cuatro siglos antes, lo que se consideran una indicio importante de la construcción de tradiciones en esos tiempos tempranos.

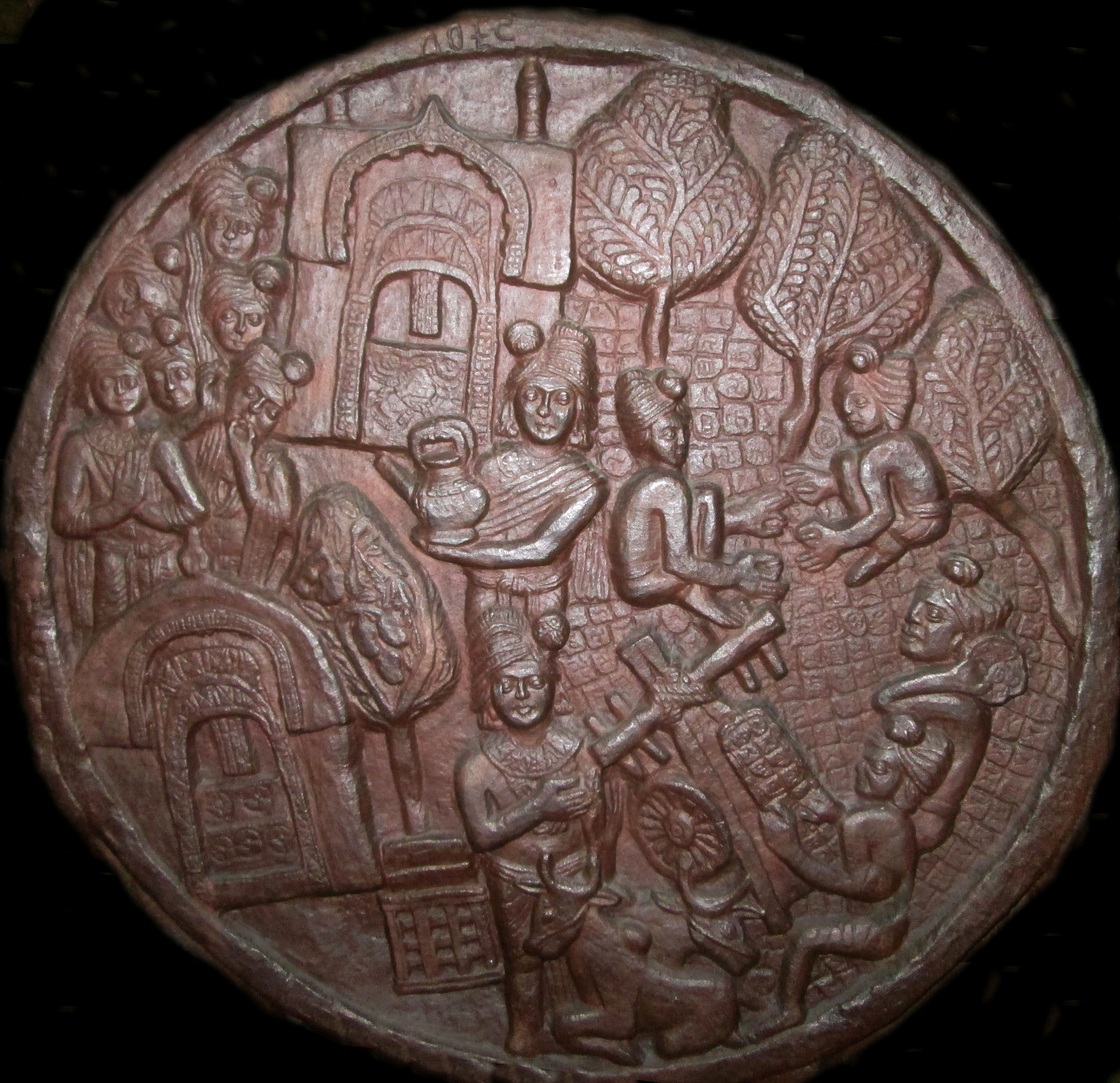
Relieve similar

### Arquitectura religiosa

#### Cuevas budistas
Durante la época de Buda (c. 563/480 o c. 483/400 a. C.), los monjes budistas también tenían la costumbre de usar cuevas naturales, como la cueva Saptaparni, al suroeste de Rajgir, Bihar. Muchos creen que fue el sitio en el que Buda pasó algún tiempo antes de su muerte, y donde se celebró el primer concilio budista después de la muerte de Buda (paranirvana). El mismo Buda también usó la cueva de Indrasala para la meditación, comenzando una tradición de usar cuevas, naturales o hechas por el hombre, como retiros religiosos, que duraría más de un milenio.

#### Monasterios

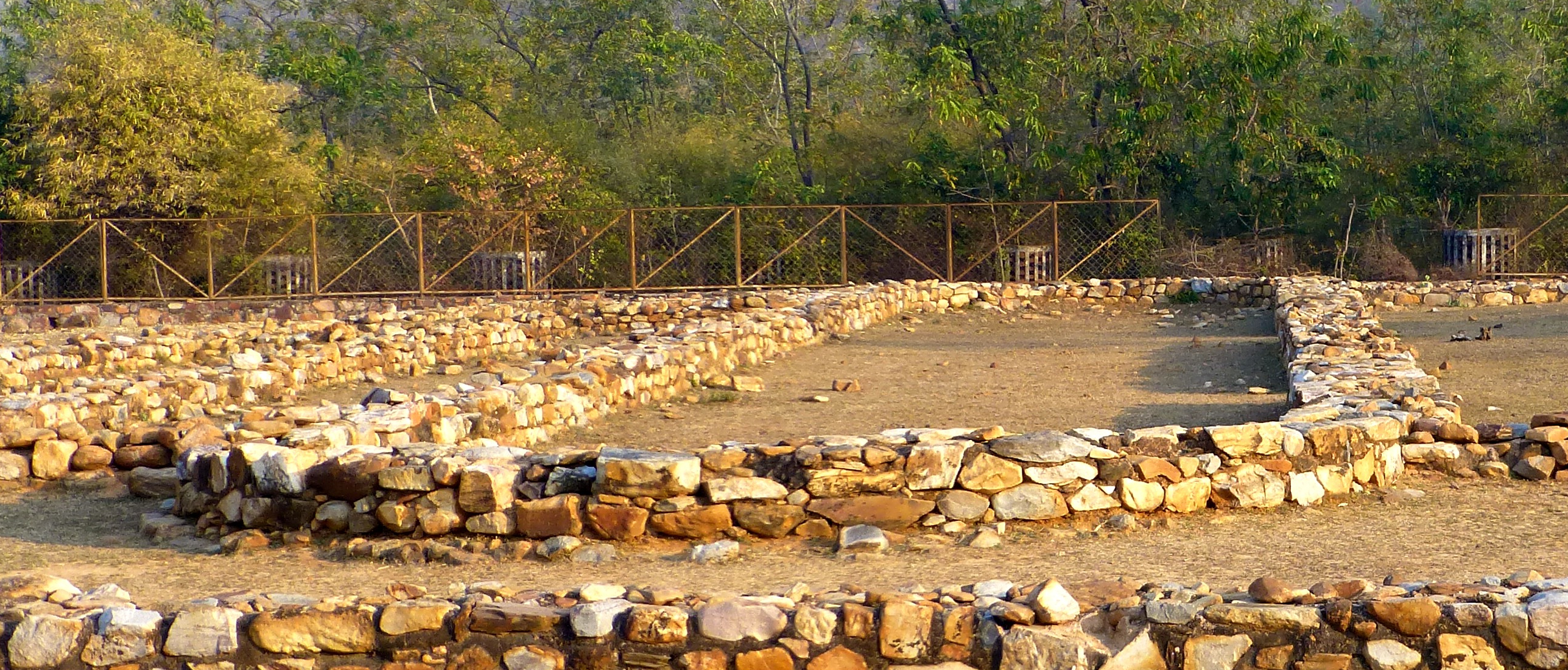
Monasterio Jivakarama vihara. Sala comunal oblonga (restos),

Los primeros monasterios, como el Jivakarama vihara en Rajgir, Bihar, se construyeron desde la época del Buda, en los siglos VI o V a. C. El monasterio inicial de Jivakarama estaba formado por dos largos pasillos paralelos y alargados, dormitorios grandes donde los monjes podían comer y dormir, de conformidad con las regulaciones originales del samgha, sin celdas privadas. Luego se construyeron otras salas, en su mayoría edificios alargados y oblongos, que recuerdan la construcción de varias de las cuevas de Barabar. Se dice que Buda fue tratado una vez en el monasterio, después de haber sido herido por Devadatta.

#### Estupas

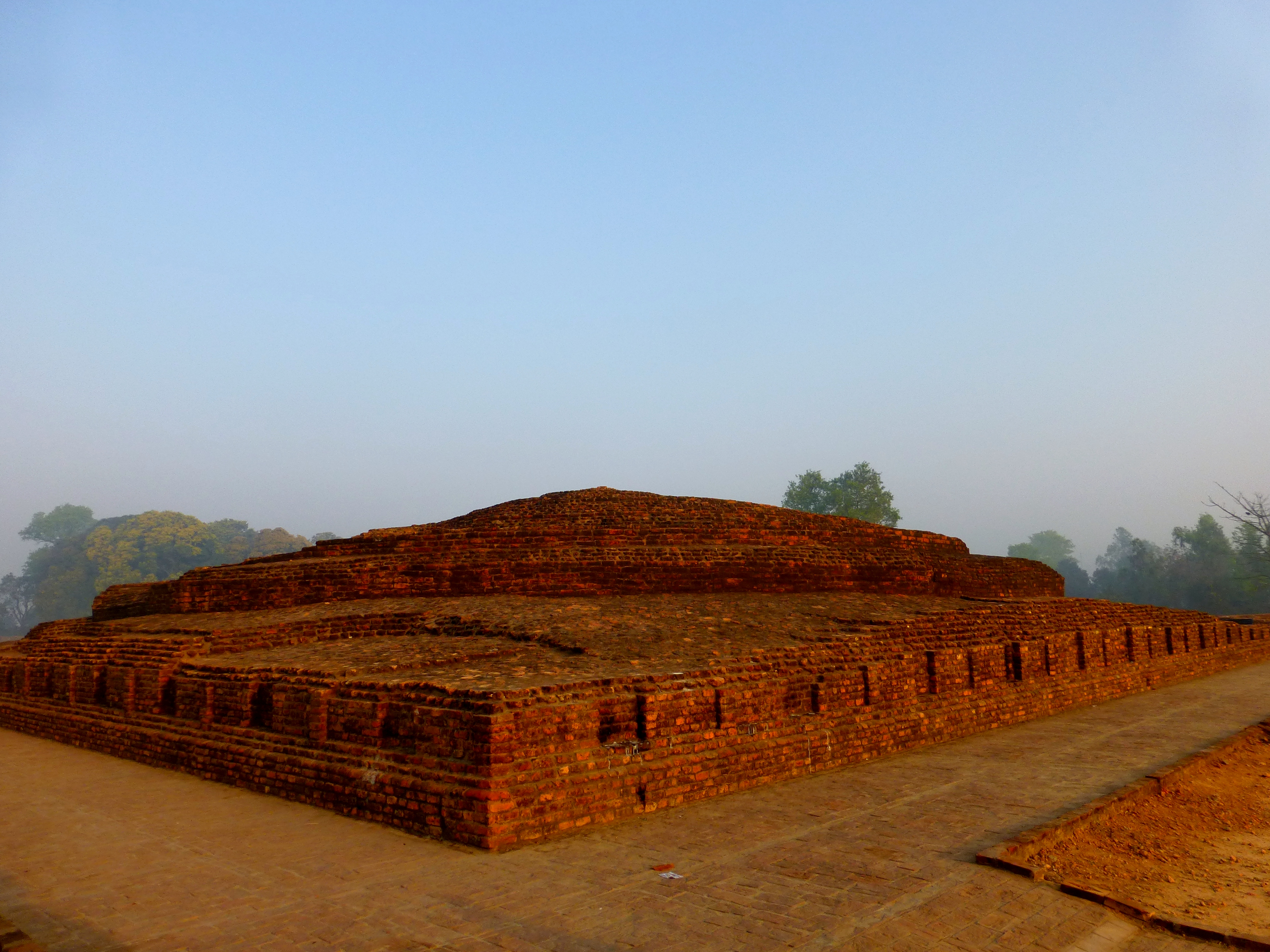
Las estupas en Piprahwa son algunas de las primeras estupas supervivientes.

Los edificios religiosos en forma de estupa budista, un monumento en forma de cúpula, comenzaron a usarse en la India como monumentos conmemorativos asociados con la conservación de reliquias sagradas de Buda. Las reliquias de Buda se dividieron entre ocho estupas, en Rajagriha, Vaishali, Kapilavastu, Allakappa, Ramagrama, Pava, Kushinagar y Vethapida. La estupa de Piprahwa también parece haber sido una de las primeras en ser construidas. Barandillas de protección —consistentes en postes, barras transversales y una cofia— se convirtieron en una característica de seguridad rodeando una estupa. El mismo Buda había dejado instrucciones sobre cómo rendir homenaje en las estupas: «Y quien ponga guirnaldas o coloque perfumes dulces y colores allí con un corazón devoto, cosechará beneficios durante mucho tiempo». Esta práctica llevaría a la decoración de las estupas con tallas en piedra de guirnaldas de flores en el período Clásico.

## Periodo clásico (320 a.C.-550 d.C.)

### Arquitectura monumental en piedra

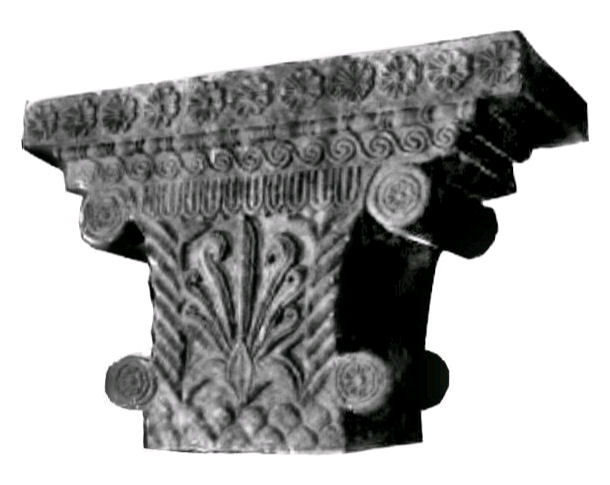
El capitel de Pataliputra, descubierto en el sitio de Bulandi Bagh en Pataliputra, ca. -

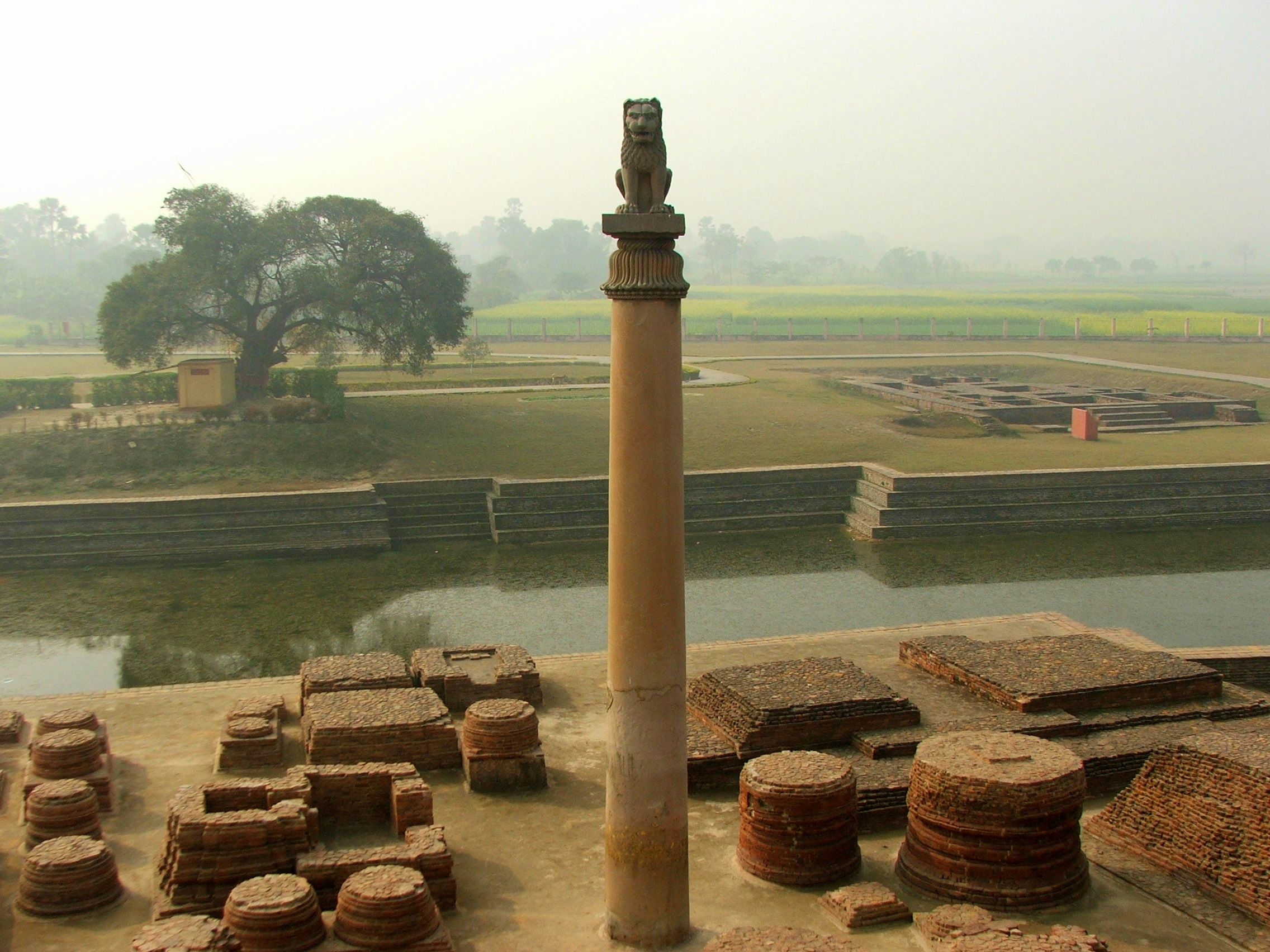
Pilar de Ashoka en Vaishali, 250 a. C.

La siguiente ola de construcción, que se basa en los primeros ejemplos de arquitectura en verdadera piedra, aparece con el inicio del período Clásico (320 a. C.-550 d. C.) y el surgimiento del Imperio maurya. La ciudad capital de Pataliputra fue una maravilla urbana descrita por el embajador griego Megástenes. Los restos de la arquitectura de piedra monumental, con una fuerte influencia aqueménida y griega, se pueden ver en los numerosos artefactos recuperados de Pataliputra, como el capitel de Pataliputra. Esta fertilización cruzada entre diferentes corrientes artísticas que convergieron en el subcontinente indio produjo nuevas formas que, al tiempo que conservaban la esencia del pasado, lograban integrar elementos seleccionados de las nuevas influencias.
El emperador indio Ashoka (r. 273-232 a. C.) estableció los pilares de Ashoka en todo su reino, generalmente junto a las estupas budistas. Según la tradición budista, Ashoka había recuperado las reliquias de Buda de estupas anteriores (excepto de la estupa Ramagrama) y erigió 84 000 nuevas estupas para distribuir las reliquias por toda la India. En efecto, se piensa que muchas estupas datan originalmente de la época de Ashoka, como en Sanchi o en Kesariya, donde también erigió pilares con sus inscripciones, y posiblemente en Bharhut, Amaravati o Dharmarajika, en Gandhara.
Ashoka también construyó el inicial templo Mahabodhi, en Bodh Gaya, alrededor del árbol Bodhi, incluyendo obras maestras como el trono de Diamante (Vajrasana). También se dice que estableció una cadena de hospitales en todo el imperio maurya en el año 230 a. C.. Uno de los edictos de Ashoka dice: «En todas partes, el rey Piyadasi [Ashoka] erigió dos tipos de hospitales, hospitales para personas y hospitales para animales. Dónde no había hierbas curativas para personas y animales, ordenó que fueran compradas y plantadas». El arte y la cultura indios han absorbido impactos extraños en diversos grados y por esa exposición son mucho más ricos.
Durante el imperio maurya (ca. 321-185 a. C.), se construyeron muchas ciudades fortificadas con estupas, viharas y templos. Las creaciones arquitectónicas del período maurya, como la ciudad de Pataliputra o los pilares de Ashoka, sobresalen entre sus logros, y a menudo se comparan favorablemente con el resto del mundo en ese momento. Al comentar la escultura maurya, el arqueólogo John Marshall señaló la «extraordinaria precisión y exactitud que caracteriza a todas las obras mauryas, y que nunca ha sido, nos atrevemos a decir, superada incluso por la mano de obra más refinada de los edificios atenienses».

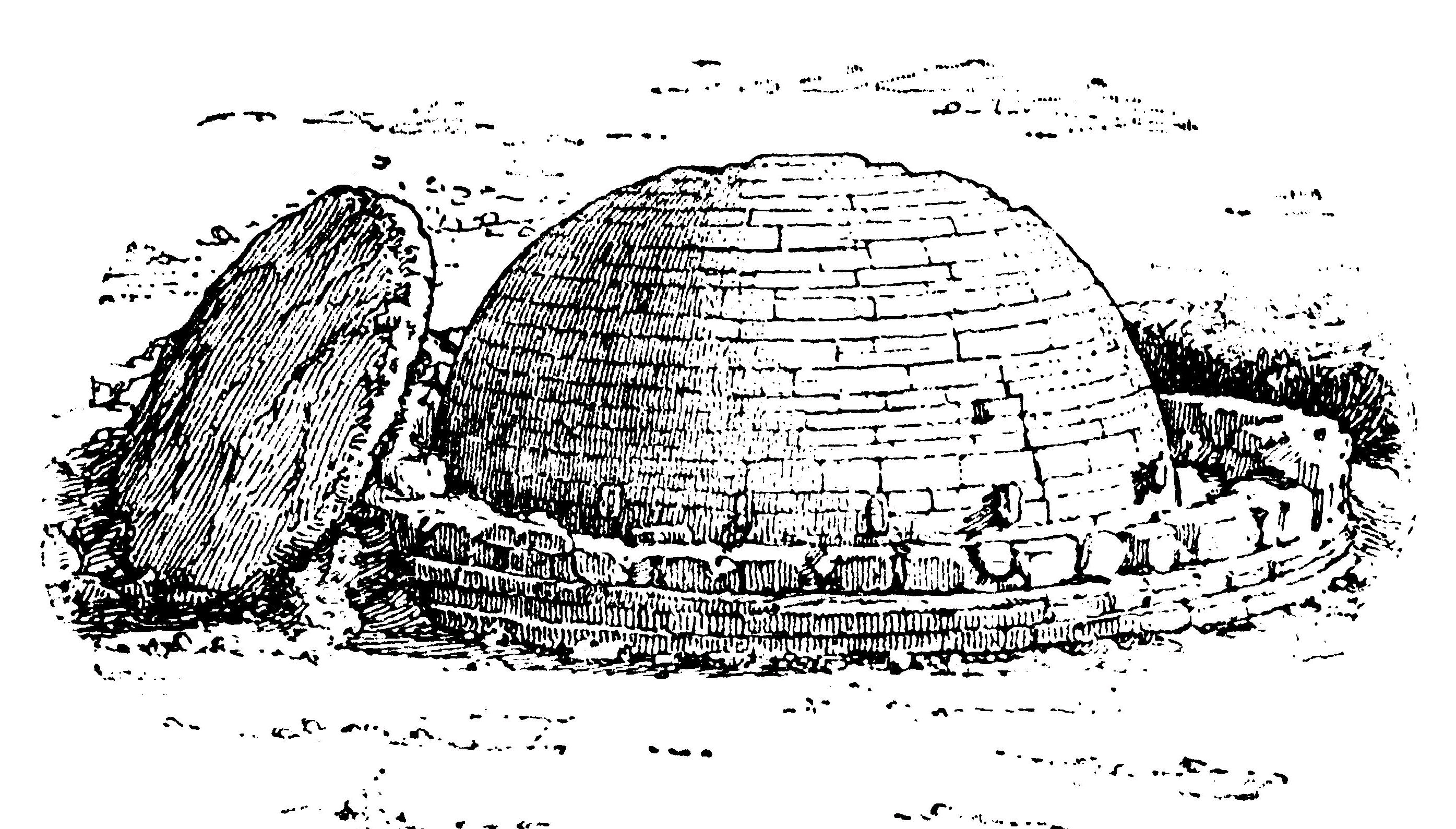
Una estupa temprana, de 6 m de diámetro, con sombrilla caída en el lateral. Chakpat, cerca de Chakdara. Probablemente de la época maurya, siglo III a. C..
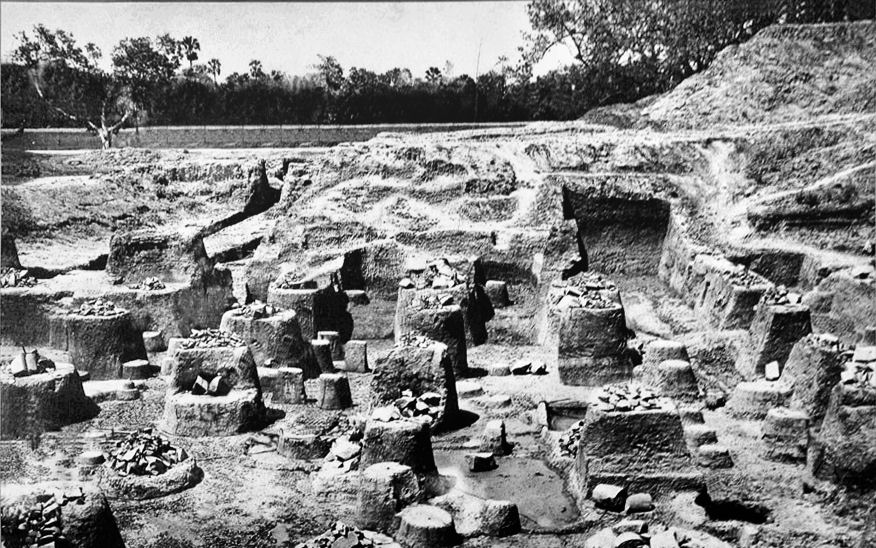
Ruinas de la sala de pilares en el sitio Kumrahar, en Pataliputra
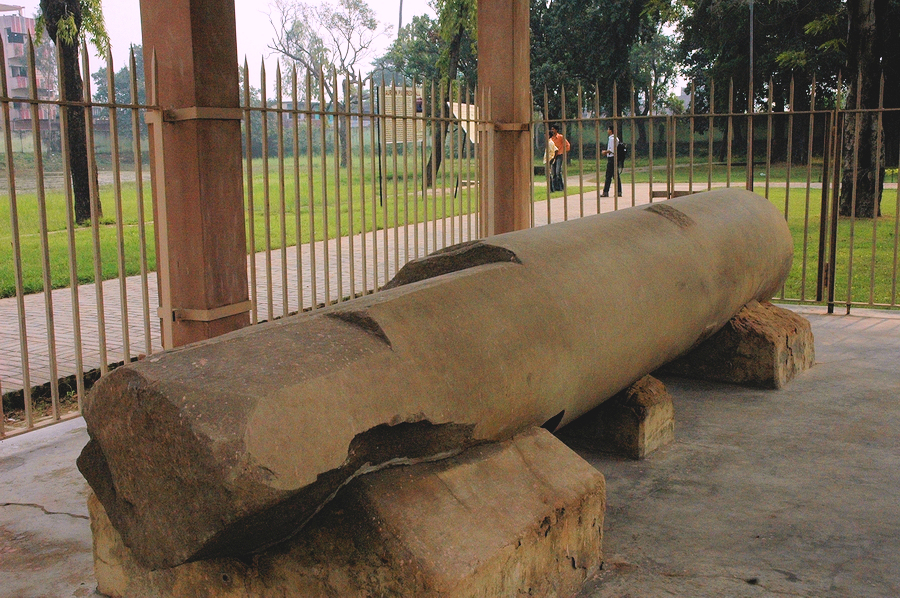
Pilar maurya de piedra pulida de Pataliputra
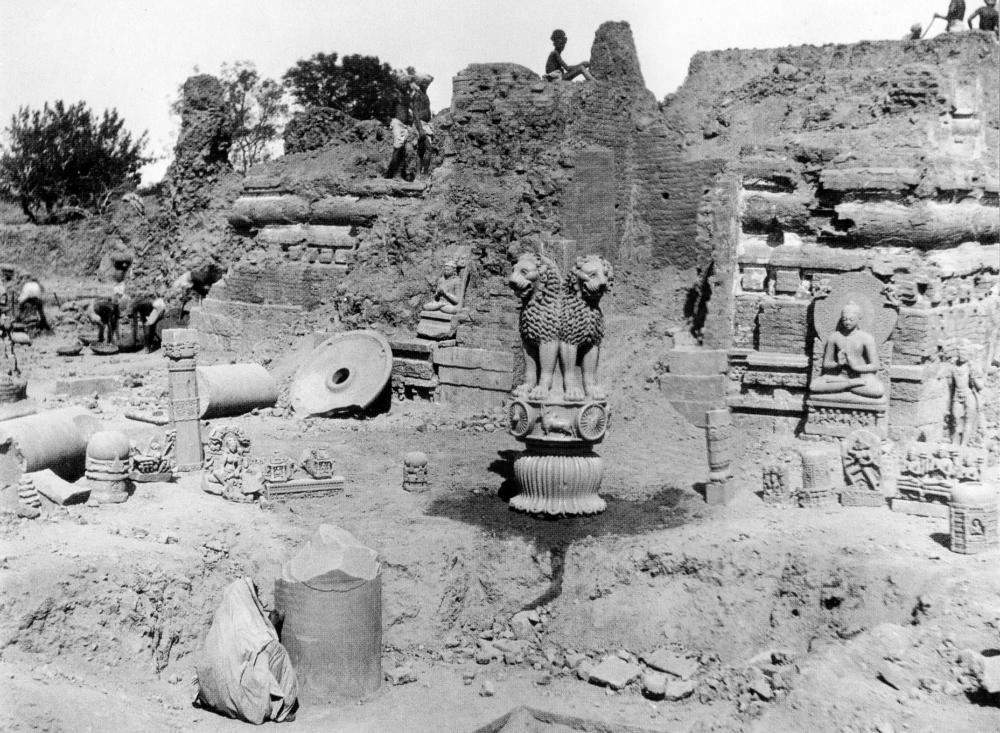
Redescubrimiento en 1905 del pilar de Ashoka en Sarnath

### Cuevas talladas en la roca
La arquitectura tallada en la roca  de la India, también arquitectura rupestre, se refiere a las construcciones excavadas o esculpidas en cuevas, grutas o paredes rocosas por las civilizaciones antiguas de la India, la más variada y que se encuentra en mayor abundancia en ese país que en cualquier otro país del mundo. La arquitectura tallada en la roca es la práctica de crear una edificación tallando en la roca natural sólida, retirando la roca que no forme parte de la edificación, hasta que la única roca que quede conforme los elementos arquitectónicos del interior excavado. La arquitectura india tallada en la roca es en su mayoría de naturaleza religiosa.
Hay más de 1500 edificaciones conocidas talladas en la roca en el país, la mayoría adornadas con exquisitas tallas de piedra y muchas de ellas albergan obras de arte de importancia mundial. Esas edificaciones antiguas y medievales representan logros significativos de la ingeniería estructural y de la artesanía.
En la India, las cuevas han sido consideradas desde antiguo como lugares sagrados, condición que mantuvieron las cuevas agrandadas o hechas por el hombre, tan sagradas como las cuevas naturales. El santuario en todas las edificaciones religiosas indias, incluso en las independientes, era diseñado para tener en él la misma sensación que en una cueva, siendo generalmente dependencias pequeñas y oscuras, sin luz natural.  La arquitectura más antigua en roca se encuentra en las cuevas de Barabar, en el estado de Bihar, que fueron construidas alrededor del siglo a. C.  y dedicadas personalmente por Ashoka ca. 250 a. C..  Ya muestran un nivel asombroso de habilidad técnica, siendo la roca de granito extremadamente dura cortada según formas geométrica y pulida para obtener un acabado tipo espejo. Originalmente, probablemente habría edificaciones de madera asociadas que se habrían deteriorado con el tiempo y de las que no quedan restos. Se han encontrado numerosos relieves en roca, esculturas en relieve talladas en las caras de roca, fuera de las cuevas o en otros sitios. 
Probablemente debido a la caída en el siglo a. C. del Imperio maurya y a las persecuciones del budismo bajo Pushyamitra Sunga, muchos budistas se mudaron a la meseta del Decán bajo la protección de la dinastía Andhra, cambiando así el esfuerzo de construcción de cuevas hacia la India occidental: un enorme esfuerzo por crear cuevas religiosas (generalmente budistas o jainistas) continuó hasta el siglo a. C., que culminó con las cuevas de Karla o las cuevas de Nasik. Esas cuevas generalmente siguieron una planta absidial disponiendo una estupa en la parte posterior para las chaityas, y una planta rectangular con celdas circundantes para los viharas. Numerosos donantes proporcionaron los fondos para la construcción de estas cuevas y dejaron inscripciones donativas, incluidos algunos laicos, miembros del clero, funcionarios gubernamentales e incluso extranjeros como Yavanas (indogriegos), que representan aproximadamente el 8% de todas las inscripciones.
Históricamente, los artesanos llevaban adelante elementos del diseño de la madera en sus templos tallados en la roca: hábiles artesanos tallaban las rocas para imitar la textura, las vetas y la estructura de la madera. Los templos más antiguos incluyen las cuevas de Bhaja, las cuevas de Karla, las cuevas de Bedse, las cuevas de Kanheri y algunas de las cuevas de Ajanta. Las reliquias encontradas en esas cuevas sugieren una conexión entre lo religioso y lo comercial. Se sabe que los misioneros budistas habrían acompañado a los comerciantes en las concurridas rutas comerciales internacionales a través de la India. Algunos de los templos de cuevas más suntuosos, encargados por comerciantes adinerados, incluían pilares, arcos y elaboradas fachadas. Se hicieron durante el período en que el comercio marítimo prosperó entre el Imperio romano y el sudeste asiático.
La construcción de cuevas desaparecería después del siglo d. C., posiblemente debido al surgimiento del budismo Mahayana y a la intensa producción arquitectónica y artística asociada en Gandhara y Amaravati. La construcción de cuevas revivirá brevemente en el siglo d. C., con tallas más sofisticadas, con los magníficos logros de Ajanta y de Ellora. El templo monolítico de Kailash se considera el cenit de este tipo de construcción, el último y más espectacular templo excavado en la roca.
Finalmente las cuevas desaparecerán de forma generalizada cuando el hinduismo reemplazó al budismo en el subcontinente, y los templos exentos se hicieron más frecuentes. Continuaron algunos ejemplos en cuevas hasta el siglo XII, pero la arquitectura tallada en roca se convirtió en casi totalmente de naturaleza estructural. Es decir, las rocas se cortaron en bloques y se usaron para construir edificaciones independientes.
La arquitectura tallada en roca también se desarrolló con la aparición de baoris en la India, que datan de 200 a 400 d. C. Posteriormente, se llevó a cabo la construcción de pozos en Dhank (550-625) y estanques escalonados en Bhinmal (850-950).
- Ejemplos de cuevas talladas en roca
- Cueva-monasterio jainita en las cuevas de Udayagiri y Khandagiri (siglo II a. C.)
- Monumentos jainitas Chitharal, siglo I a. C.
- El gran chaitya en las cuevas de Karla, Maharashtra, ca. 120 a. C.
- Gautamiputra vihara en las cuevas de Nasik, construidas en el siglo II a. C. por la dinastía Satavahana
- Las cuevas de Ajanta son 30 monumentos budistas excavados en cuevas, construidos bajo los vakatakas, ca. siglo V d. C.

### Estupas decoradas
Las estupas fueron pronto ricamente decoradas con relieves escultóricos, después de los primeros intentos en Sanchi Stupa n.º 2 (125 a. C.). Las decoraciones escultóricas y las escenas de la vida de Buda se usaron en Bharhut (115 a. C.), Bodh Gaya (60 a. C.), Mathura (125–60 a. C.), y nuevamente en Sanchi para la elevación de las toranas (siglo I a. C.- siglo I d. C.) y luego Amaravati (siglos I-II). El adorno decorativo de las estupas también tuvo un desarrollo considerable en el noroeste de la zona de Gandhara, con estupas decoradas como la estupa de Butkara ("monumentalizada" con elementos decorativos helenísticos del siglo II a. C.) o las estupas Loriyan Tangai (siglo II a. C.). La arquitectura de la estupa se adoptó en el Sudeste y el Este de Asia, donde se convirtió en un prominente monumento budista utilizado para consagrar reliquias sagradas. Los arcos de entrada indios, la torana, llegaron a Asia oriental con la expansión del budismo. Algunos estudiosos sostienen que el torii deriva de las puertas de torana en el sitio histórico budista de Sanchi (siglo III a. C. - siglo XI).

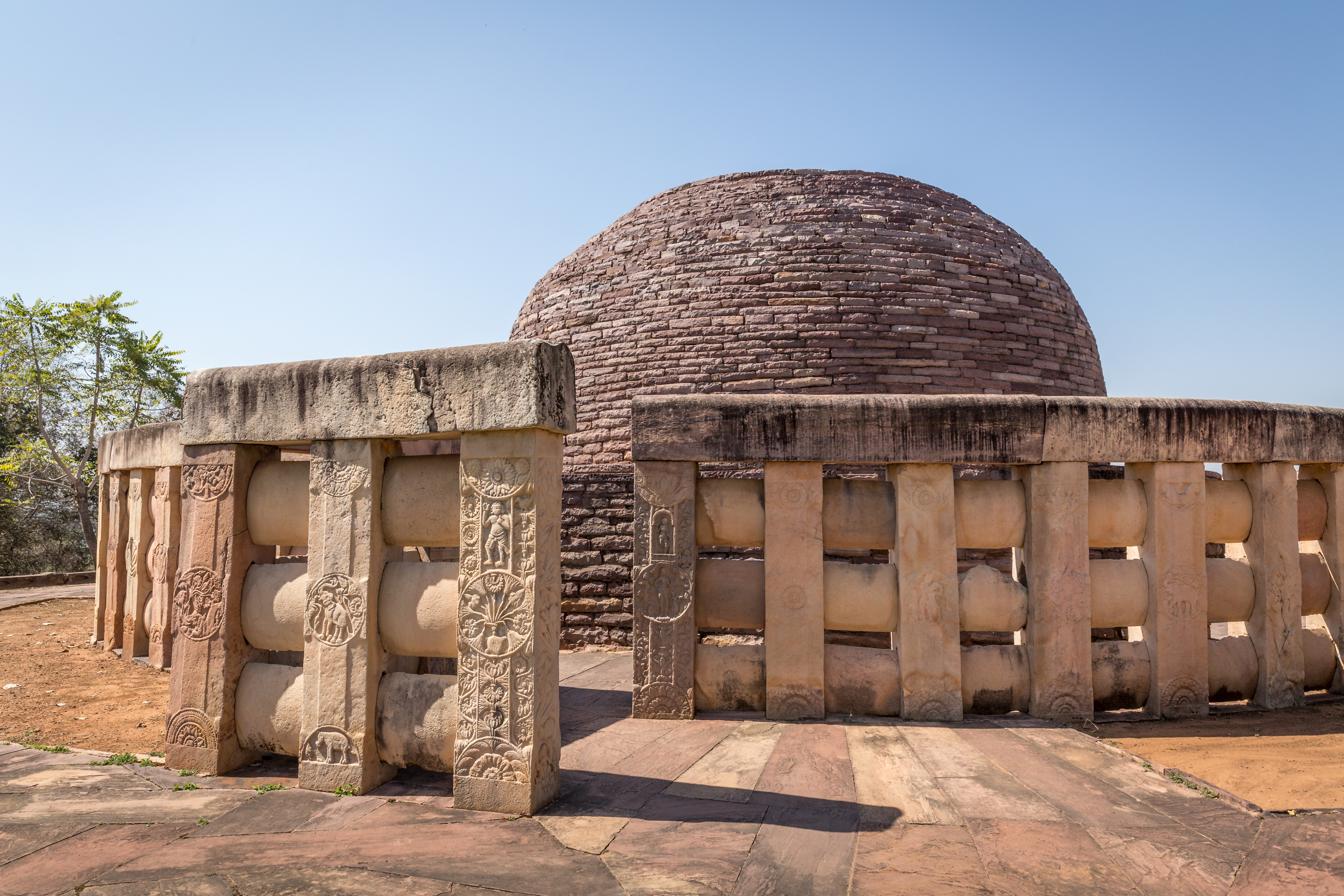
Estupa nº.2 de Sanchi, la stupa más antigua conocida con importantes exhibiciones de relieves decorativos, c. 125 a.C.
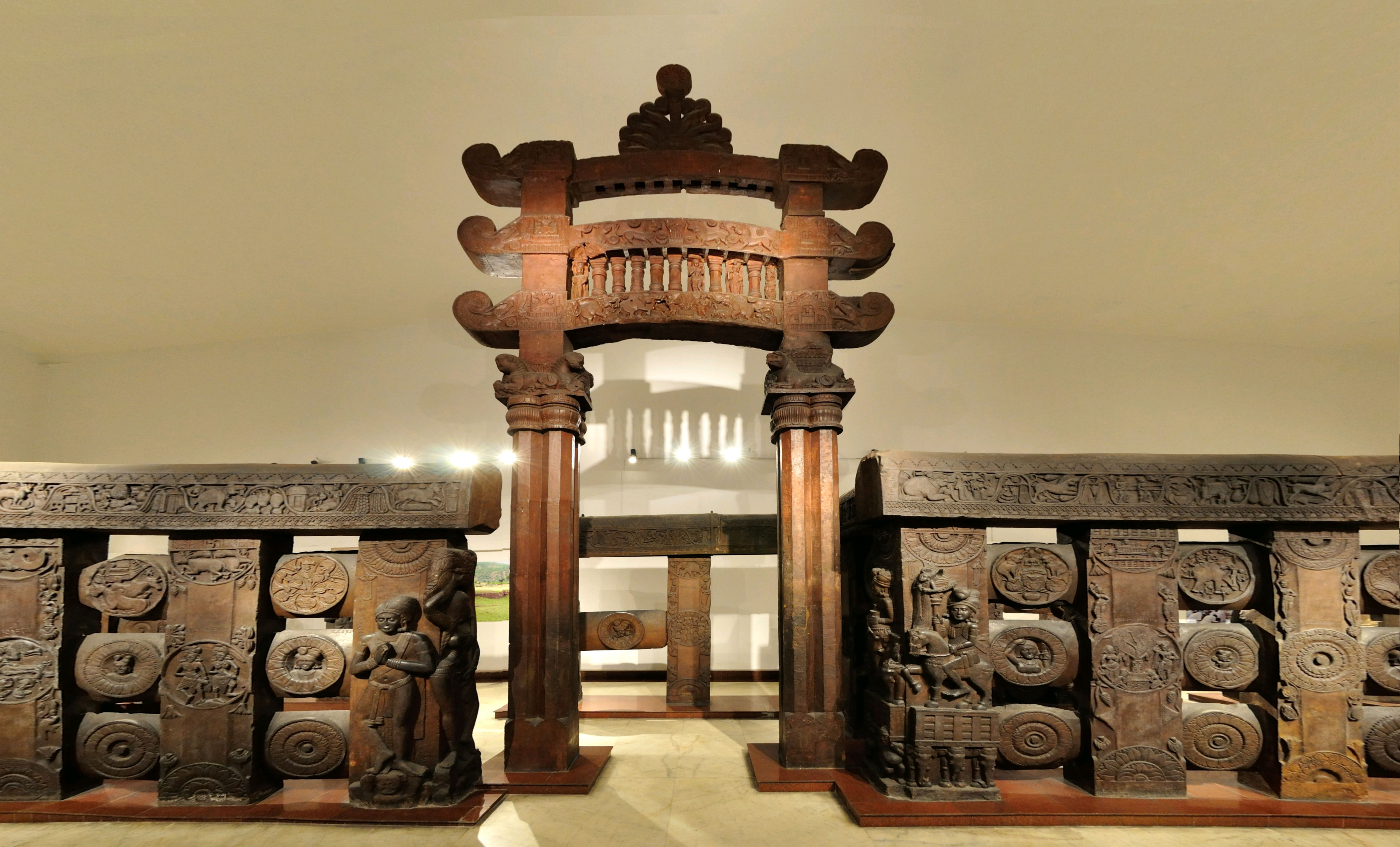
Puerta este y barandas de la estupa de Bharhut. Barandillas esculpidas: 115 a.C., toranas: 75 a.C.
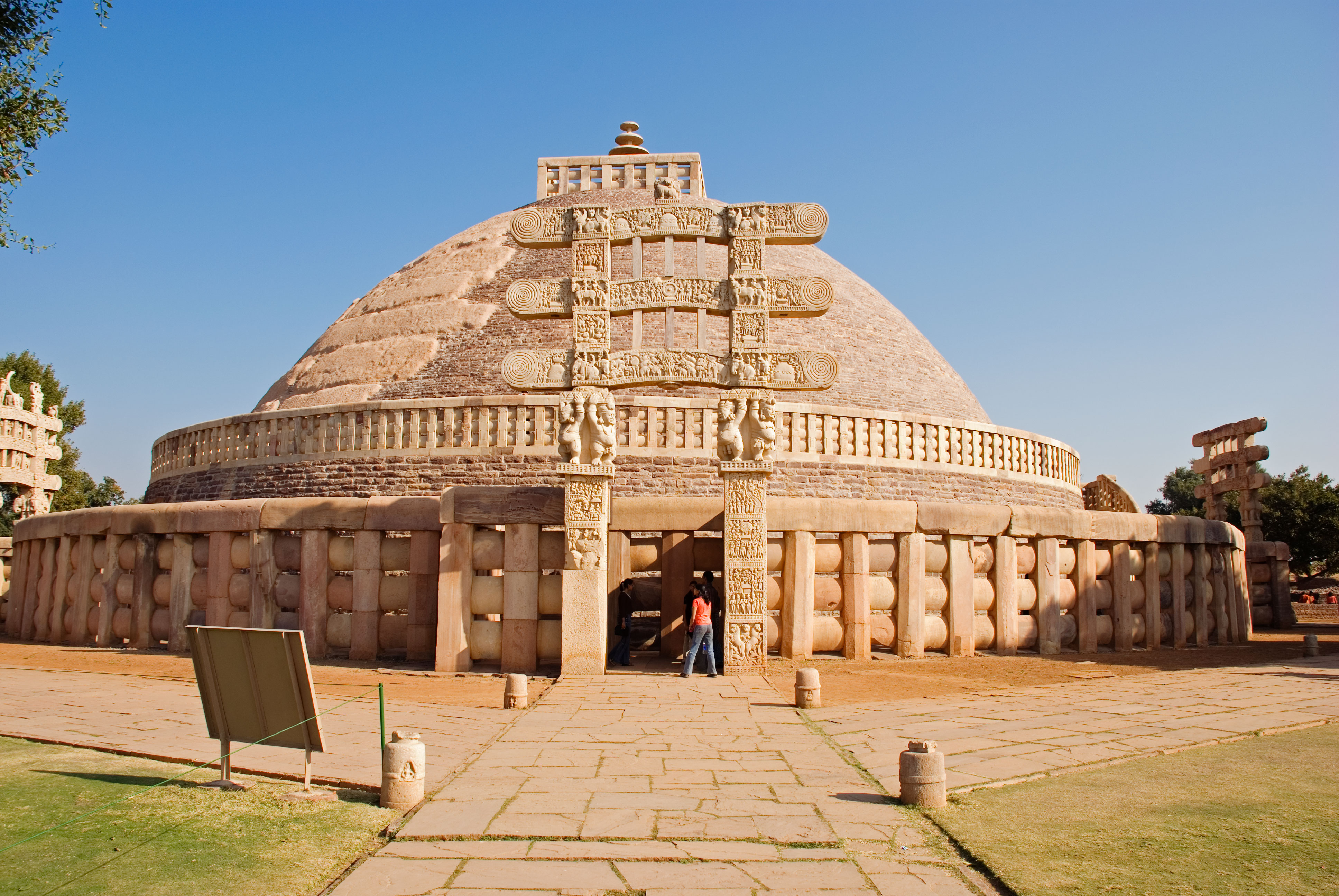
La Gran Estupa en Sanchi.[49] Toranas decoradas construidas desde el siglo I a.C. hasta el siglo I d. C.
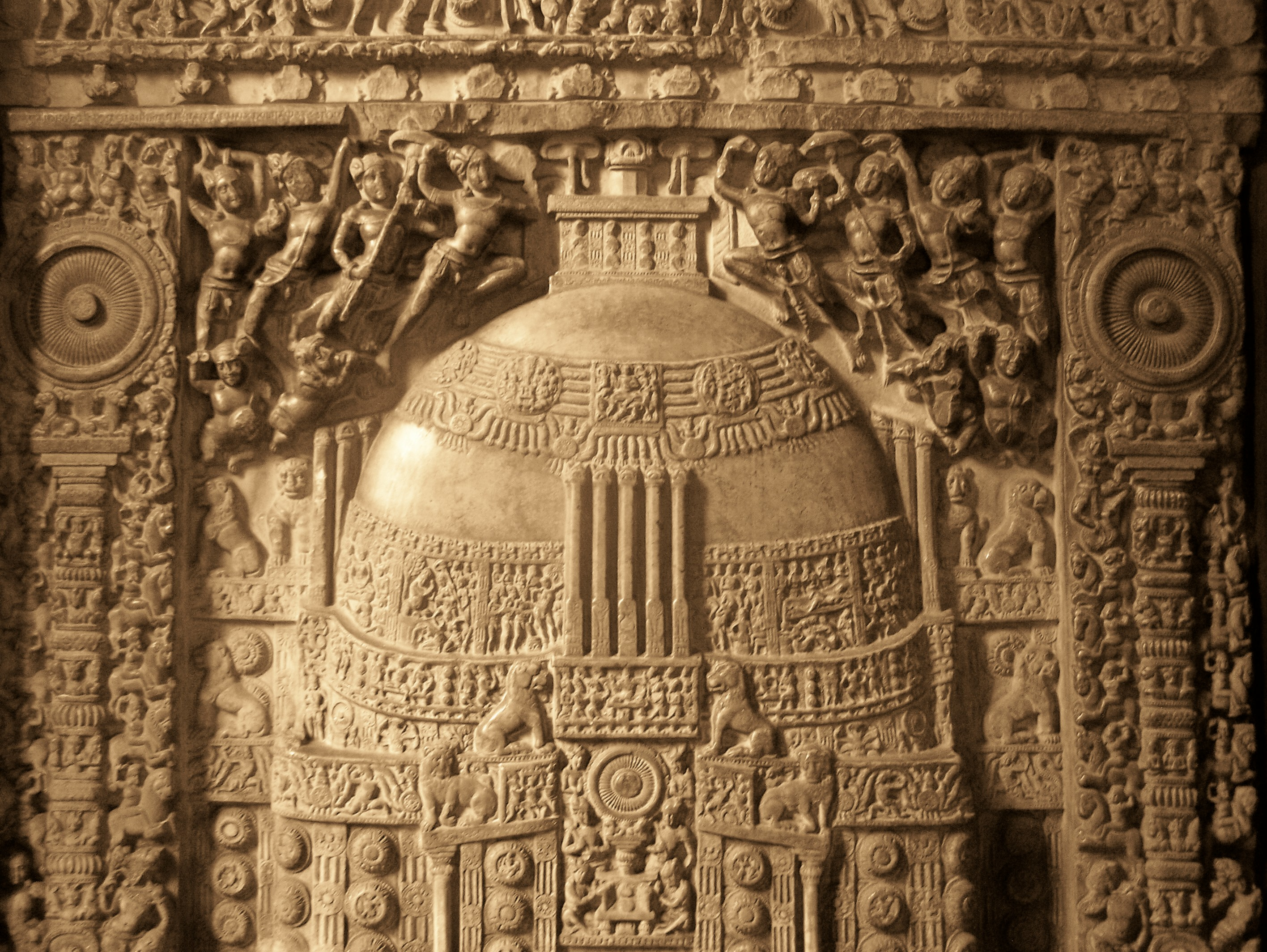
Estupa de Amaravati, siglo I-II

### Templos exentos
Los templos —construidos sobre plantas elípticas, circulares, cuadriláteras o absidiales—, se construyeron inicialmente empleando ladrillos y madera. Algunos templos de madera con zarzo y arbusto pueden haberlos precedido, pero ninguno permanece hasta el día de hoy.

#### Templos circulares
Algunos de los templos exentos más antiguos pudieron haber sido de tipo circular, como el templo Bairat, en Bairat, Rajasthan, formado por una estupa central rodeada por una columnata circular y un muro circundante. Fue construido durante la época del emperador Ashoka y cerca de él se encontraron dos de los edictos menores en roca de Ashoka. Ashoka también construyó el templo Mahabodhi en Bodh Gaya ca. 250 a. C., también una edificación circular, para proteger el árbol Bodhi bajo el cual el Buda habría encontrado la iluminación. Las representaciones de esta edificación temprana del templo se encuentran en un relieve del 100 a. C. esculpido en la barandilla de la estupa en Bhārhut, así como en Sanchi. De ese período permanece el trono de Diamantes, una losa casi intacta de arenisca decorada con relieves, que Ashoka había establecido al pie del árbol Bodhi. Estos templos de tipo circular también se encontraron en cuevas excavadas en la roca posteriores, como en las cuevas de Tulja o Guntupalli.

Templos circulares
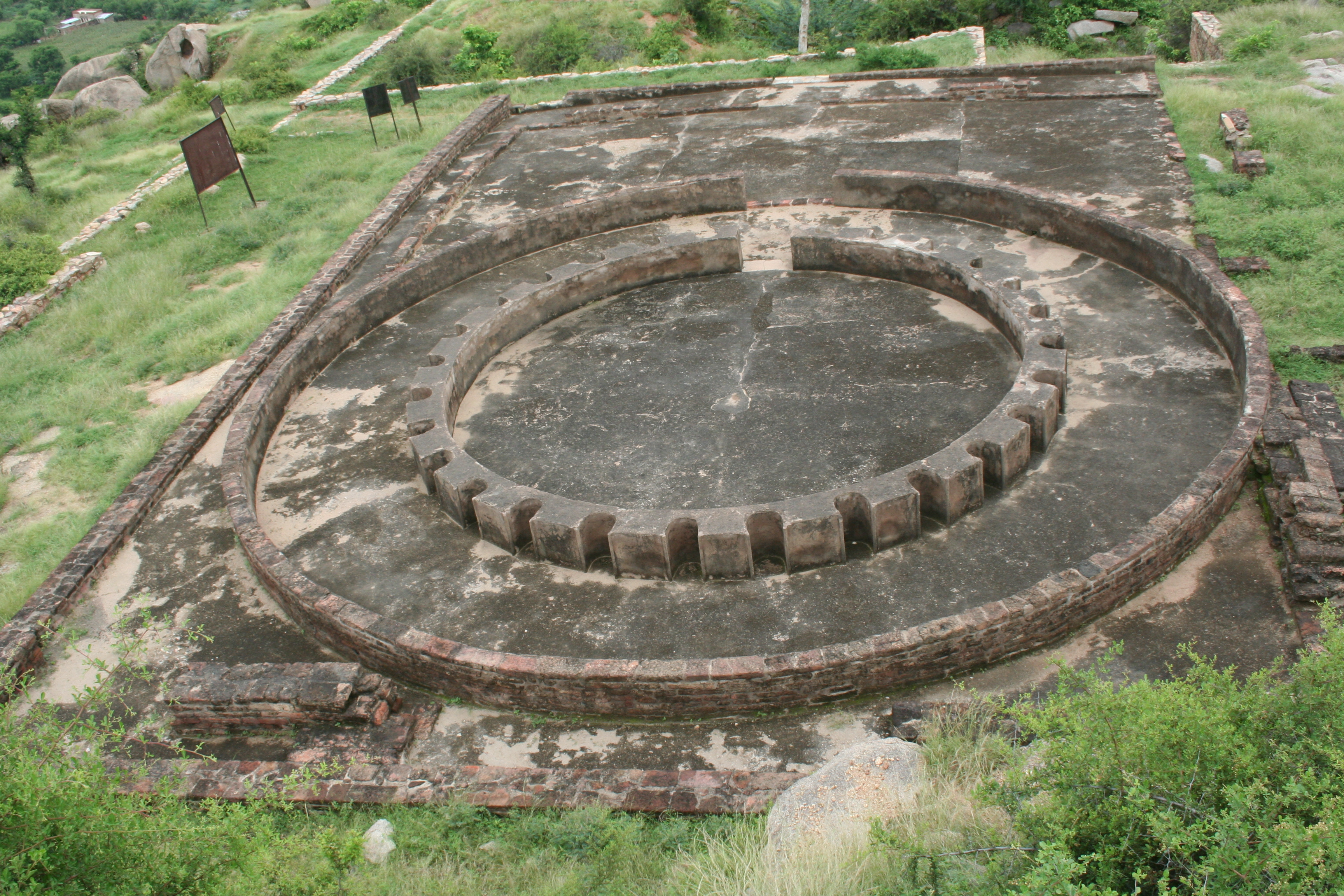
Restos del templo circular de Bairat (ca. 250 a.C.), con una estupa central
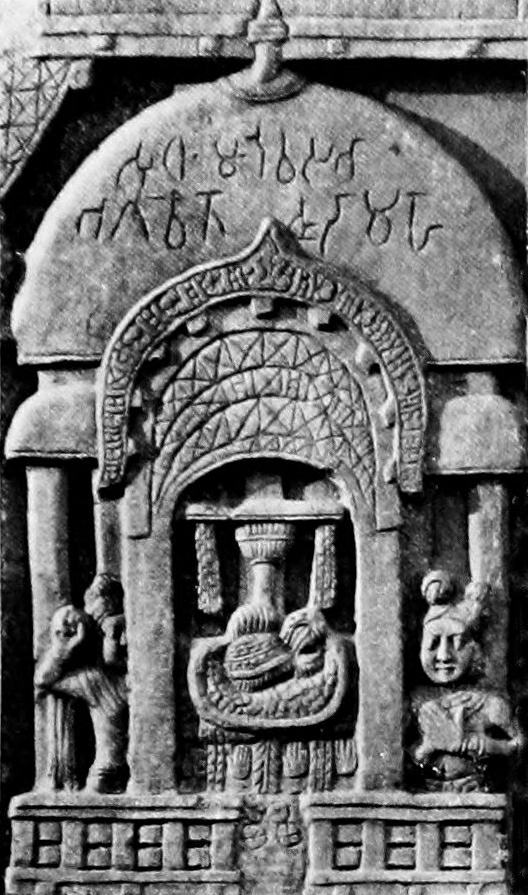
Relieve de un templo circular en Bharhut (ca. 100 a.C.)
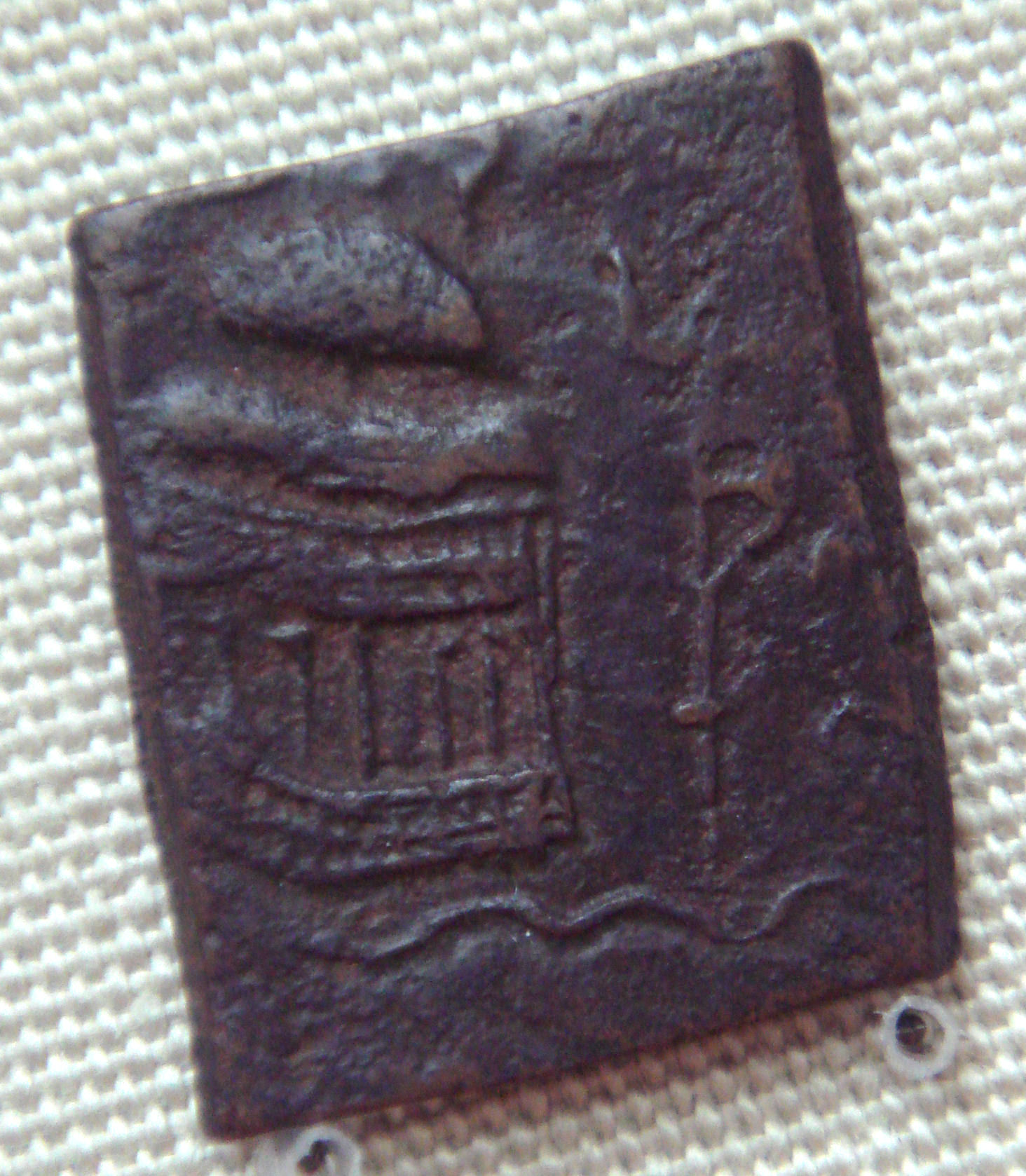
Templo hindú dedicado a Shiva representado en una moneda del siglo I a.C.
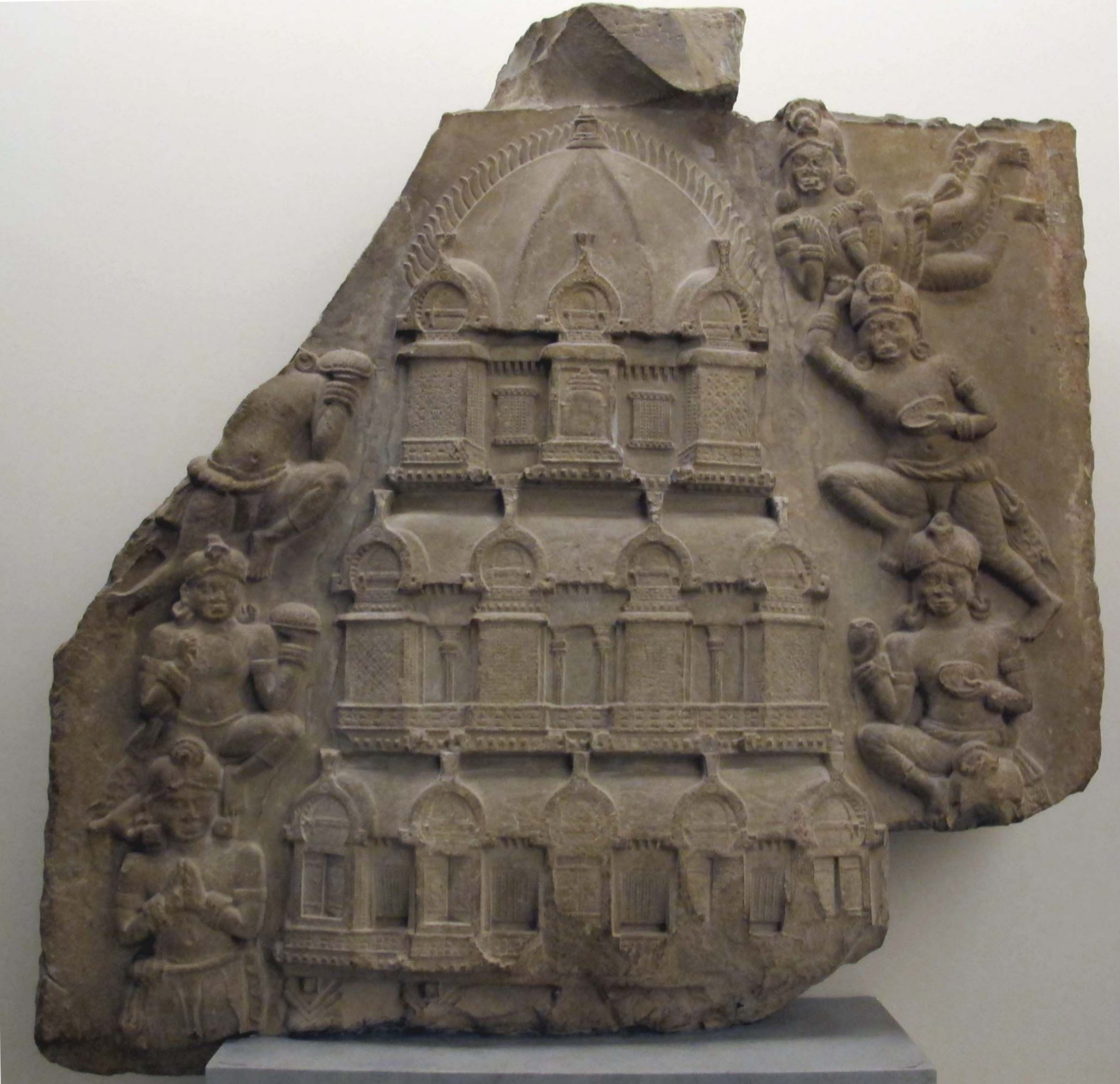
Relieve de un templo de varias plantas, siglo II, estupa de Ghantasala

#### Templos absidiales
Otro templo exento temprano en la India, esta vez de forma absidial, parece ser el templo n.º 40 de Sanchi, que también data del siglo III a. C.. Era un templo absidial de madera construido sobre una plataforma rectangular alta de piedra, de 26,52x14x3,35 m, con dos tramos de escaleras dispuestos en los lados este y oeste. El templo fue incendiado en algún momento del siglo II a. C.. Este tipo de edificación absidial también se adoptó en la mayoría de las cuevas (Chaitya-grihas), como en las cuevas Barabar, del siglo III a. C., y en la mayoría de las cuevas posteriores, con entradas laterales, y luego frontales. Se conserva todavía un templo absidial independiente, aunque en una forma ya modificada, el templo Trivikrama en Ter (Maharashtra).

Templos absidiales
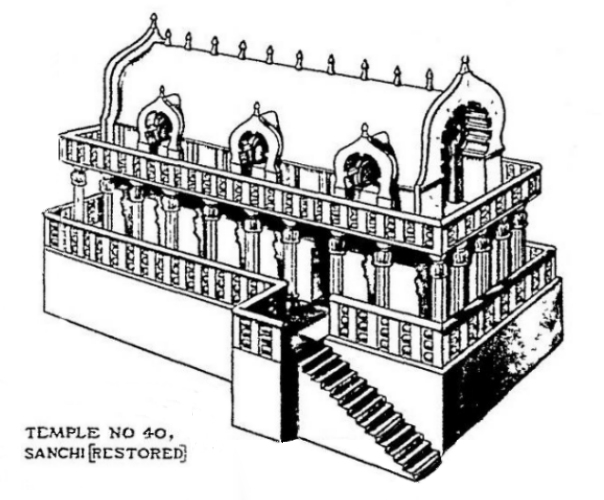
Ilustración del templo n.º 40 en Sanchi, fechada en el siglo III a. C.
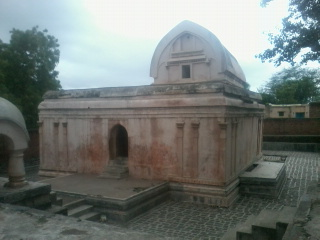
Templo de Trivikrama en Ter: un antiguo templo budista absidial, al frente del cual se agregó luego una mandapa cuadrada hindú
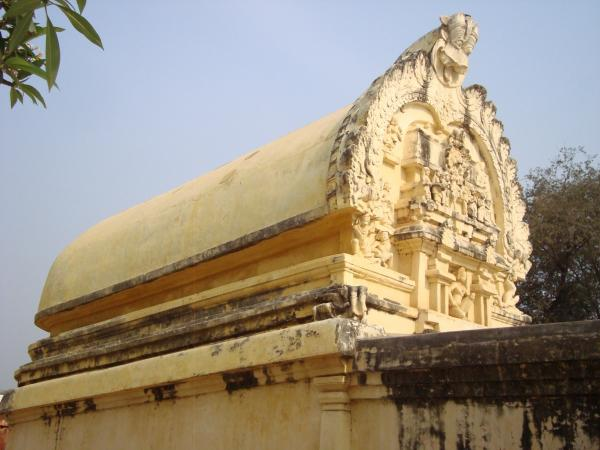
Templo absidial de Chejarla, también convertido más tarde al hinduismo

#### Templos piramidales truncados
Se piensa que el templo en forma de pirámide truncada derivó del diseño de las estupas escalonadas que se habían desarrollado en Gandhara. El templo de Mahabodhi en Bodh Gaya es un ejemplo de este tipo, adaptando el diseño gandhara de una sucesión de pasos con nichos que alojan imágenes de Buda, alternando con pilares grecorromanos, como se ve en las estupas de Jaulian. La edificación está coronada por la forma de una estupa hemisférica coronada por remates, formando un alargamiento lógico de las estupas gandharas escalonadas.
Aunque la edificación actual del templo Mahabdhodi se remonta al período Gupta (siglo V d. C.), la conocida como «placa del Templo Mahabhodi» —descubierta en Kumrahar y fechada entre 150 y 200 d. C. basándose en sus inscripciones datadas Kharoshthi y en los hallazgos combinados de monedas Huvishka— sugiere que la edificación piramidal ya existía en el siglo II d. C.. Esto fue confirmado por las excavaciones arqueológicas en Bodh Gaya.
Este diseño de pirámide truncada también marcó la evolución desde la estupa anicónica, dedicada al culto de las reliquias, hasta el templo icónico en el que ya había numerosas imágenes de Buda y de Bodhisattvas. Este diseño fue muy influyente en el desarrollo de los templos hindúes posteriores.

#### Templos prostilares cuadrados

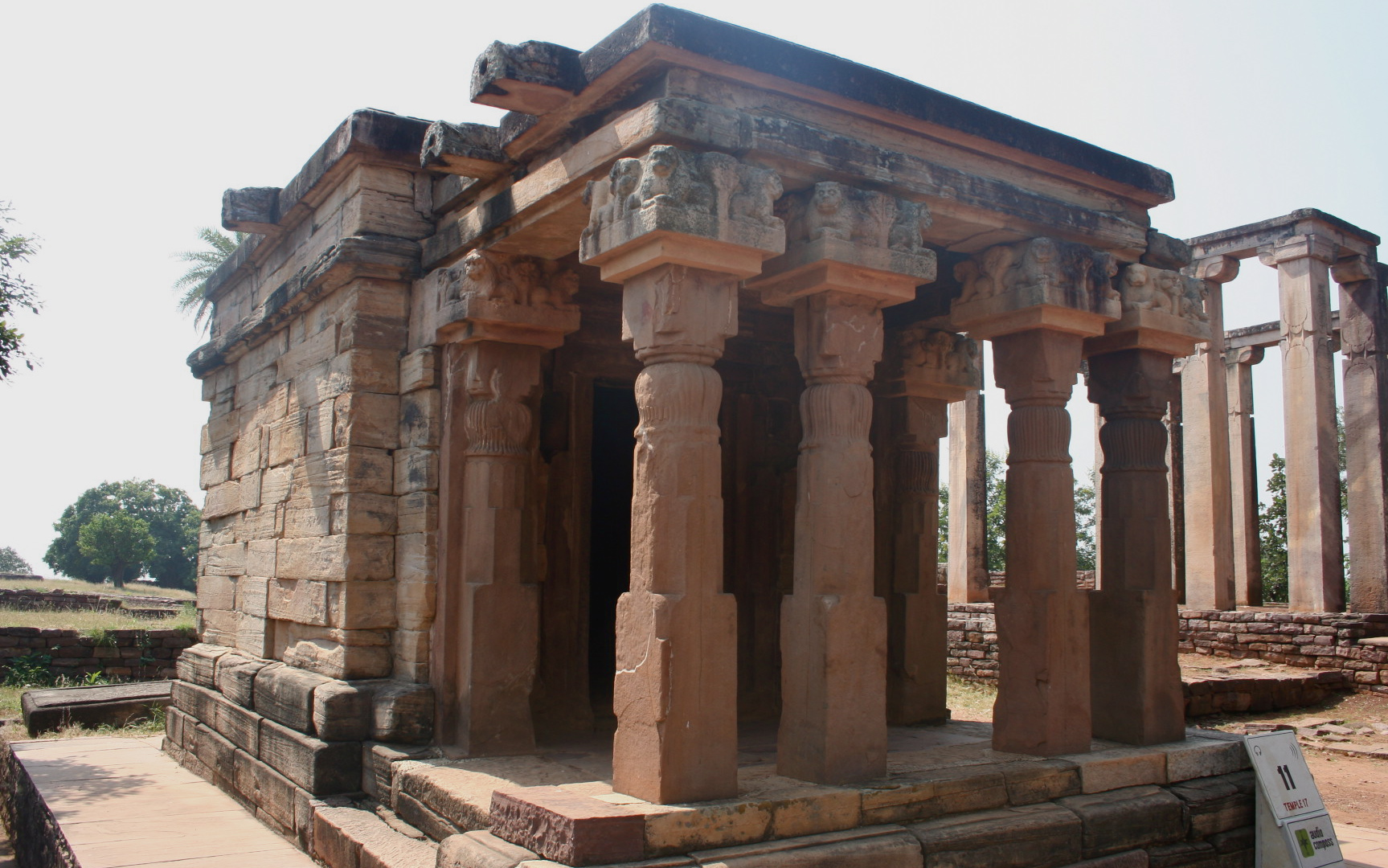
Un templo budista tetrastilo próstilo del período Gupta, de apariencia clásica en Sanchi (Templo 17) (siglo V a. C.) tetrastyle prostyle.

Más tarde, el Imperio Gupta también construyó templos budistas exentos (siguiendo el ejemplo de los templos de las grandes cuevas de la arquitectura rupestre de la India), como el templo n.º 17 en Sanchi, que data de principios del período Gupta (siglo V d. C.). Consiste en una celda o santuario cuadrado con techo plano con un pórtico y cuatro pilares. Desde una perspectiva arquitectónica, se trata de un templo próstilo tetrástilo de apariencia clásica. El interior y los tres lados del exterior son lisos y no tienen ninguna decoración, pero el frente y los pilares están elegantemente tallados, a diferencia de los templos en cueva del siglo II excavados en la roca de las cuevas de Nasik. Las universidades de Nalanda y Valabhi, que albergaron a miles de docentes y estudiantes, florecieron entre los siglos IV y VIII.

### Fin del periodo clásico
Este período termina con las invasiones destructivas de los Alchon Huns en el siglo VI. Durante el gobierno del rey hunnico Mihirakula, se dice que más de mil monasterios budistas en todo Gandhara fueron destruidos. El peregrino chino Xuanzang, que escribió en 630, explicó que Mihirakula ordenó la destrucción del budismo y la expulsión de los monjes. Informó que el budismo había decaido drásticamente y que la mayoría de los monasterios estaban desiertos y dejados en ruina. El arte budista de Gandhara, en particular el arte greco-budista, se extinguió esencialmente en ese período. Las invasiones marcaron el comienzo de la decadencia del budismo en la India.
Aunque solo duró unas pocas décadas, las invasiones tuvieron efectos a largo plazo en la India, y, en cierto sentido, pusieron fin a la India clásica. Poco después de las invasiones, el Imperio gupta, ya debilitado por esas invasiones y tras el ascenso de muchos gobernantes locales, terminó también. Tras esas invasiones y el desmoronamiento de los guptas, en el norte de la India siguió una época de cierto desorden, con la aparición de numerosos poderes indios más pequeños.

## Temprana Edad Media (550-1200)

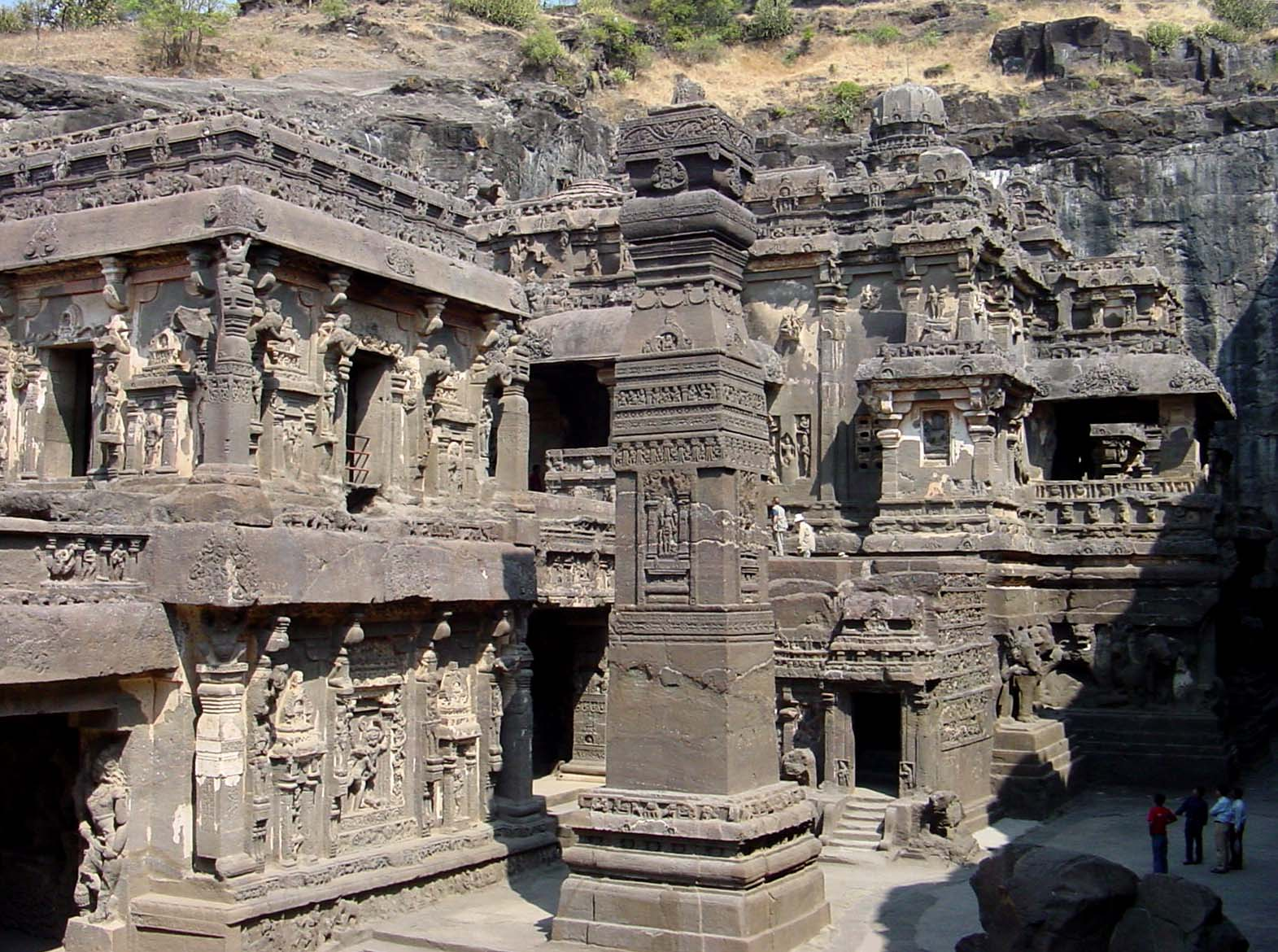
templo Kailasa, Ellora, el mayor templo tallado en roca de la India rock-cut Hindu temple.

La arquitectura de los templos en la India del Sur ya se muestra como una tradición distinta durante el siglo VII.
La arquitectura del templo Māru-Gurjara se originó en algún momento del siglo VI en, y alrededor de, las áreas de Rajastán. La arquitectura Māru-Gurjara muestra la profunda comprensión de las edicaciones y las habilidades refinadas de los artesanos rajasthani de la era pasada y tiene dos estilos prominentes: Maha-Maru y Maru-Gurjara. Según M. A. Dhaky, el estilo Maha-Maru se desarrolló principalmente en Marudesa, Sapadalaksha y Surasena y en partes de Uparamala, mientras que el Maru-Gurjara se habría originado en Medapata, Gurjaradesa-Arbuda, Gurjaradesa-Anarta y en algunas áreas de Guyarat. Estudiosos como George Michell, M.A. Dhaky, Michael W. Meister y U.S. Moorti creen que la arquitectura del templo Māru-Gurjara es enteramente occidental y que difiere bastante de la arquitectura del templo del norte de la India. Hay una conexión entre la arquitectura Māru-Gurjara y la arquitectura del templo Hoysala. En ambos estilos, la arquitectura se trata de manera escultórica. Los estilos regionales incluyen la arquitectura de Karnataka, la arquitectura kalinga, la arquitectura dravídica, la arquitectura de los chalukyas occidentales y la arquitectura de los chalukya de Badami.
El templo de la India meridional consiste esencialmente en un santuario de cámaras cuadradas coronado por una superestructura, una torre o una espira, y un pórtico o sala con pilares adjuntos (maṇḍapa o maṇṭapam), encerrado por un peristilo de celdas dentro de un patio rectangular. Los muros externos del templo están segmentadas por las pilastras y tienen nichos que albergan esculturas. La superestructura o torre sobre el santuario es del tipo kūṭina y consiste en una disposición de pisos que se retiran gradualmente en forma piramidal. Cada planta está delineada por un parapeto de santuarios en miniatura, cuadrados en las esquinas y rectangulares con techos de bóveda de cañón en el centro.
Los templos del norte de la India mostraban ya en el siglo X una mayor elevación de los muros y disponían de torres elaboradas. En la India central se construyeron templos ricamente decorados, incluidos los del complejo en Khajuraho. Los comerciantes indios llevaron la arquitectura india al sudeste asiático a través de varias rutas comerciales. Fueron características de la arquitectura del templo en la India la grandeza de construcción, las hermosas esculturas, las delicadas tallas, las altas cúpulas, las gopuras y los amplios patios. Son destacados ejemplos el templo Lingaraj, en Bhubaneshwar (Odisha), el templo de Suria (Konark)templo de Suria, en Konark (Odisha) o el templo Brihadeeswarar, en Thanjavur (Tamil Nadu).

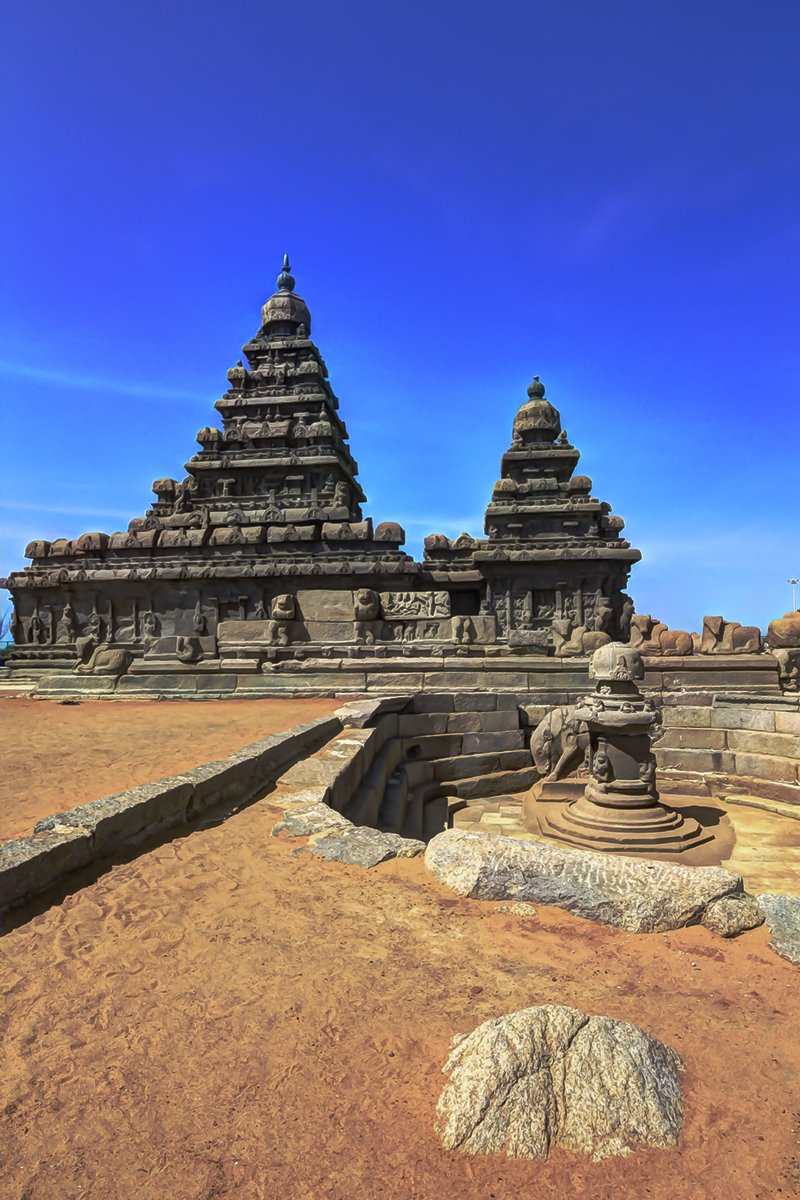
El templo tallado en la roca del Shore Temple de los templos en Mahabalipuram, 700-728
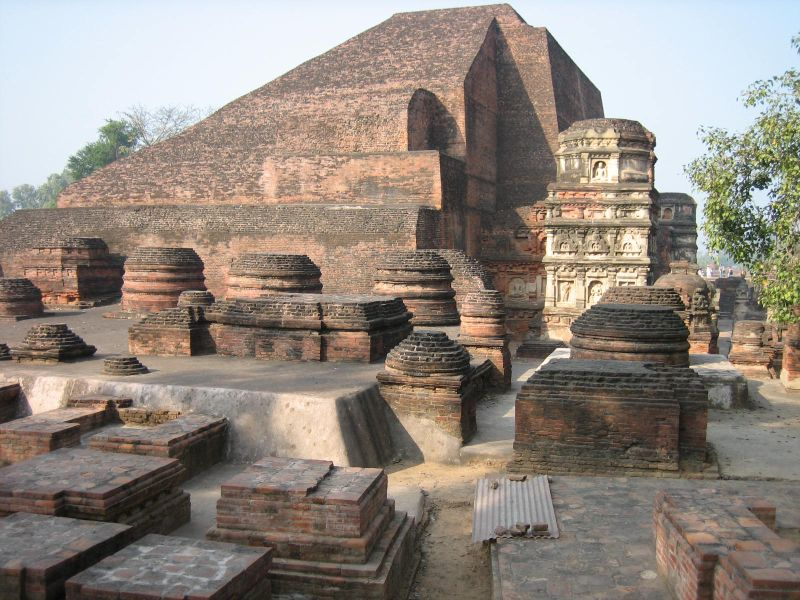
Las ruinas de la Nalanda Mahavihara en Nalanda.
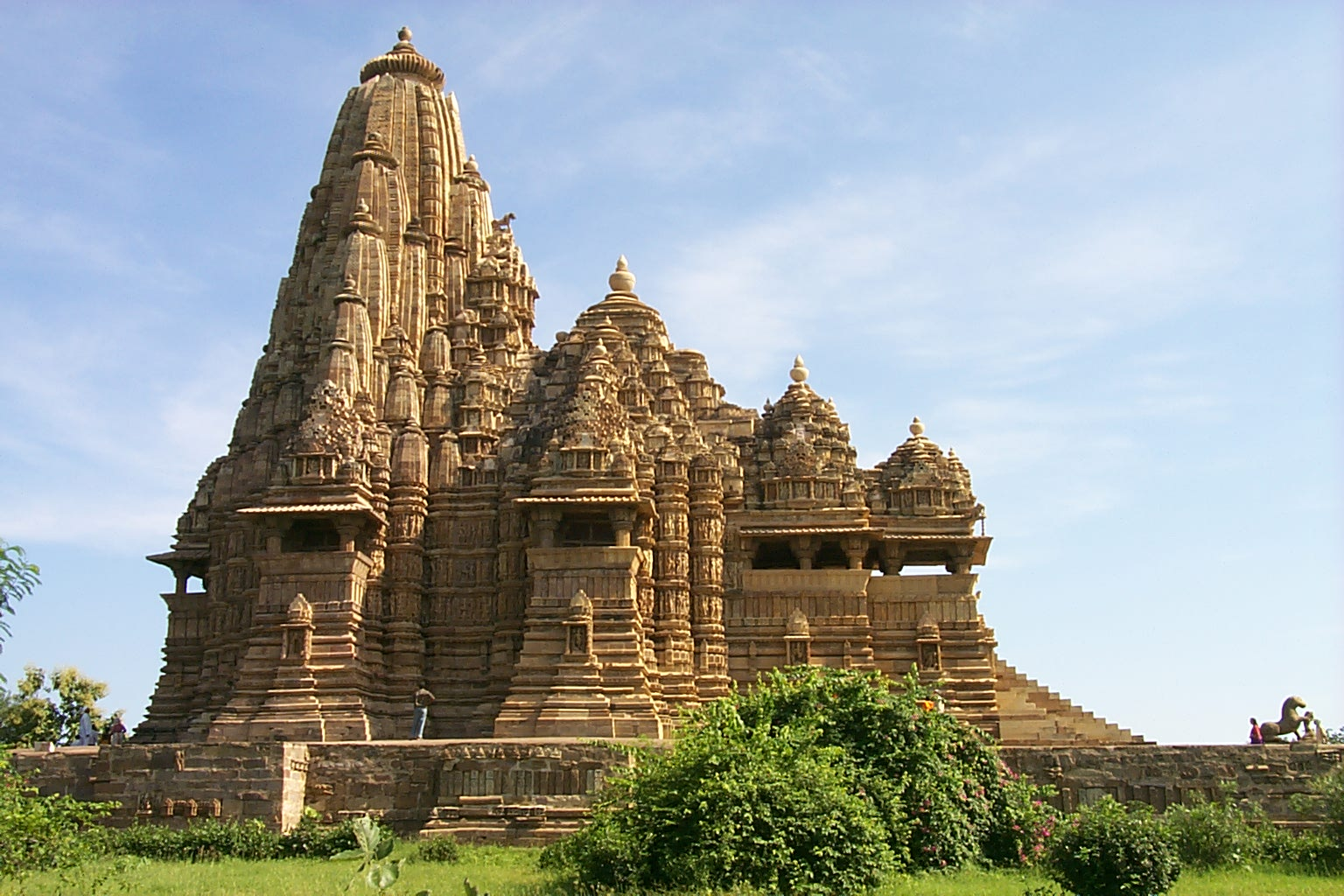
El templo Kandariya Mahadeva en el complejo del Templo Khajuraho en el estilo shikhara, declarado Patrimonio de la Humanidad por la UNESCO.
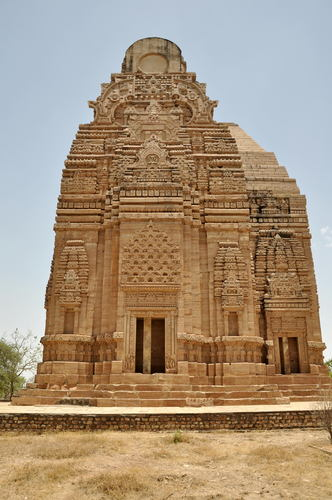
Teli ka Mandir, un templo hindú del siglo VIII/IX construido por el emperador pratihara Mihira Bhoja
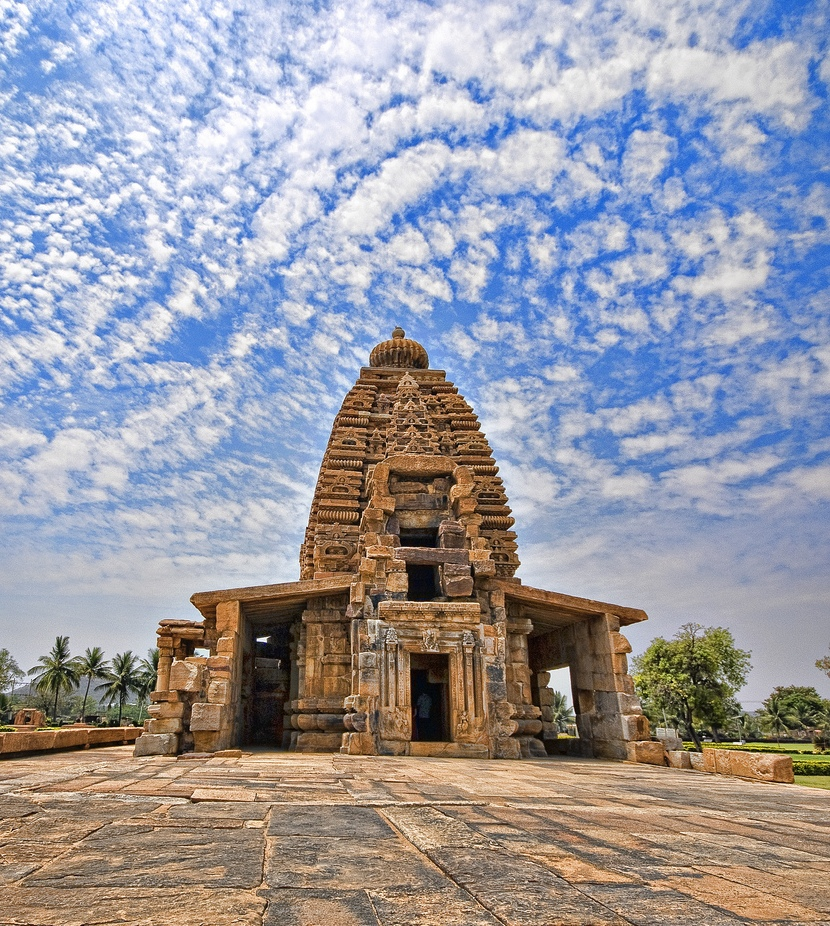
El templo de Galaganatha en el complejo de Pattadakal es un ejemplo de la arquitectura de los chalukya de Badami
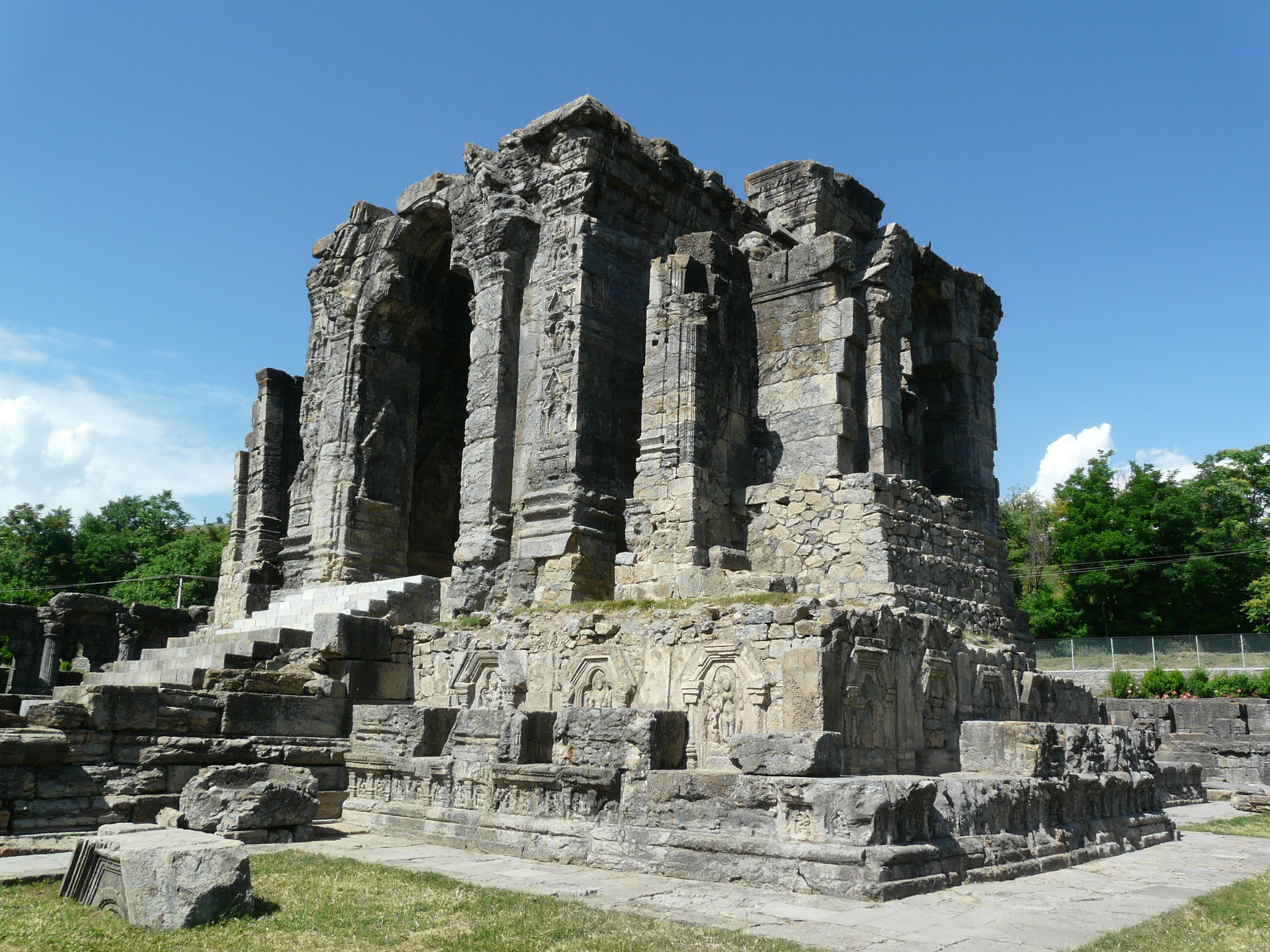
Santuario central del templo del Sol de Martand, dedicado a la deidad Surya.
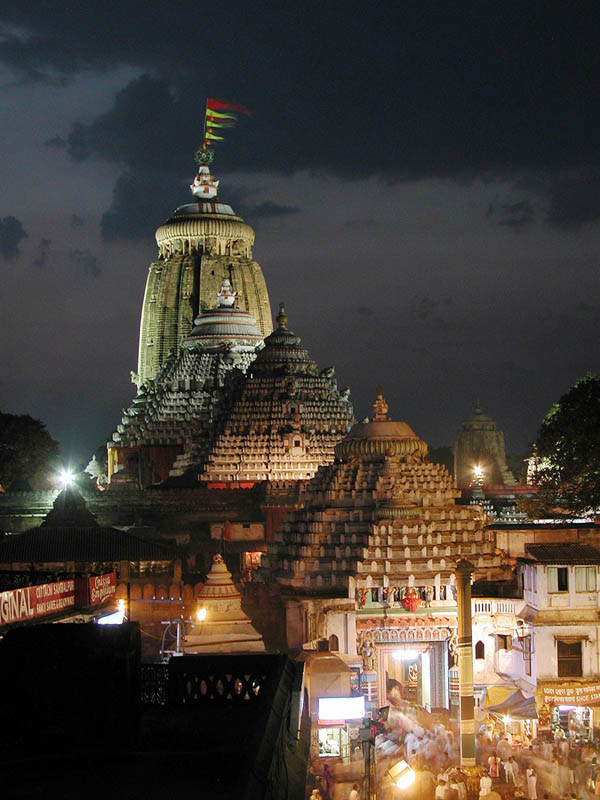
El templo de Jagannath en Puri, uno de Char Dham (los cuatro centros espirituales principales del hinduismo)
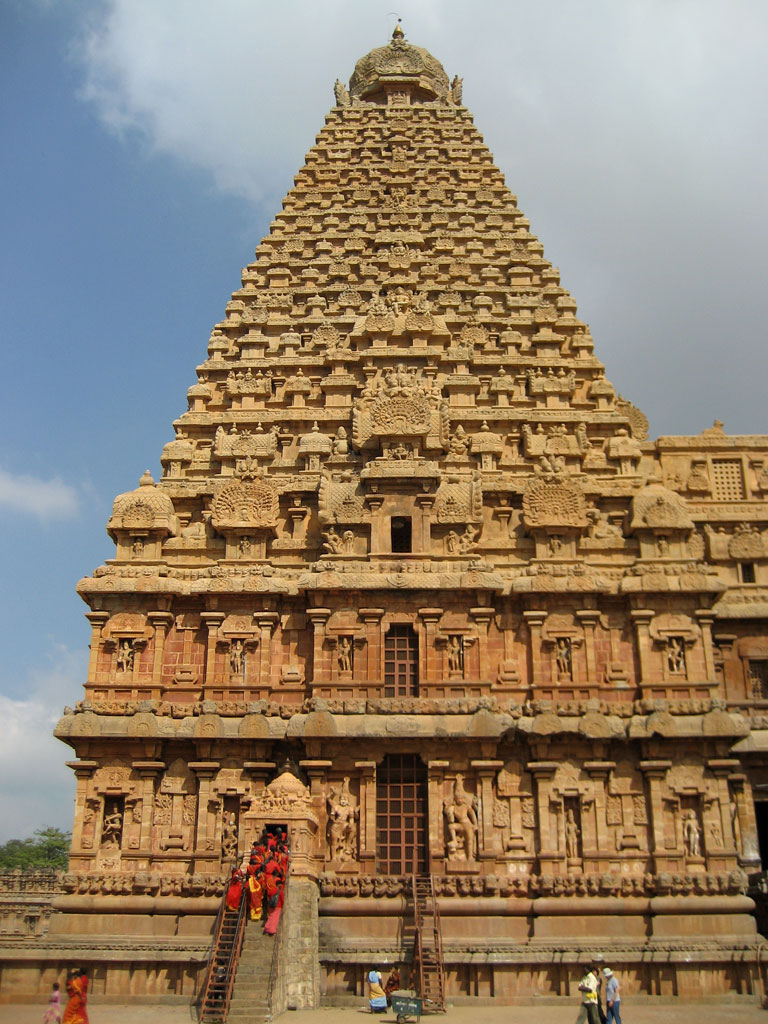
La gopuram (torre) de granito del templo Brihadeeswarar en Thanjavur, que fue completada en 1010 por el Raja Raja Chola I.
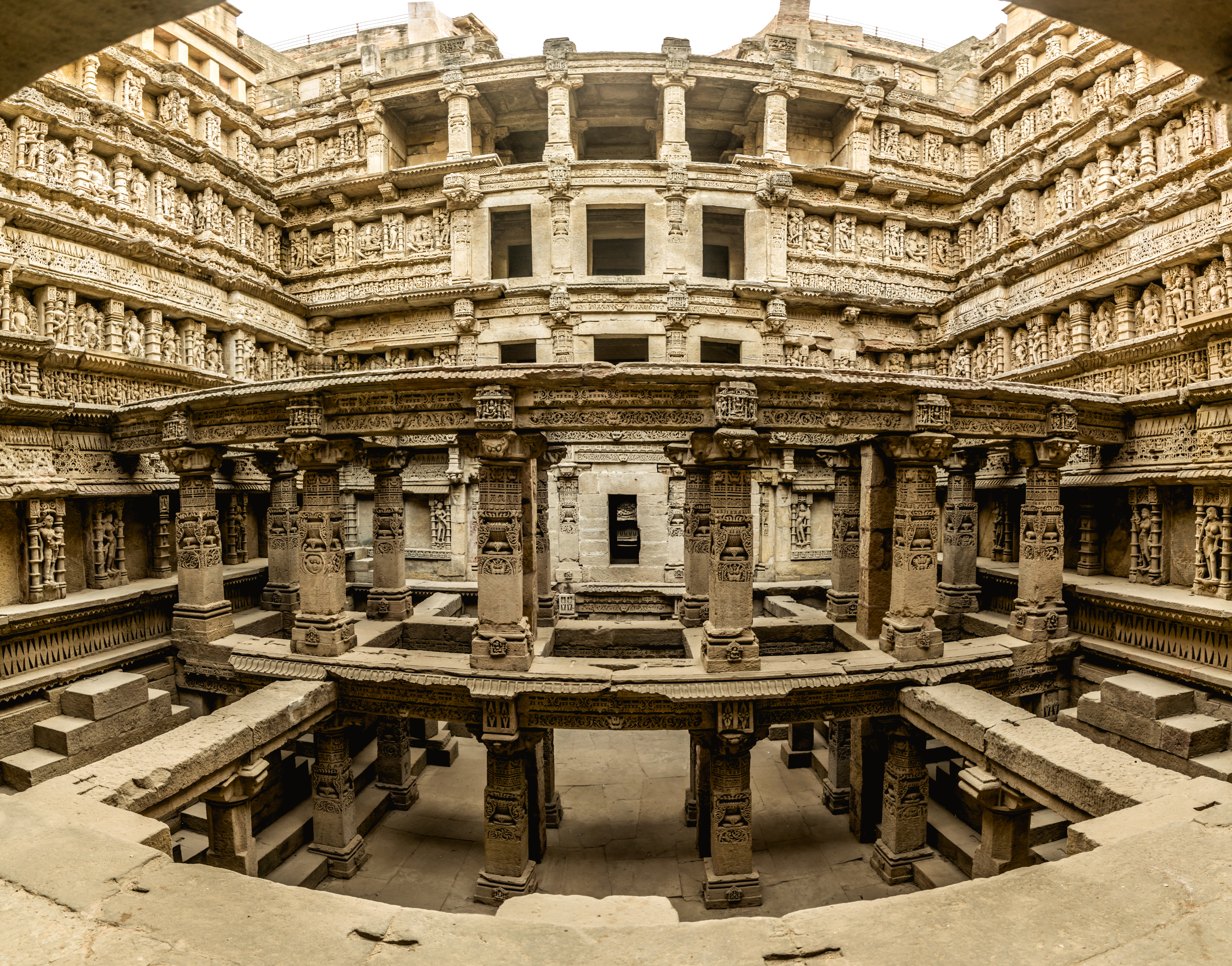
Rani ki vav es un baorí, construido por la dinastía Chaulukya, ubicado en Patan.
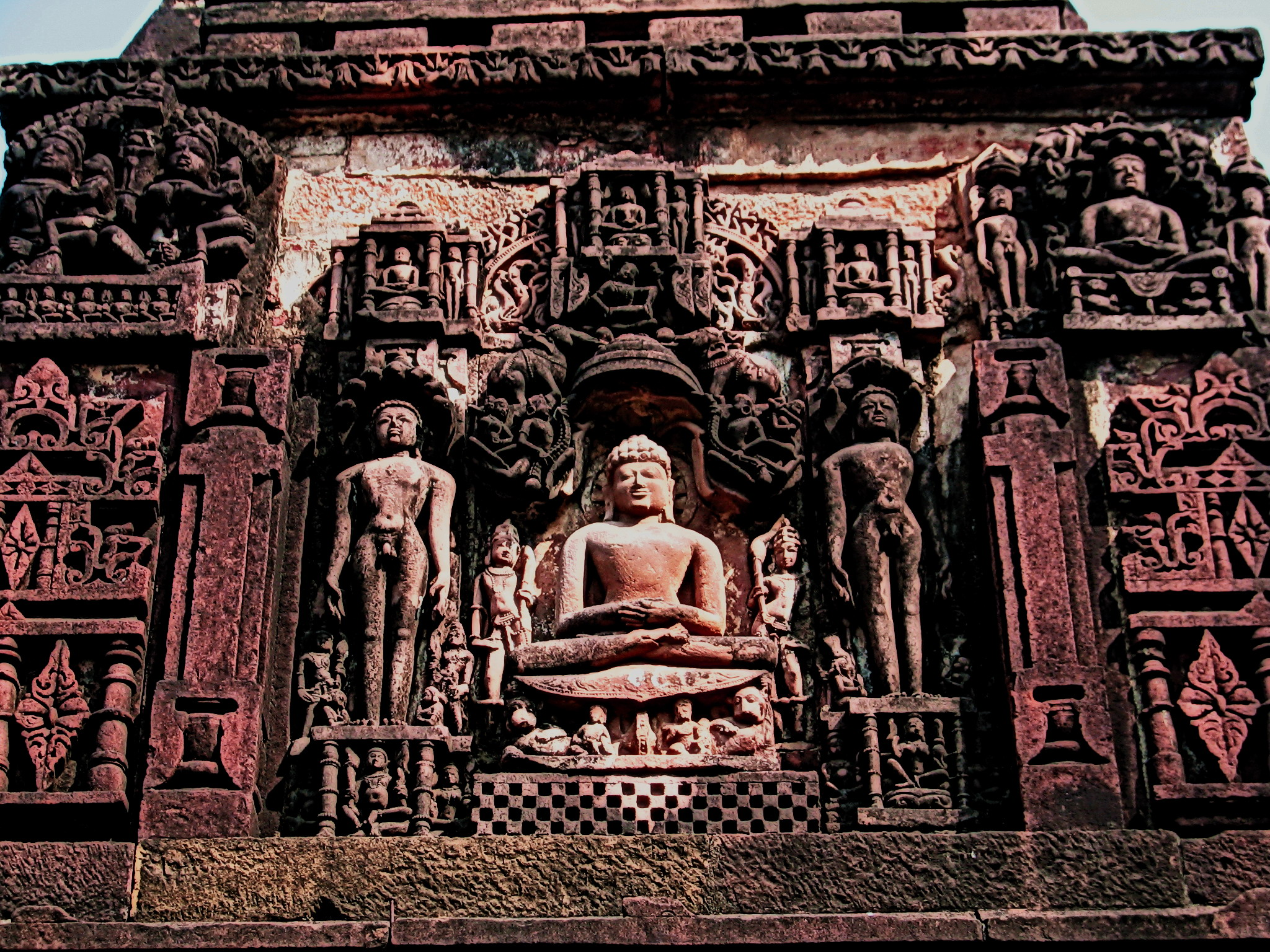
Muro de complejo del templo jain, Deogarh

## Edad Media tardía (1100-1526)

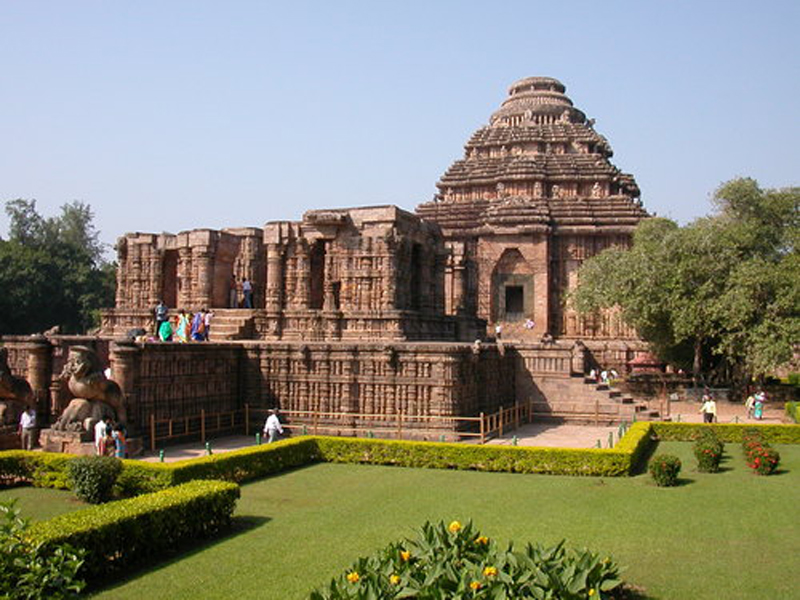
Templo de Suria en Konark, Orissa, construido por el emperador Narasimhadeva I (1238-1264) de la dinastía Ganga oriental, está ahora declarado Patrimonio de la Humanidad por la UNESCO
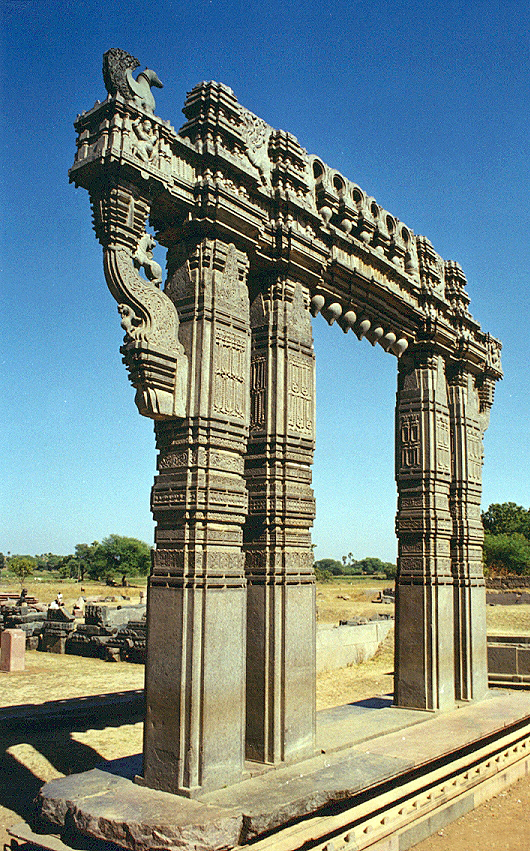
Kakatiya Kala Thoranam (puerta Warangal) en ruinas, construida por la dinastía Kakatiya
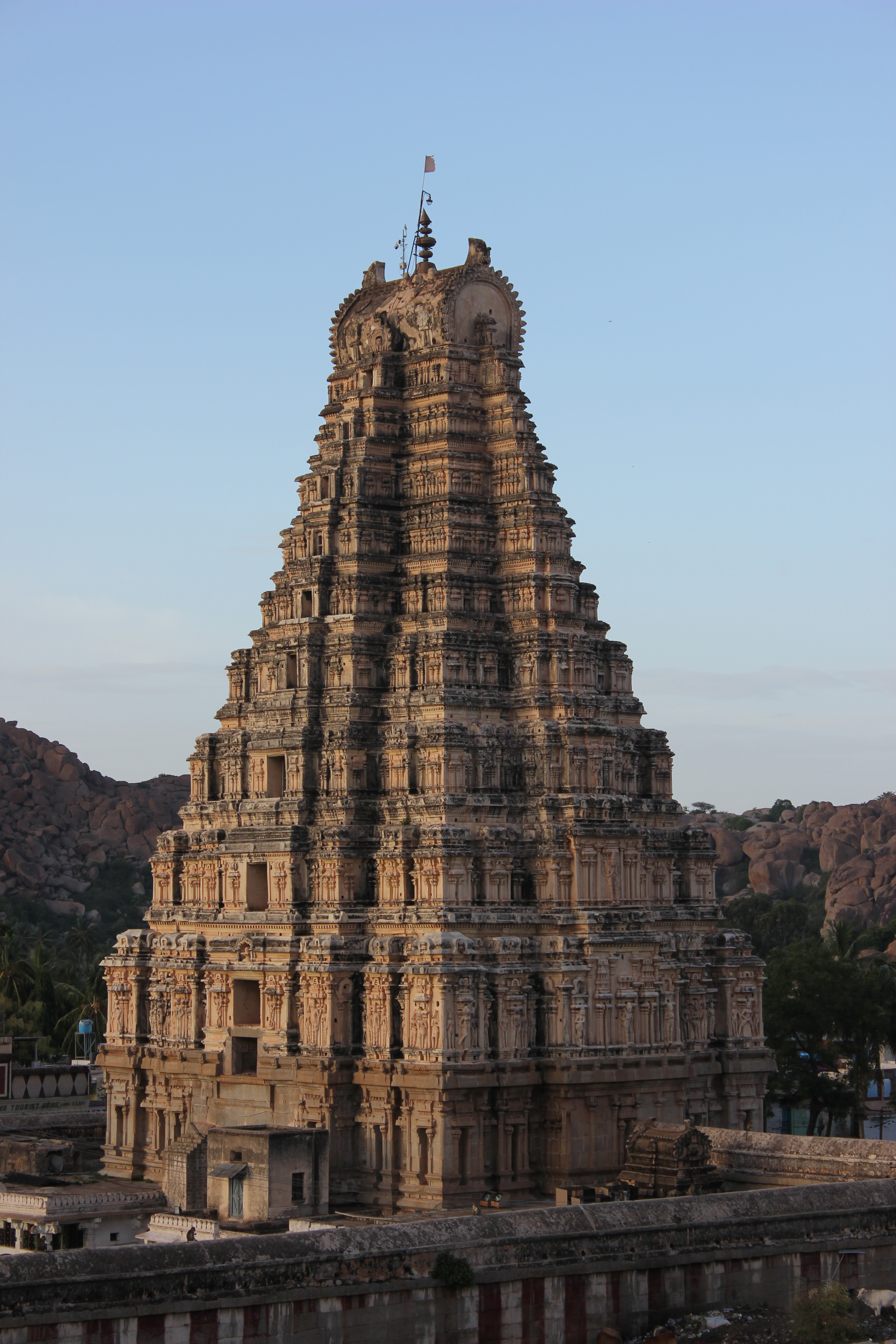
Templo Virupaksha, Raya Gopura (torre principal sobre la puerta de entrada) en Hampi
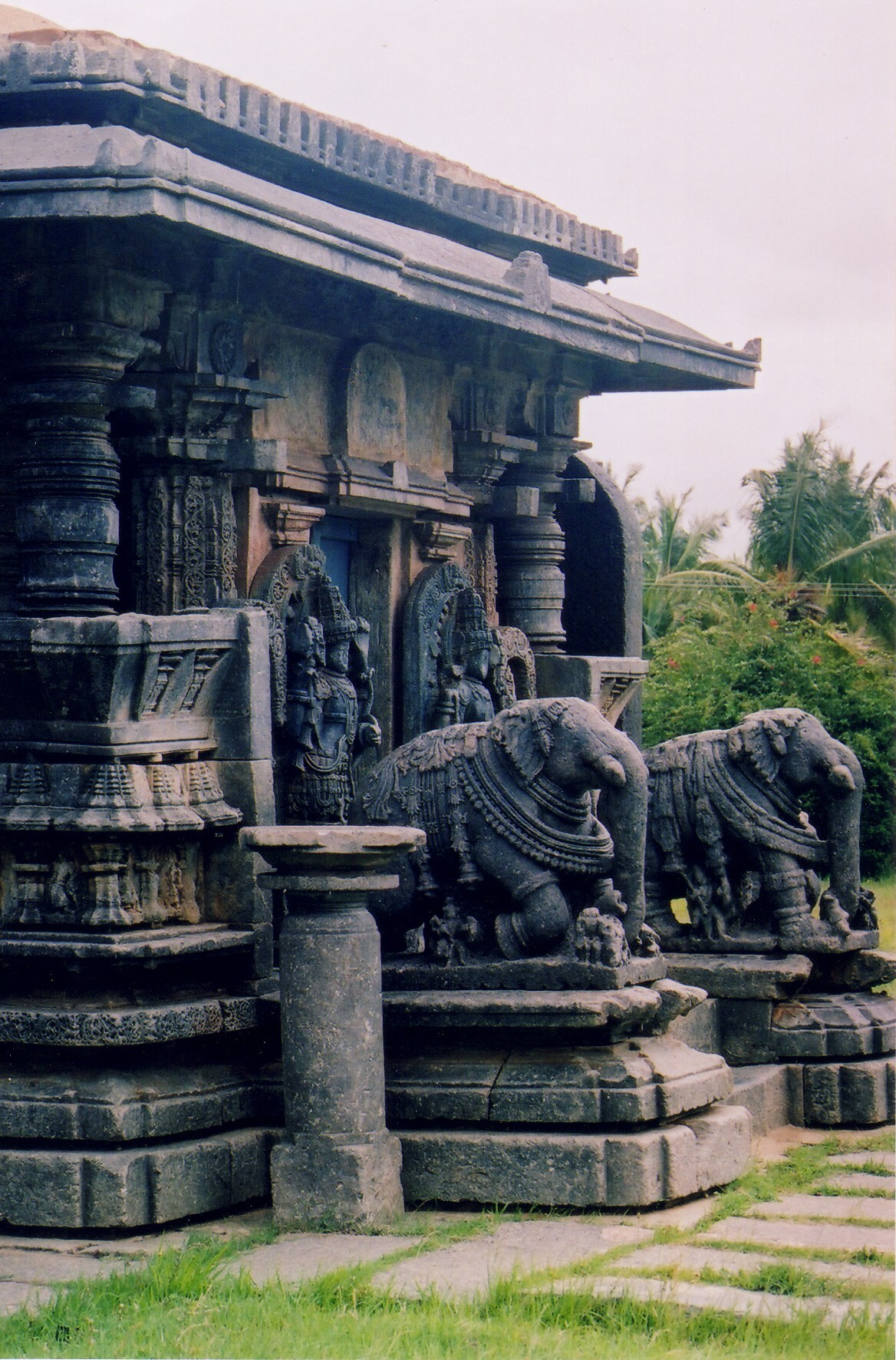
Balaustradas de elefantes en el templo Bucesvara
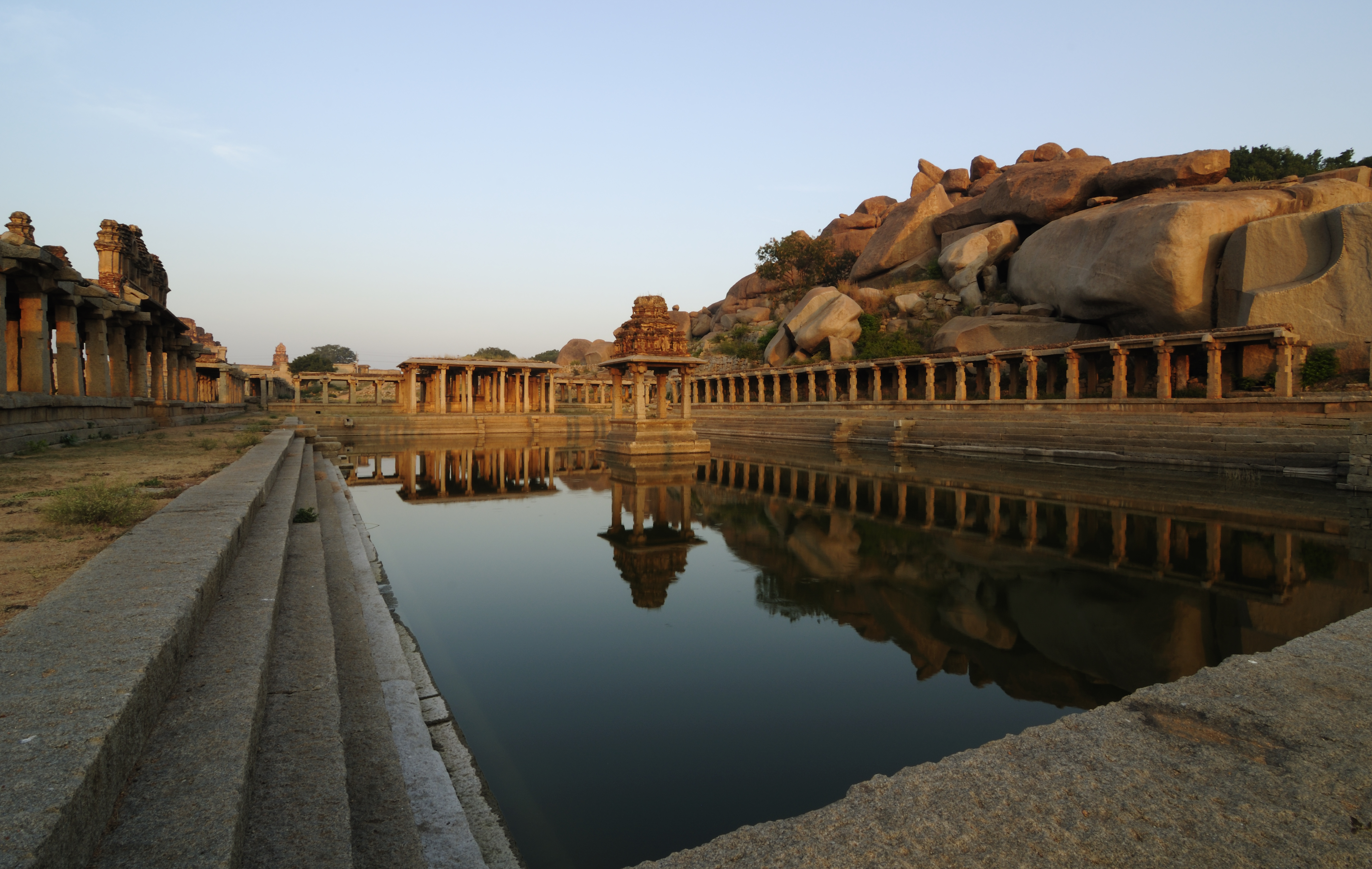
Vijayanagara marketplace en Hampi, along with the sacred tank located on the side of Krishna temple.
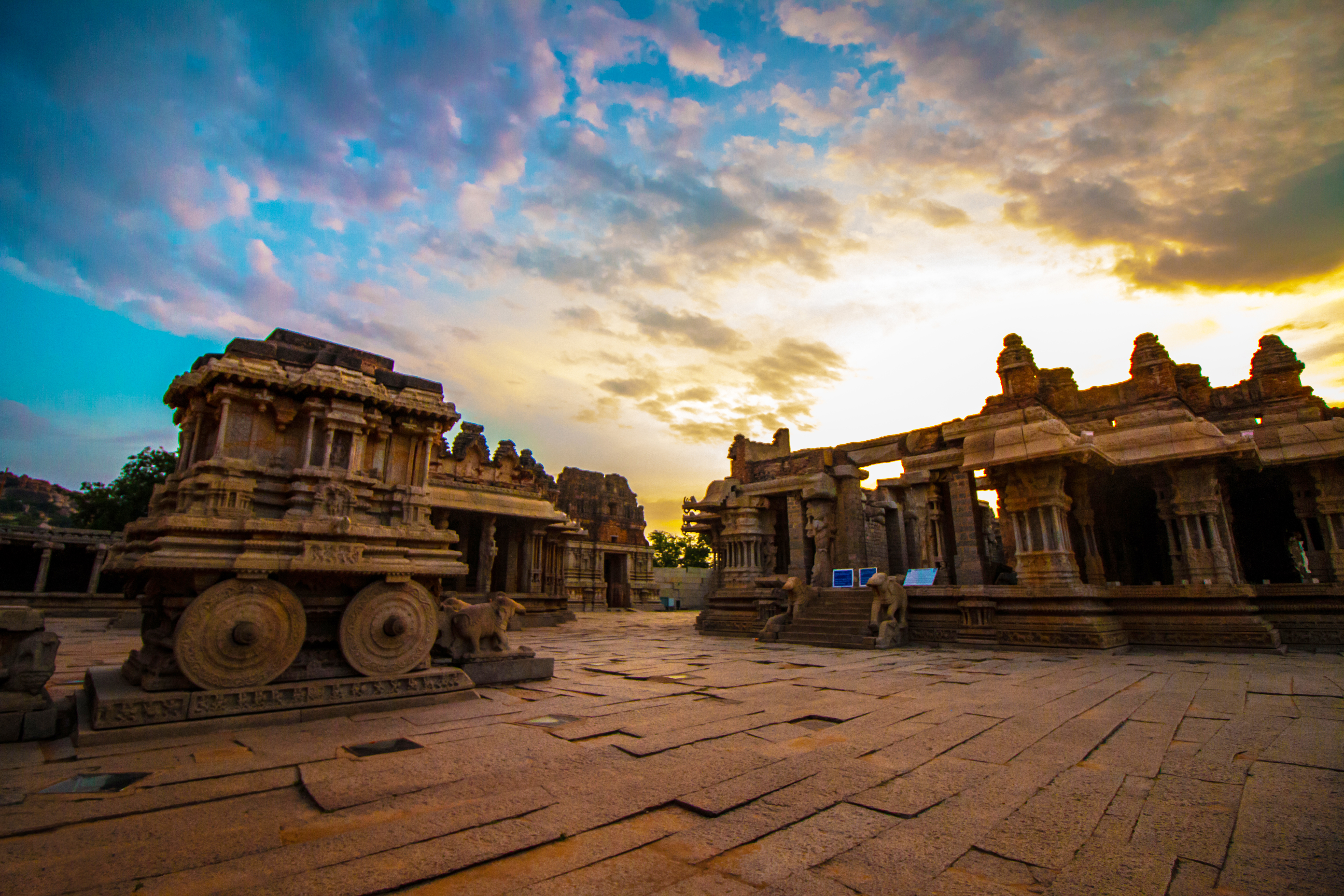
Stone temple car en el templo Vitthala, en Hampi

### Arquitectura hoysala
La arquitectura hoysala es el estilo de las construcciones desarrolladas durante los siglos XI y XIV bajo control del Imperio hoysala, en la región conocida como Karnata, hoy día Karnataka, estado al suroeste de la India. Son muchos los templos, grandes y pequeños, edificados en el siglo XIII que se conservan como muestra del estilo arquitectónico hoysala, entre otros: el templo de Chennakesava, en Belur; el templo de Hoysaleswara, en Halebidu; y el  templo de Kesava, en Somanathapura. Una característica de la arquitectura de los templos hoysalas es su atención al detalle y la habilidad técnica de los artesanos, que también se ve en los templos de Belavadi, Amrithapura y Nuggehalli. Los estudios sobre el estilo revelan una escasa influencia indoaria mientras el impacto del estilo de la India meridional es más apreciable.
Los templos hoysalas, hoy uno de los principales destinos turísticos en Karnataka, permiten conocer  la arquitectura medieval hindú de la tradición drávida. Esa tradición nació en el siglo VIII bajo el patronazgo de la dinastía chalukya de Badami, se desarrolló durante el siglo XI por los chalukyas occidentales de Basavakalyan y finalmente, se transformó en un estilo independiente en el siglo XII, durante el reinado de los Hoysala. Inscripciones en canares medieval se muestran incisas en piedras de los templos, dando detalles sobre estos e información sobra la dinastía de los Hoysala.
El 15 de abril de 2014 el bien «Conjuntos sagrados de los Hoysala» fue inscrito en la Lista Indicativa de la India —paso previo a ser declarado Patrimonio de la Humanidad—, en la categoría de bien cultural (n.º ref 5898). Aproximadamente 100 templos del periodo hoysala perduran hoy. La nominación comprende dos grupos de monumentos (en Belur y en Halebidu) ricamente decorados con esculturas y tallas de piedra,  construidos por seguidores del vaishnavismo, el shaivismo y el jainismo. El templo Chennakeshava en Belur sigue siendo un importante lugar de peregrinaje.

Para mí, disfrutar de los templos de las dinastías chalukya tardía y Hoysala es uno de los grandes placeres de la vida. Amo estos templos porque sus diseños son lógicos y naturales, porque su arquitectura es ingenua, porque su ejecución es rica...
Gerard Foekema, prefacio de la Complete guide to Hoysala temples

- Ejemplos de arquitectura hoysala
- Planta estrellada del santuario en el templo de Chennakeshava, en Aralaguppe
- El templo de Kesava en el complejo de Chennakeshava en Belur ha estado activo desde su fundación
- Templo Kedaresvara en Balligavi (siglo XI, ampliado en 1131)
- Templo Brahmeshvara en Kikkeri (acabado en 1171)
- Templo Kedareshwara en Halebidu
- Templo de Chennakesava, en Somanathapura, consagrado en 1258

### Arquitectura vijaynagara
La arquitectura vijayanagara (en canarés: ವಿಜಯನಗರ ವಾಸ್ತುಶಿಲ್ಪ) es el estilo de las construcciones desarrolladas durante el gobierno hindú del Imperio  vijayanagara  (1336-1565). El imperio gobernó la India del Sur, desde su capital real en Vijayanagara, a orillas del río Tungabhadra en el actual estado de Karnataka. El imperio construyó templos, monumentos, palacios y otras edificaciones en todo el sur de la India, con una mayor concentración en su capital. Los monumentos en, y alrededor de Hampi, en el principado de Vijayanagara, están catalogados como Patrimonio de la Humanidad por la UNESCO.
Además de construir nuevos templos, el imperio añadió nuevos edificios e hizo modificaciones en cientos de templos en todo el sur de la India. Algunas edificaciones en Vijayanagara son del período pre-vijayanagara. Los templos de la colina Mahakuta son de la época del Imperio de los chalukya occidentales. La región alrededor de Hampi había sido un lugar de culto popular durante siglos antes del período Vijayanagara, datando los registros más antiguos de 689, cuando se la conoció como Pampa Tirtha, por Pampa, el dios local del río.

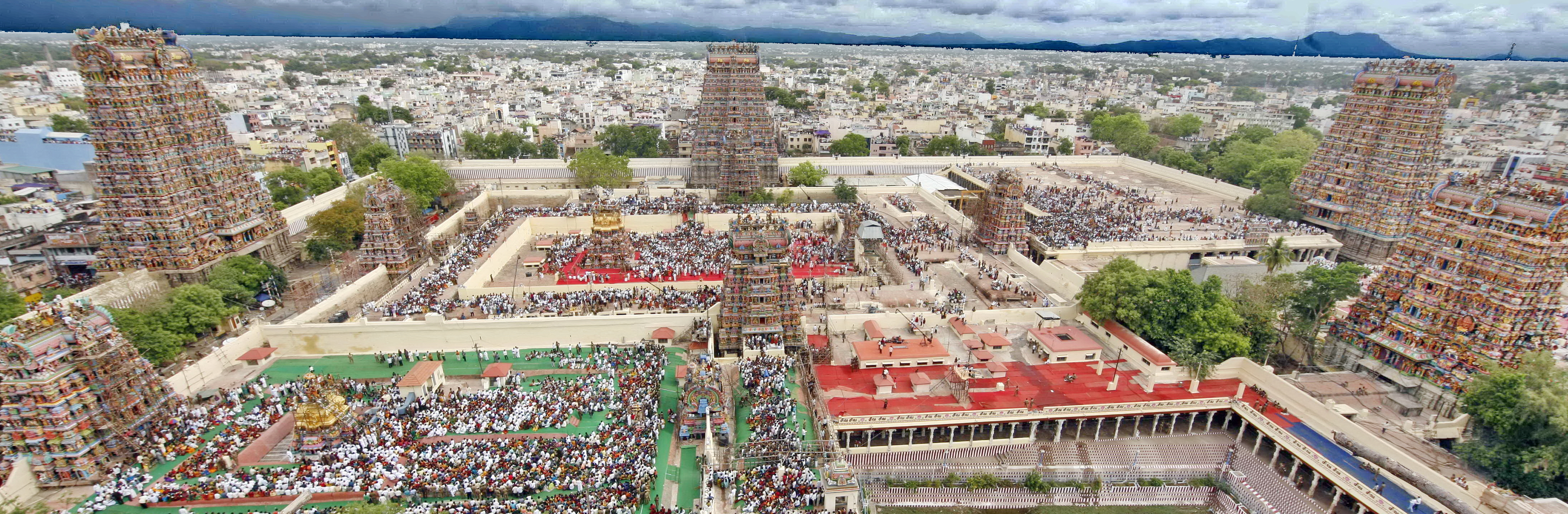
Vista aérea del Templo Meenakshi desde lo alto del la gopuram meridional, mirando hacia el norte. El templo fue reconstuido por el Imperio Vijayanagara, y es un ejemplo de arquitectura dravídica.

La arquitectura de la época vijayanagara (1336-1565) fue un notable estilo de construcción desarrollado por el imperio Vijayanagar que gobernaba la mayor parte del sur de la India desde su capital en Vijayanagara, a orillas del río Tungabhadra, en la actual Karnataka. La arquitectura de los templos construidos durante el periodo vijayanagara tenían elementos de autoridad política. Esto dio lugar a la creación de un estilo imperial distintivo de arquitectura que destacó no solo en templos sino también en edificaciones administrativas a través del Decán. El estilo vijayanagara el una combinación de los estilos de los chalukya, hoysalas, Pandya y cholas que evolucionaron a principios de los siglos en que estos imperios dominaron y se caracterizan por un retorno al arte simplista y sereno del pasado.

### Arquitectura indo-islámica temprana
Tras las conquistas musulmanas y su establecimiento en la región, vieron la luz los primeros ejemplos de arquitectura indo-islámica. Se conservan pocos ejemplos de la época, destacando el complejo de Qutb, que fue declarado Patrimonio de la Humanidad por la UNESCO en 1993. El complejo consiste en el Qutab Minar, iniciado en 1193 por Qutb-ud-din Aibak —el primer gobernante musulmán en el área de Delhi, y fundador del sultanato de Delhi— pero que sólo pudo completar su base. Su sucesor, Iltusmish, añadió tres pisos más. La obra fue completada en 1368 por Firuz Shah Tughluq, siendo desde ese momento, con sus 72,5 m de altura, el minarete de ladrillo más alto del mundo. Se conservan otros monumentos construidos por los sucesivos sultanes de Delhi, como el Alai Minar, un minarete que quería doblar el tamaño del Qutb Minar y que fue encargado por Alauddin Khilji, aunque nunca se completó.
Otros ejemplos incluyen el fuerte Tughlaqabad y el complejo Hauz Khas.

## Periodo moderno temprano (1500-1858)

### Arquitectura rajput

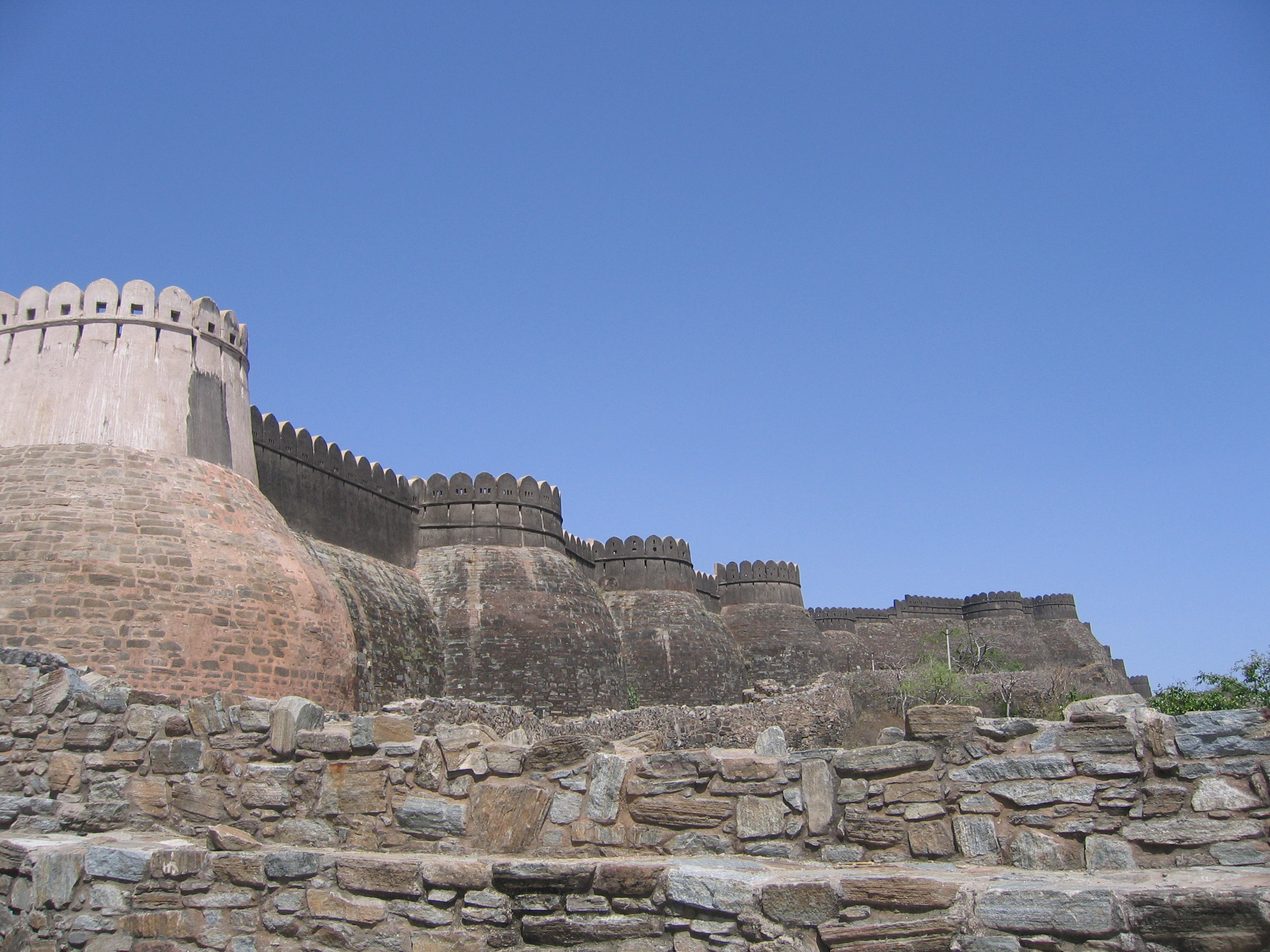
Muros del fuerte Kumbhalgarhconstruido durante el por el rana Kumbha, que se extienden a lo largo de 38 km, y que se dice son el segundo muro continuo más largo del mundo después de la Gran Muralla China.

La arquitectura rajput representa diferentes tipos de edificios, que en general se pueden clasificar como seculares o religiosos. Los edificios que se conservan, de varias escalas, son templos, fuertes, baoris, jardines y palacios. Los fuertes fueron construidos especialmente para fines militares y de defensa debido a las invasiones islámicas.
Durante el siglo XVII, la arquitectura mogol y la pintura mogol influyeron en los estilos de arte y arquitectura de los rajput nativos.
Los fuertes de las colinas del Rajastán (Amber, Chittor, Gagron, Jaisalmer, Kumbhalgarh, Ranthambore), un grupo de seis fuertes construidos por diversos reinos y principados rajput durante la época medieval, se encuentran entre los mejores ejemplos de la arquitectura rajput. El conjunto también es desde 2013  Patrimonio de la Humanidad por la UNESCO. Otros fuertes destacados son los fuerte de Mehrangarh y el fuerte de Jaigarh. 

Fuertes rajput
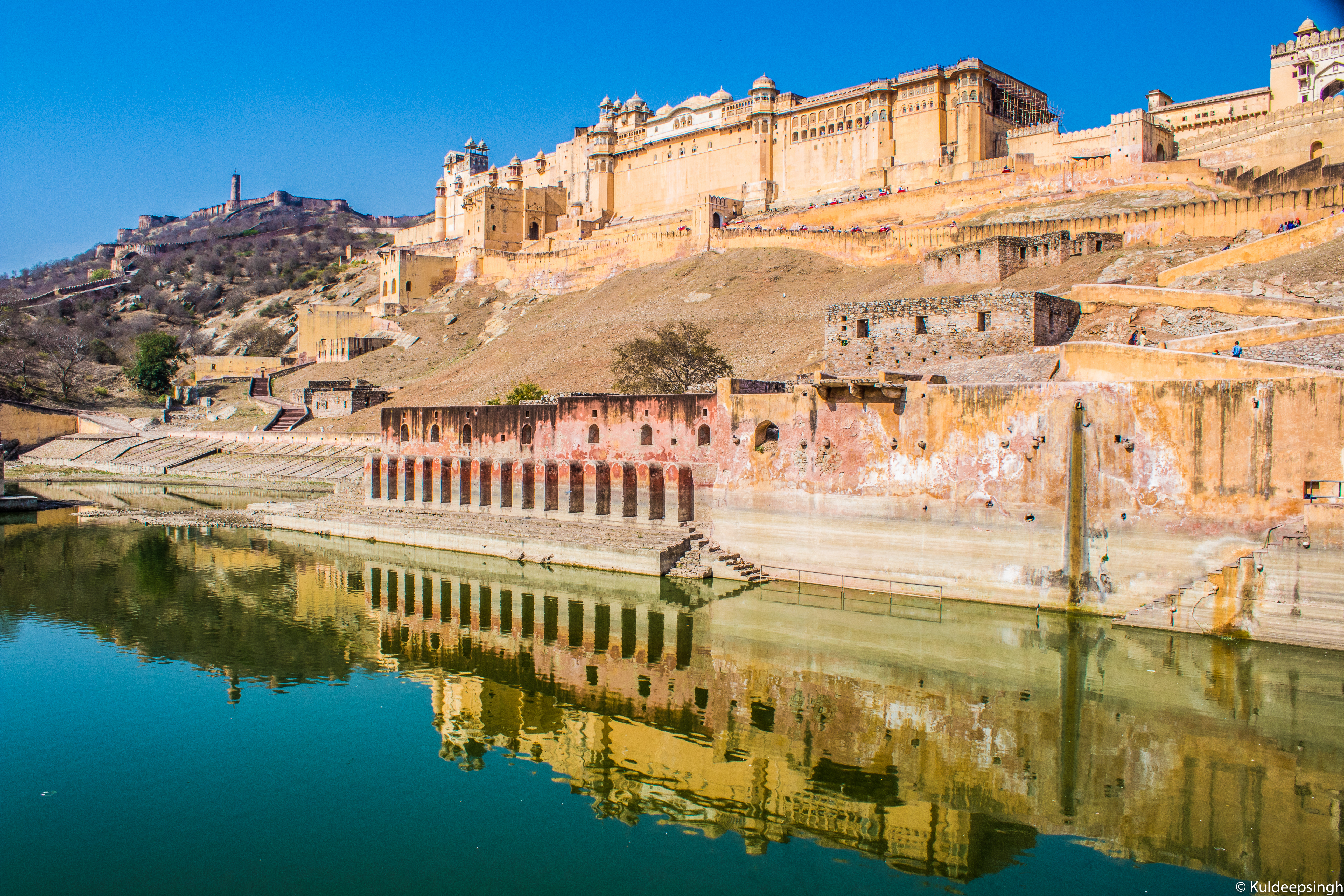
El fuerte Amber es conocido por sus elementos artísticos de estilo hindú
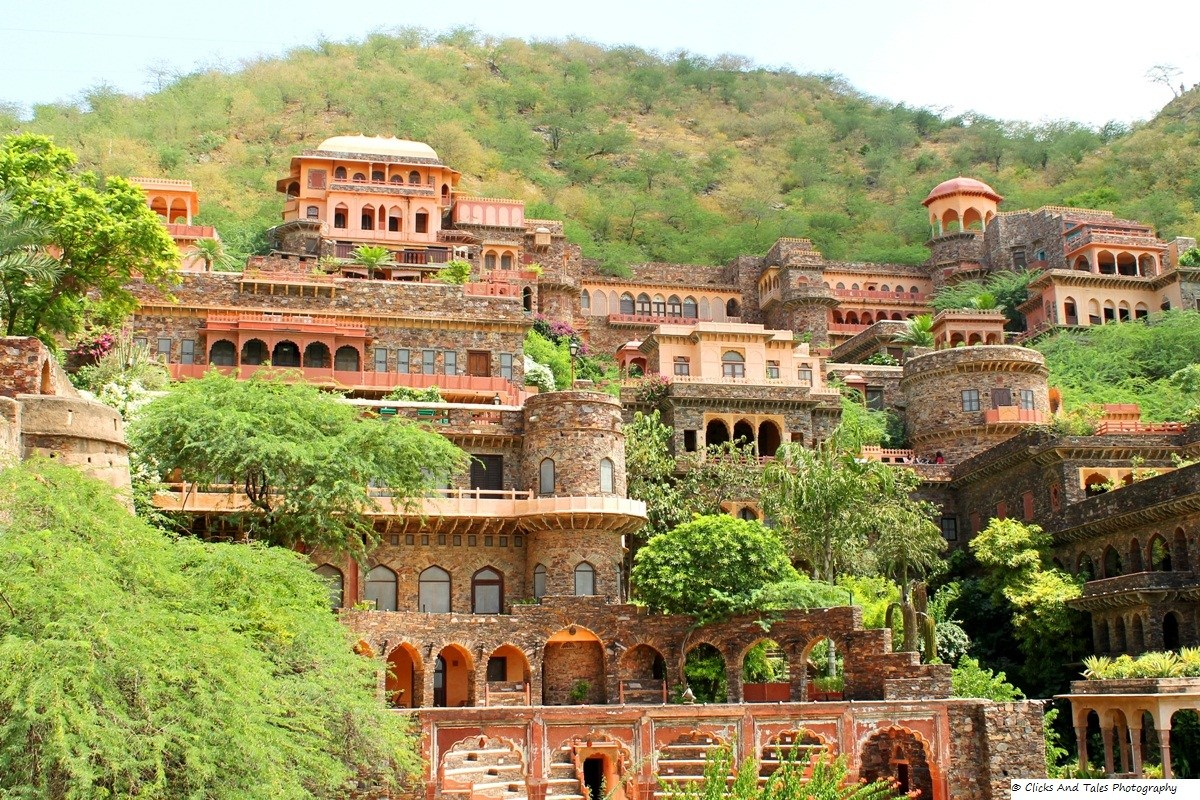
Fuerte Neemrana
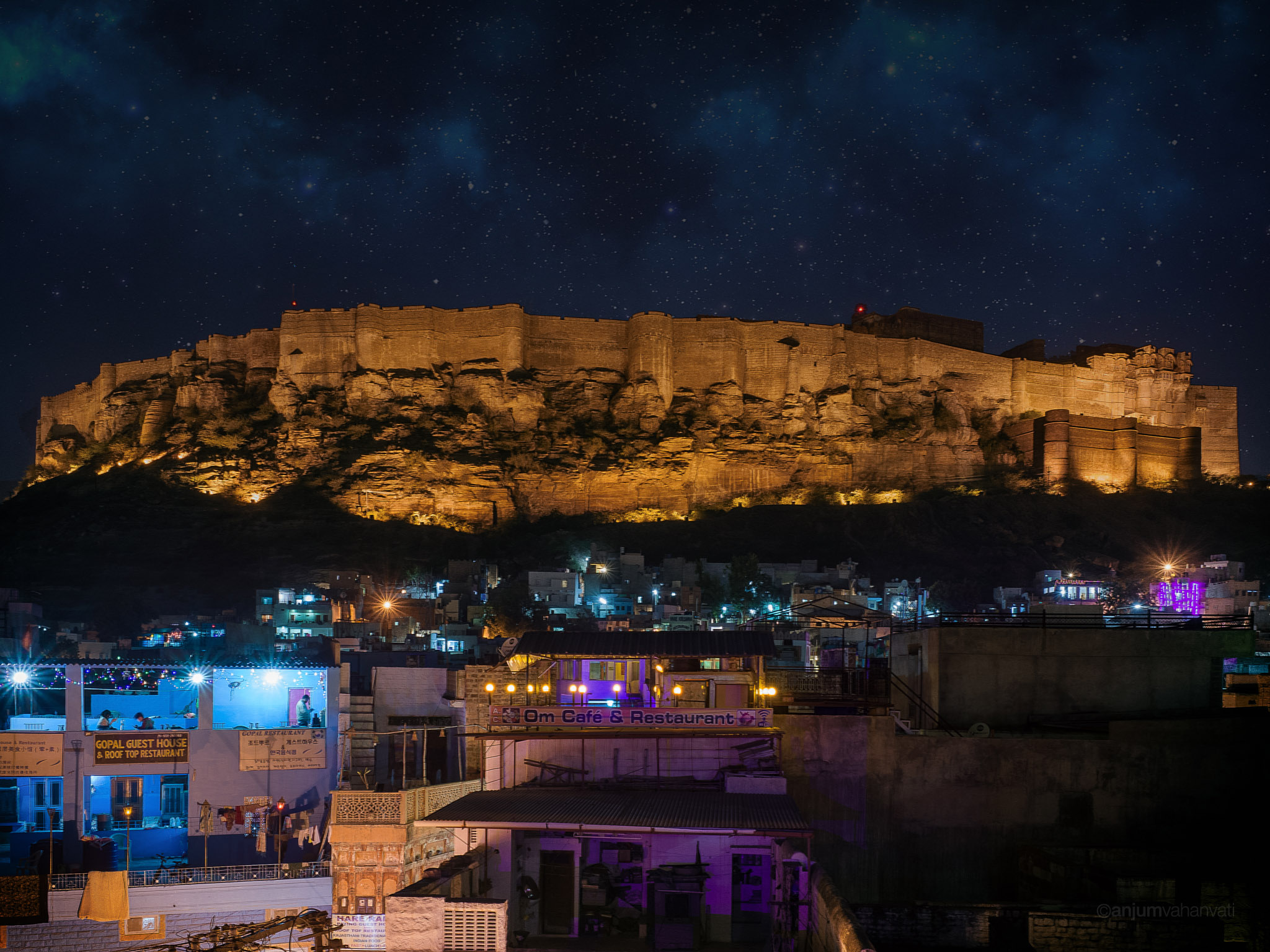
Fuerte Jodhpur
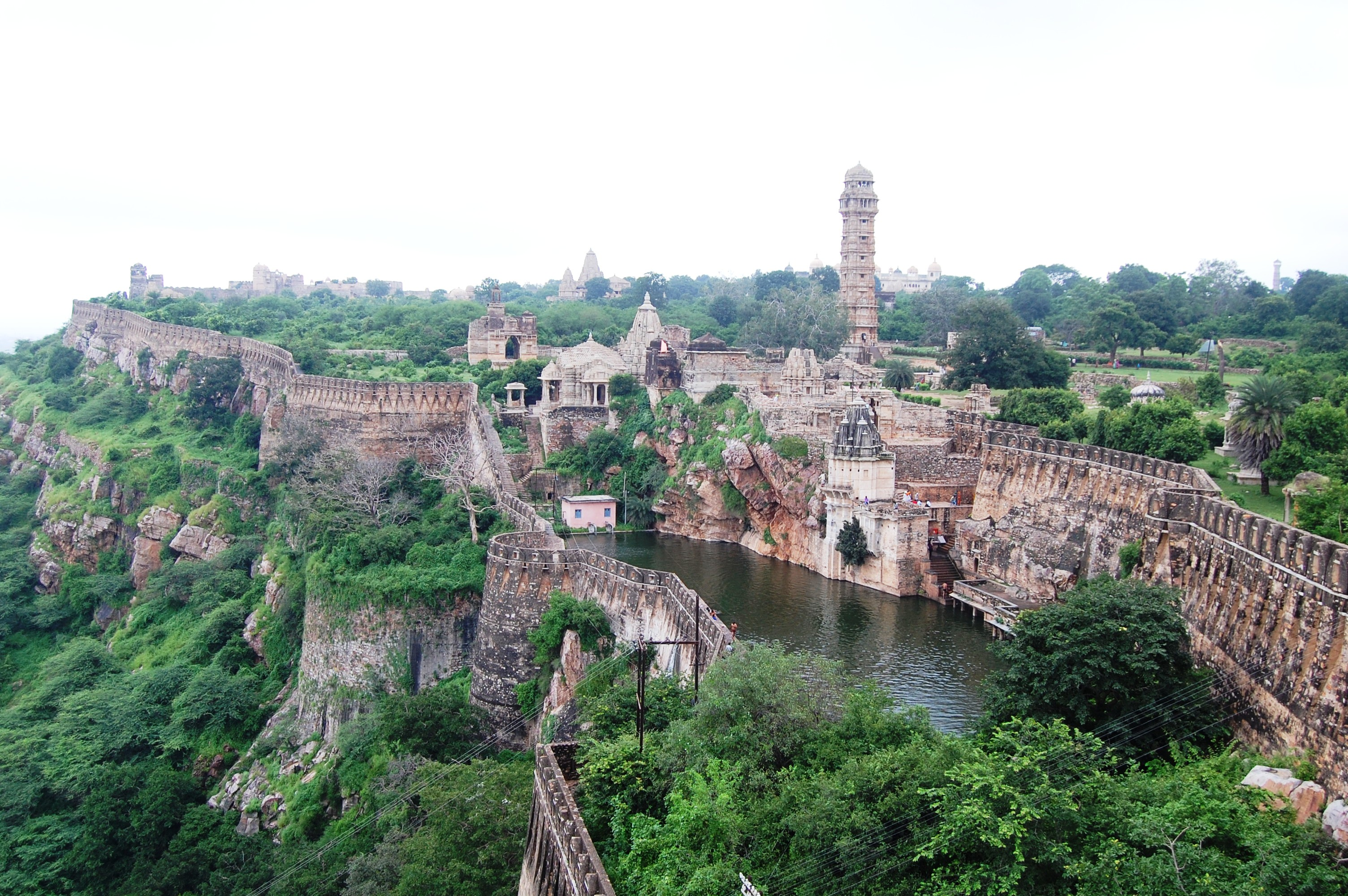
Fuerte de Chittorgarh
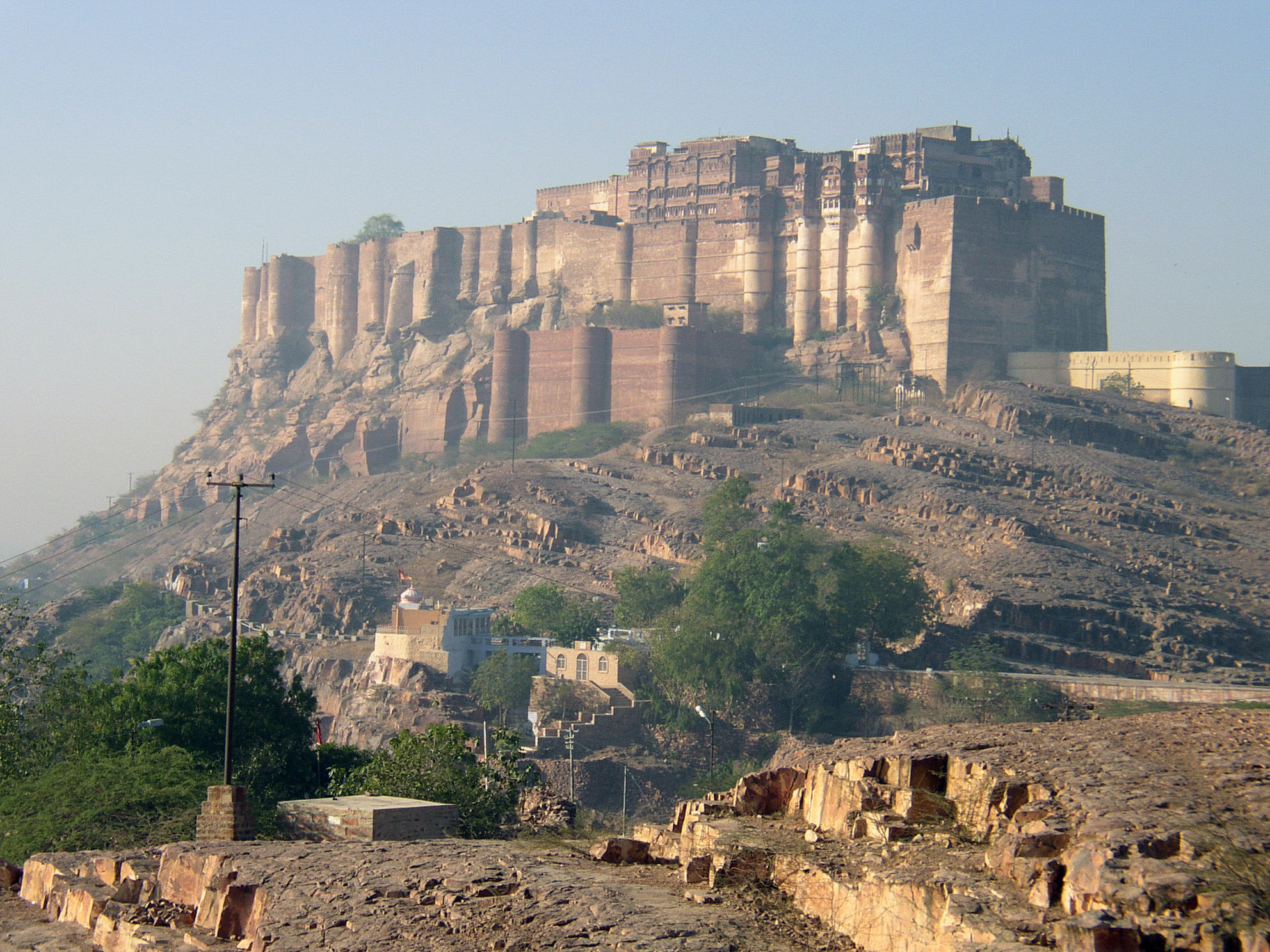
El fuerte de Mehrangarh en Jodhpur, construido por Rao Jodha en 1459

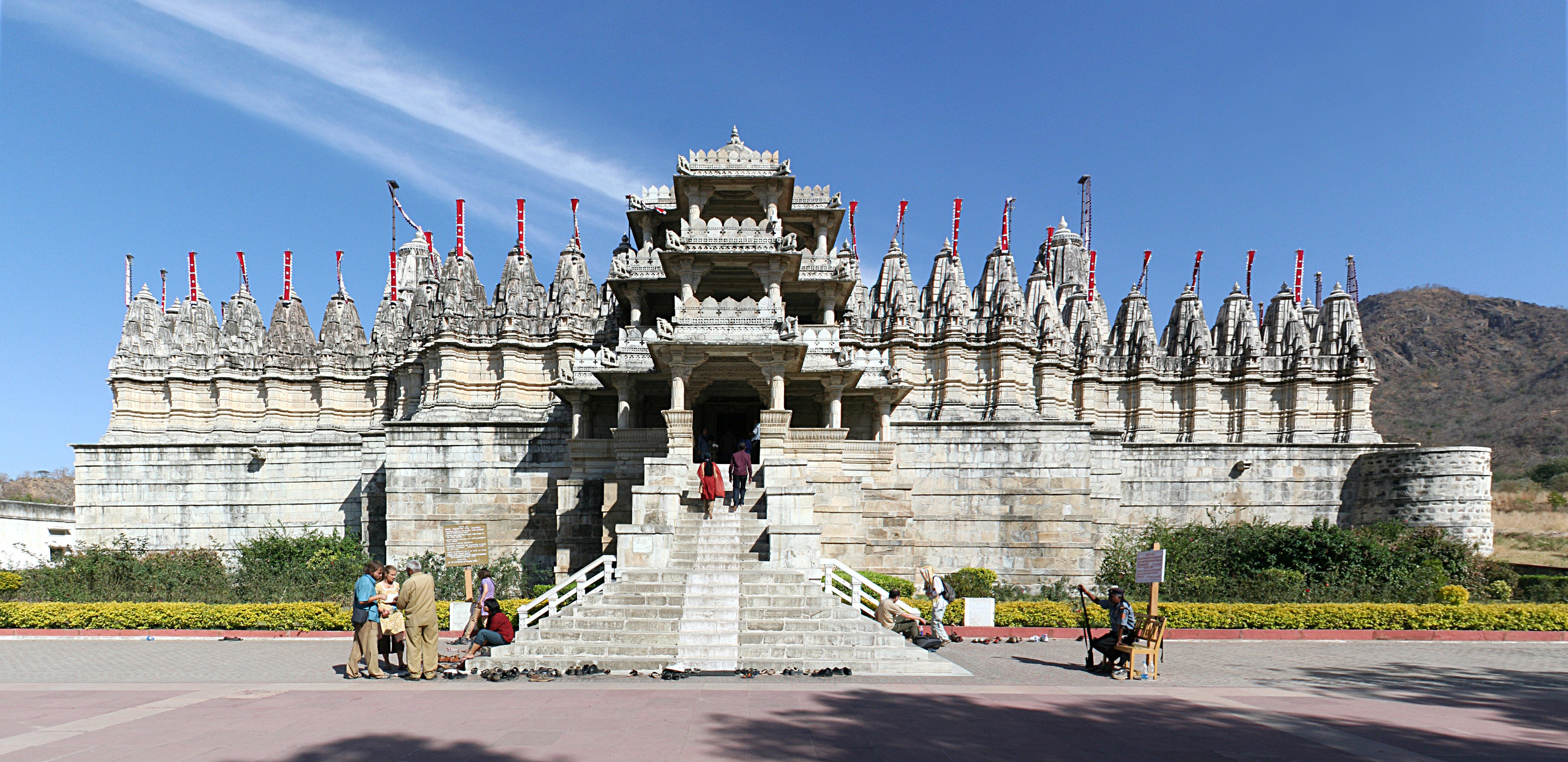
El templo jainita de Ranakpur, construido en el siglo XV con el apoyo del estado rajput de Mewar.

La mayor parte de la población de Rajastán es hindú, e históricamente ha existido una considerable minoría jainista; esta mezcla se refleja en los numerosos templos de la región. La arquitectura Māru-Gurjara, o "estilo Solaṅkī", es un estilo distintivo que se originó en Rajastán y el vecino Gujarat alrededor del siglo XI, y que ha sido recuperado y llevado a otras partes de la India y del mundo tanto por hindúes como por jainistas. Esto representa la principal contribución de la región a la arquitectura de los templos hinduistas. Los templos jainistas de Dilwara en el monte Abu, construidos entre los siglos XI y XIII, son los ejemplos más conocidos de este estilo. La arquitectura mogol influyó enormemente en los estilos artísticos y arquitectónicos nativos rajput.

Templos rajput
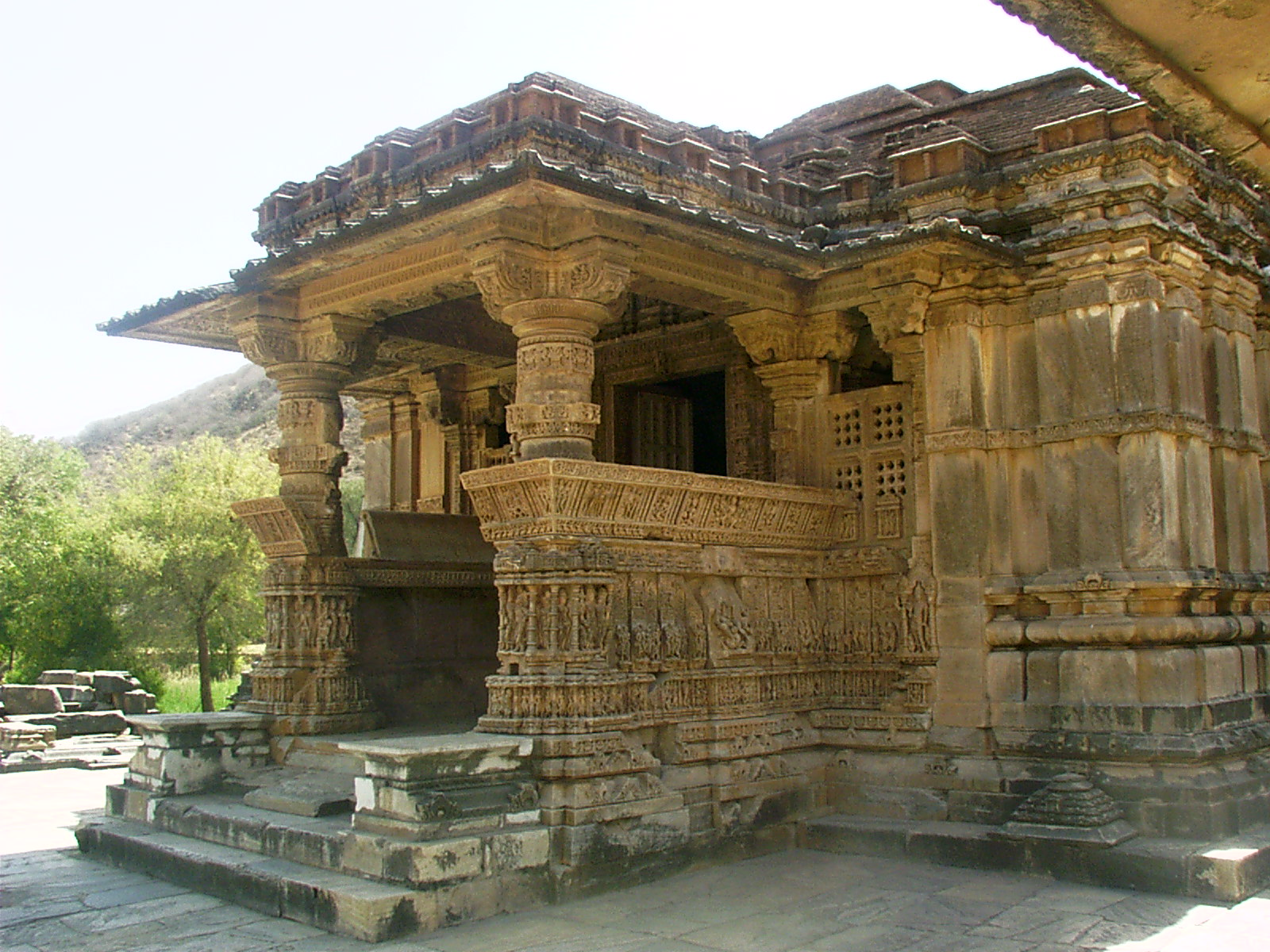
Uno de los templos Sahastra Bahu, construido en el siglo X por los Gurjara-Pratihara
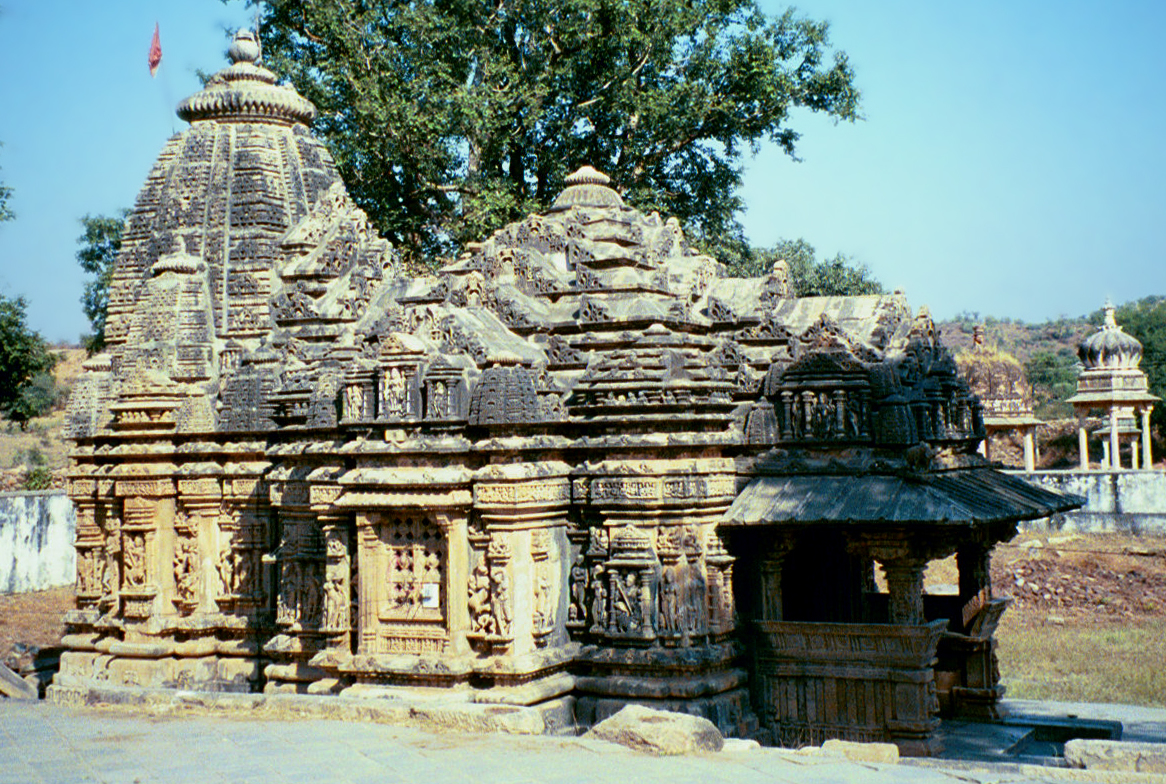
Templo Ambika Mata en Jagat, Rajastán, ca. 960
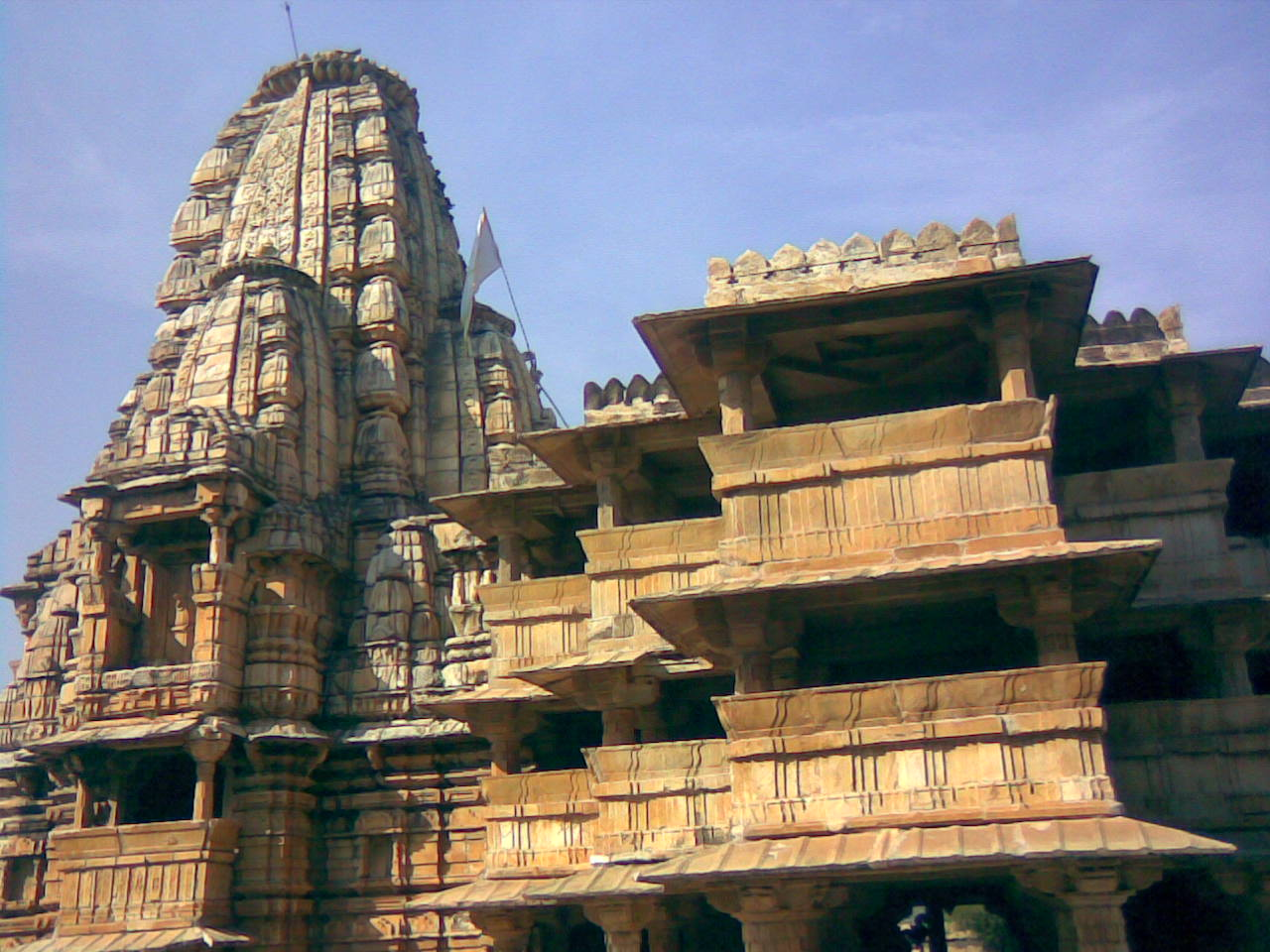
Templo Dev Somnath, Dungarpur
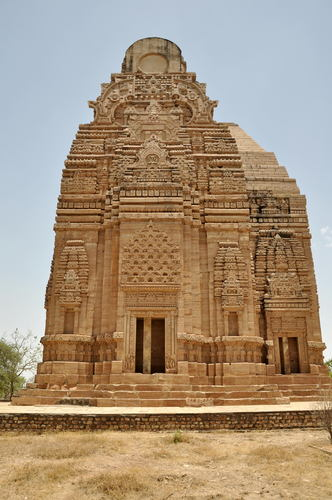
Teli ka Mandir, construido en la fortaleza de Gwalior por el gobernante pratihara Mihira Bhoja
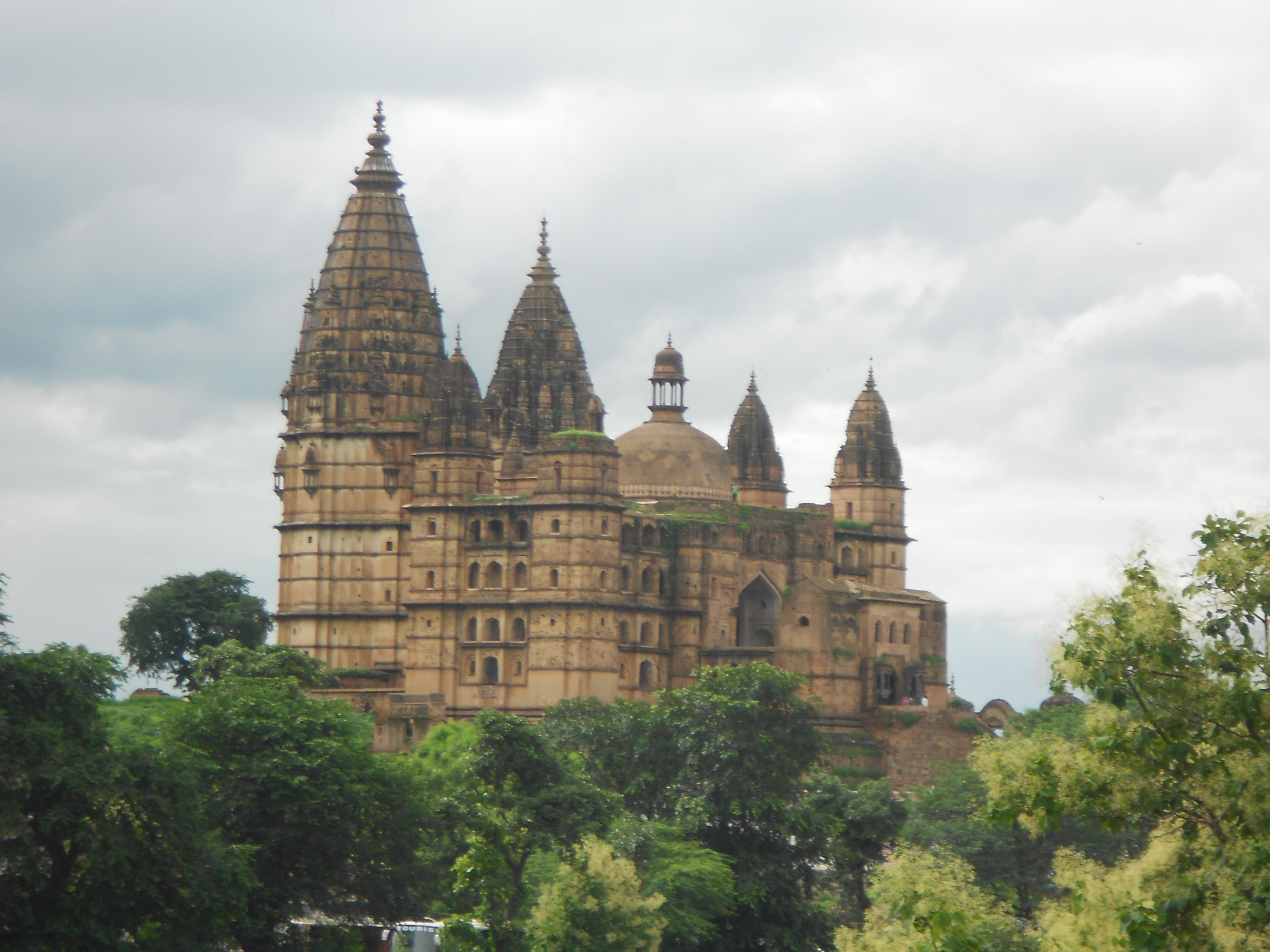
El templo de Chaturbhuj en Orchha dedicado a Vishnu fue la edificación más alta en el subcontinente indio desde 1558 hasta 1970

La ciudad amurallada de Jaipur fue fundada en 1727 por el gobernante rajput Kacchwaha Jai Singh II y es «un ejemplo único de urbanismo tradicional hindú», siguiendo los preceptos establecidos en numerosos textos hindúes. Posteriormente, también se construyeron el Palacio de la Ciudad (Jaipur), el Hawa Mahal, el Palacio Rambagh, el Jal Mahal y el Museo Albert Hall. Udaipur también cuenta con varios palacios, incluyendo el Bagore-ki-Haveli, ahora convertido en museo, construido en el siglo XVIII.

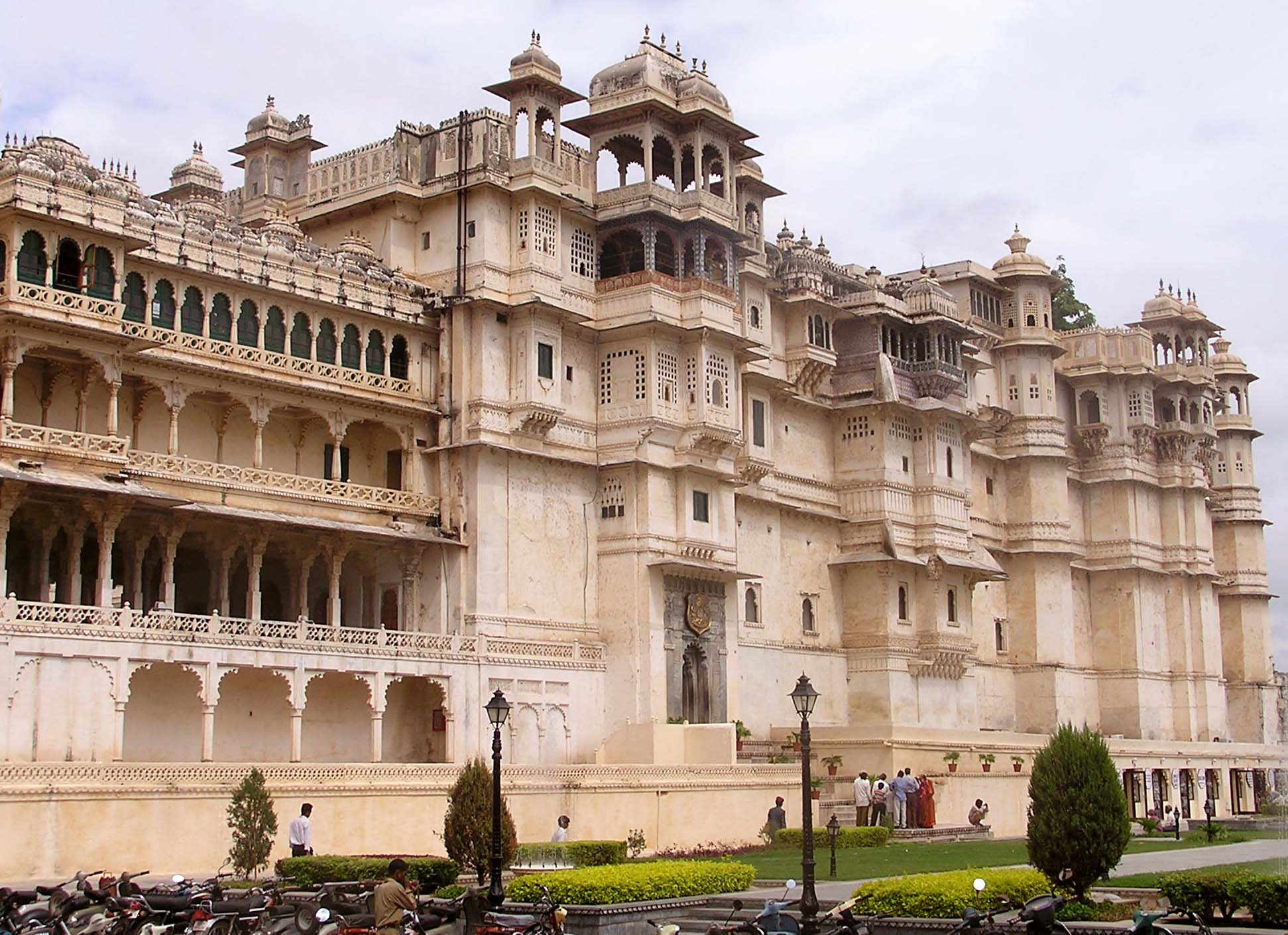
Palacio de la Ciudad de Udaipur fue construido por Udai Singh II después de trasladar la capital por la invasión musulmana
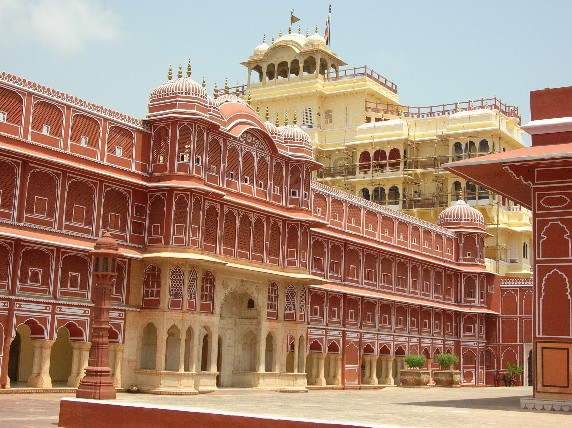
Chandra mahal en el palacio de la Ciudad de Jaipur, construido por los rajputs Kachwaha, muestra la fusión de los estilos rajput y mogol
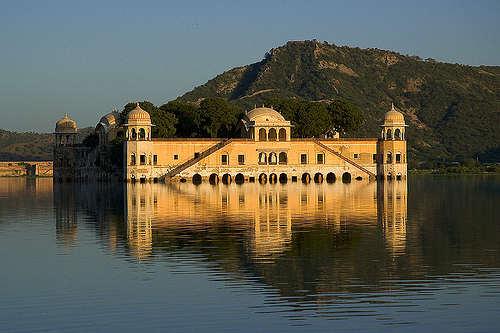
Jal Mahal ('Palacio del agua'), construido en medio del lago de Man Sagar en Jaipur, por el maharajà Jai Singh II
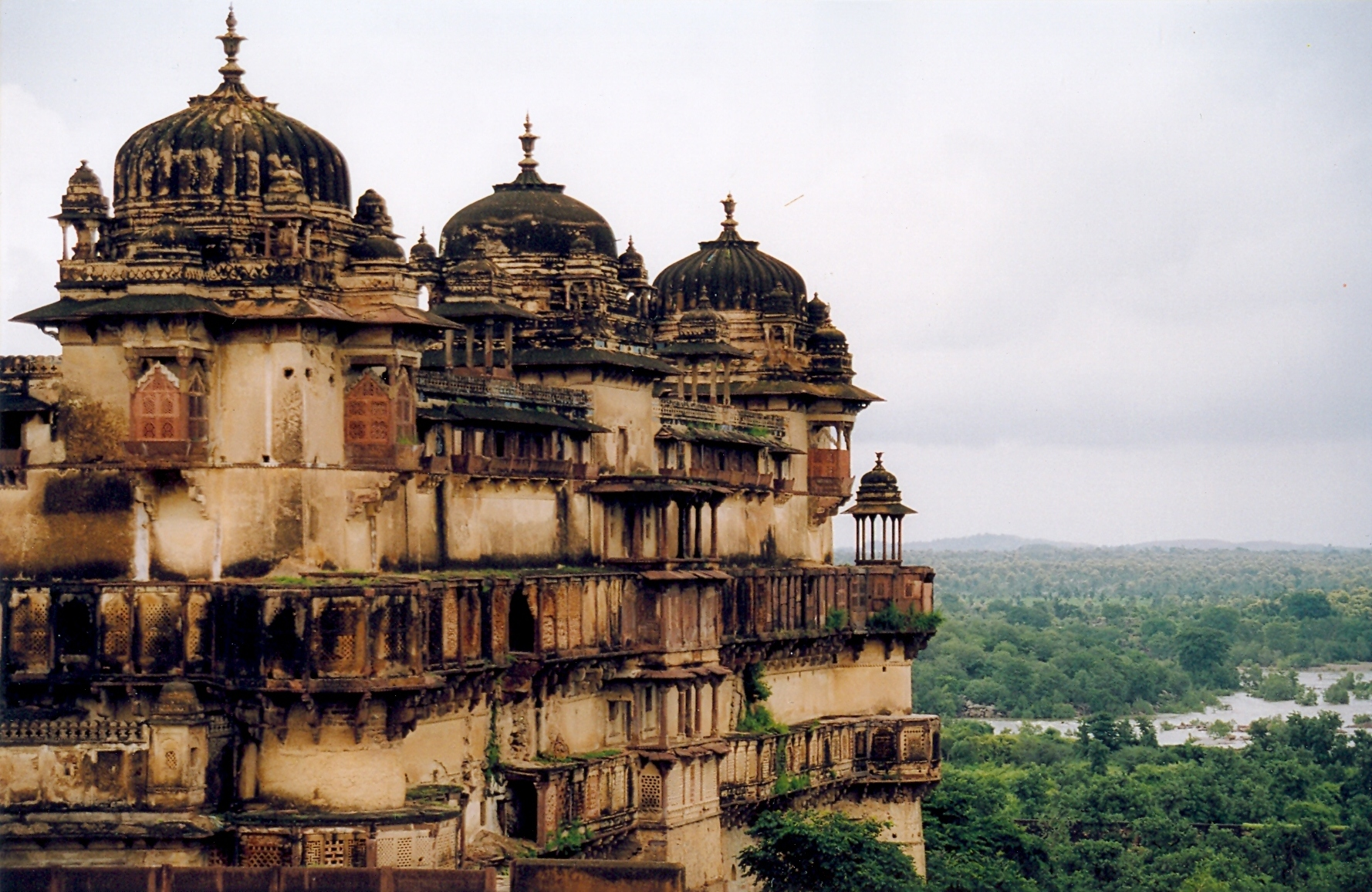
Jahangir Mahal, construido por Vir Singh Deo como símbolo de bienvenida del emperador mogol Jahangir
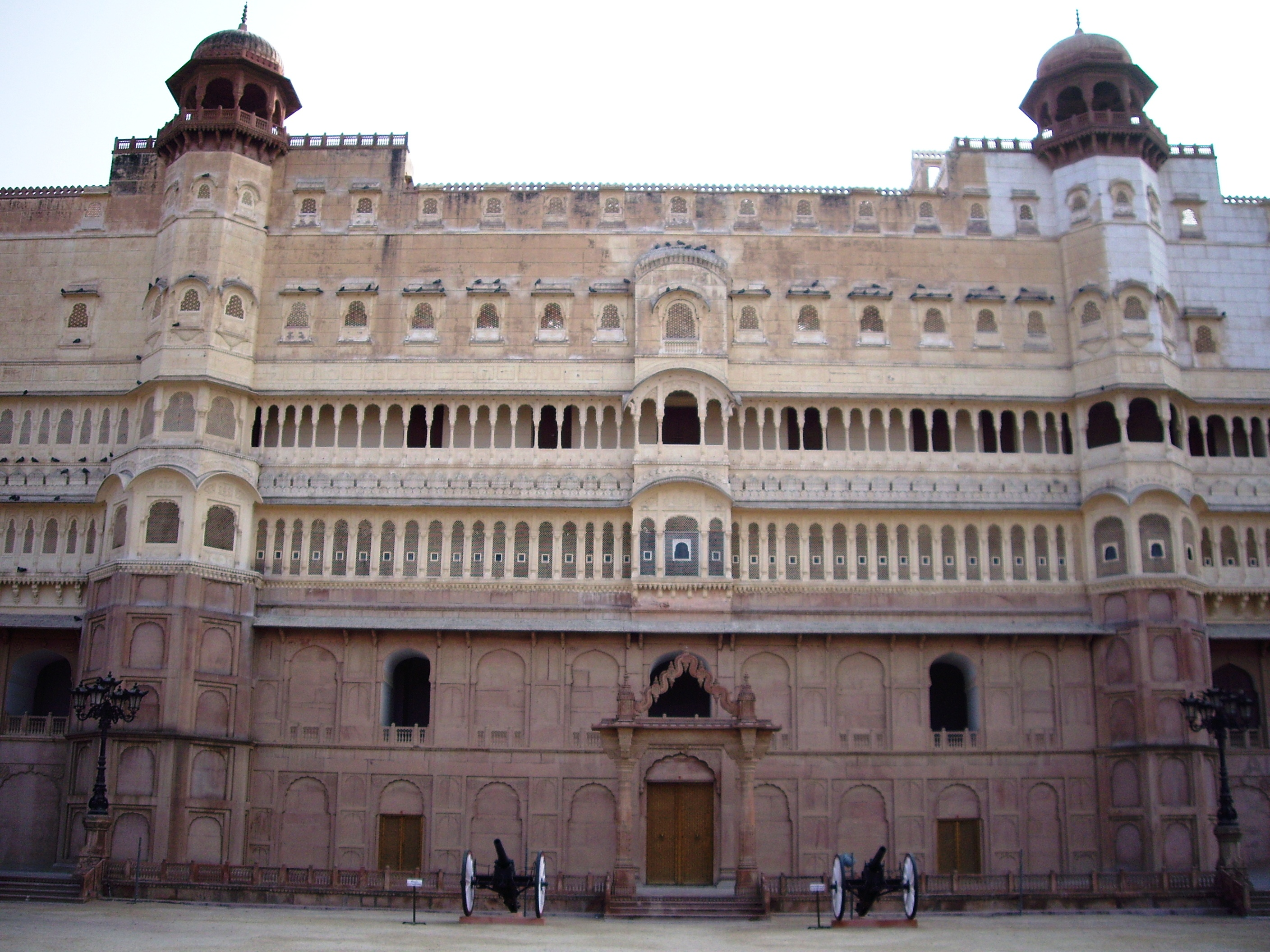
Entrada oriental del fuerte Junagarh, Bikaner

La arquitectura rajput continuó hasta bien entrados los siglos XX y XXI, ya que los gobernantes de los estados principescos de la India británica encargaron vastos palacios y otros edificios, como el Museo Albert Hall, el palacio de Lalgarh y el palacio Umaid Bhawan. Estos grandes edificios generalmente también incorporaban estilos europeos, una práctica que finalmente llevó al estilo indo-sarraceno.

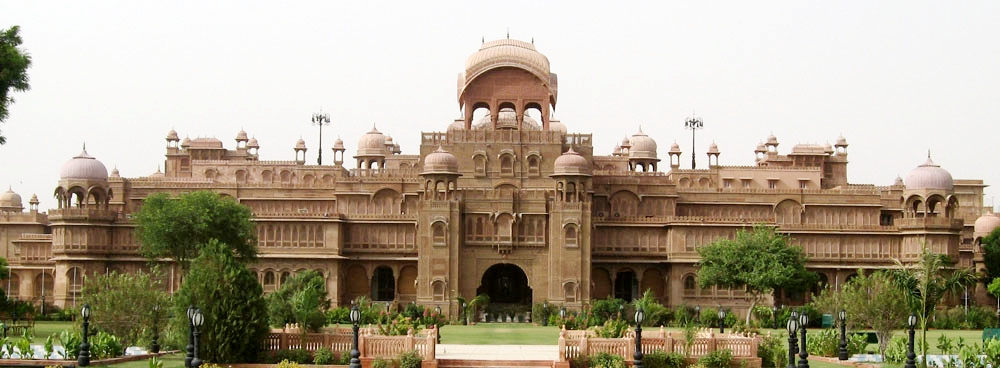
Palacio de Lalgarh (1902-1926), diseñado en estilo indo-sarraceno por Samuel Swinton Jacob para el maharajá del estado de Bikaner
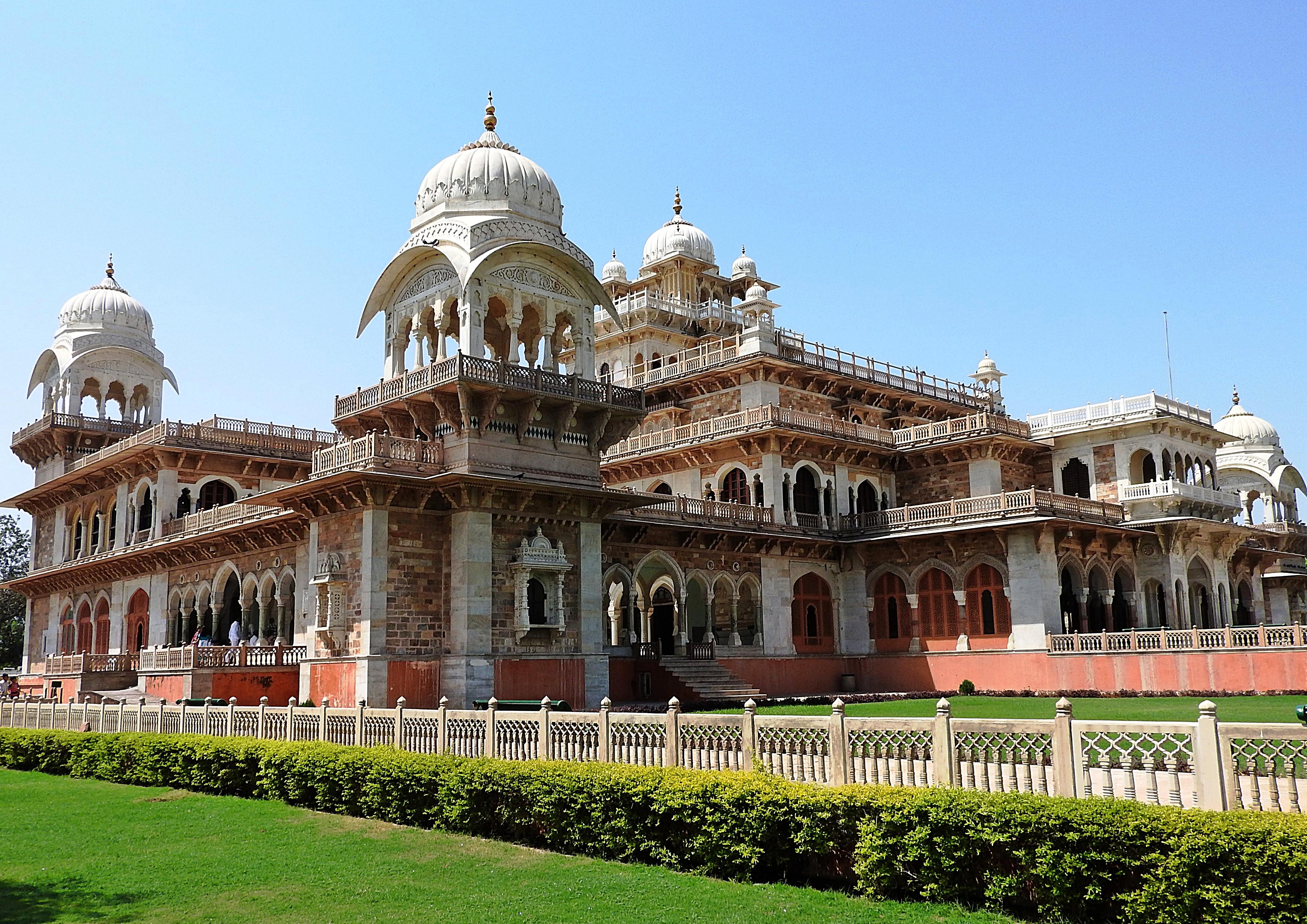
El Albert Hall Museum, también de Samuel Swinton Jacob, fue abierto al público como museo en 1887
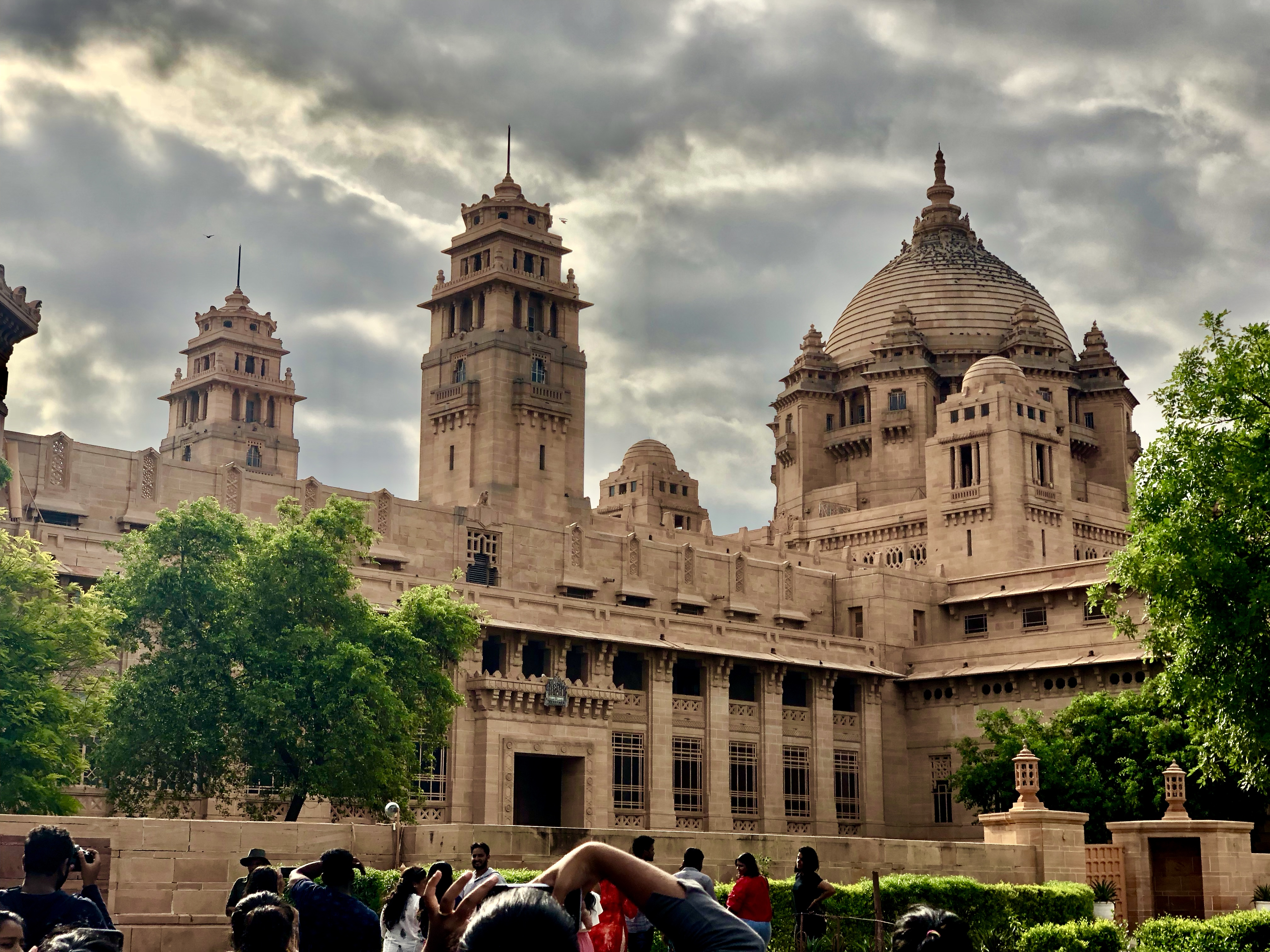
El Palacio Umaid Bhawan (1929-1942) de Jodhpur, diseñado por Henry Vaughan Lanchester en una fusión de estilo Beaux-Arts y estilo tradicional rajput, es uno de los palacios reales más grandes del mundo.

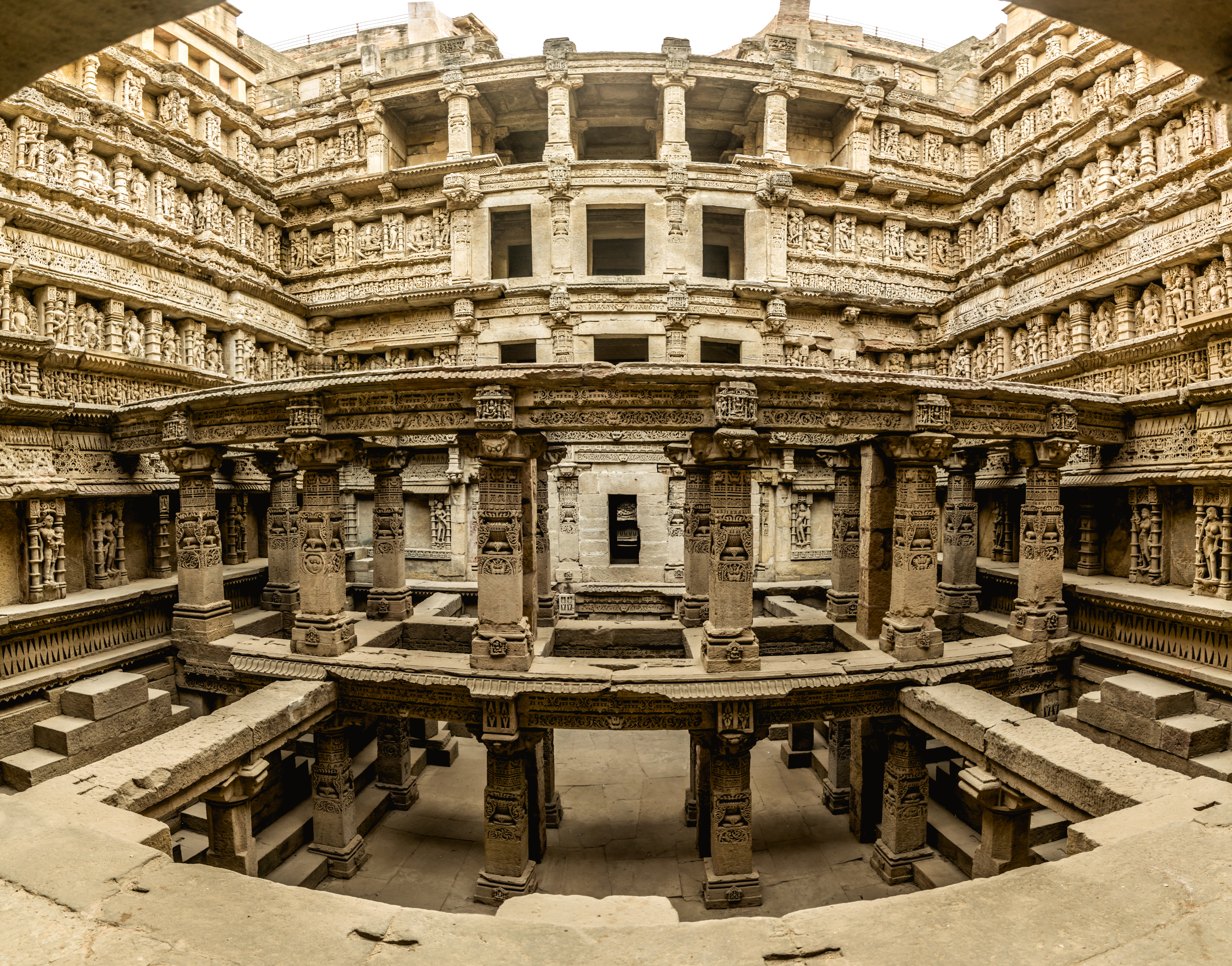
Rani ki vav, Patan (Gujarat), siglo XI

Algunos elementos arquitectónicos que innovaron e influenciaron en los estilos arquitectónicos rajastaníes son: 
1. Edificios ornamentados o havelis
2. Chhatris (en hindi, 'dosel o sombrilla'), son pabellones elevados con pórticos en forma de cúpula. Los chhatris se utilizan como símbolo para representar los fundamentos de la admiración y el orgullo por su estilo arquitectónico.
3. Delicada ornamentación
4. Jharokha, especie de galería cerrada suspendida, cuyo propósito era permitir que las mujeres presenciaran los acontecimientos y la vida social fuera de la vida palaciega sin ser notadas. Esto condujo finalmente al Jharokha Darshan, adaptado por los mogoles, que permitía una comunicación esencial y directa entre los emperadores o reyes y el público en general.
5. Pozo escalonado o bawdi

Elementos de la arquitectura rajput
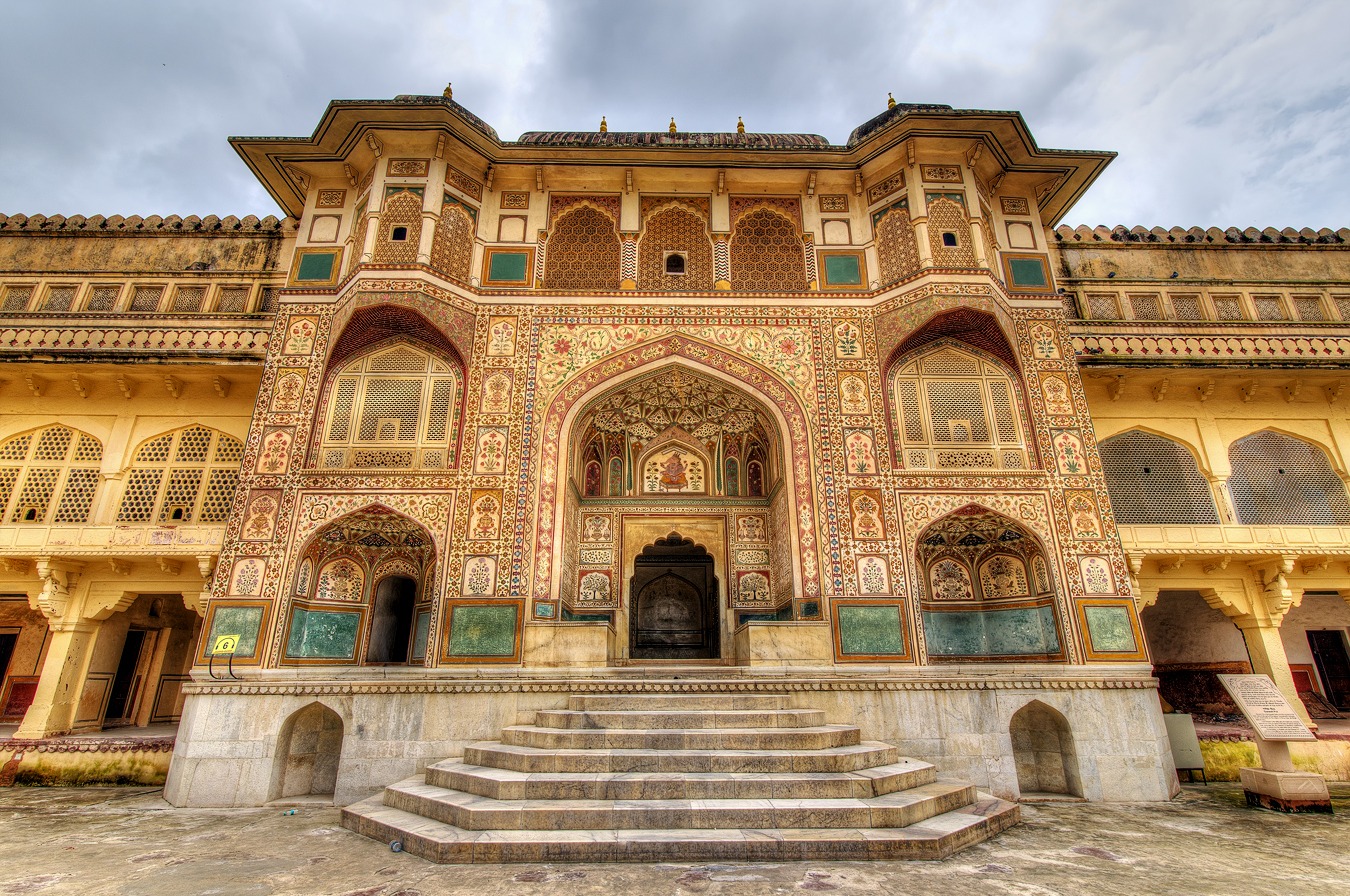
Pietra Dura y obras Jaali en la entrada del fuerte Amber
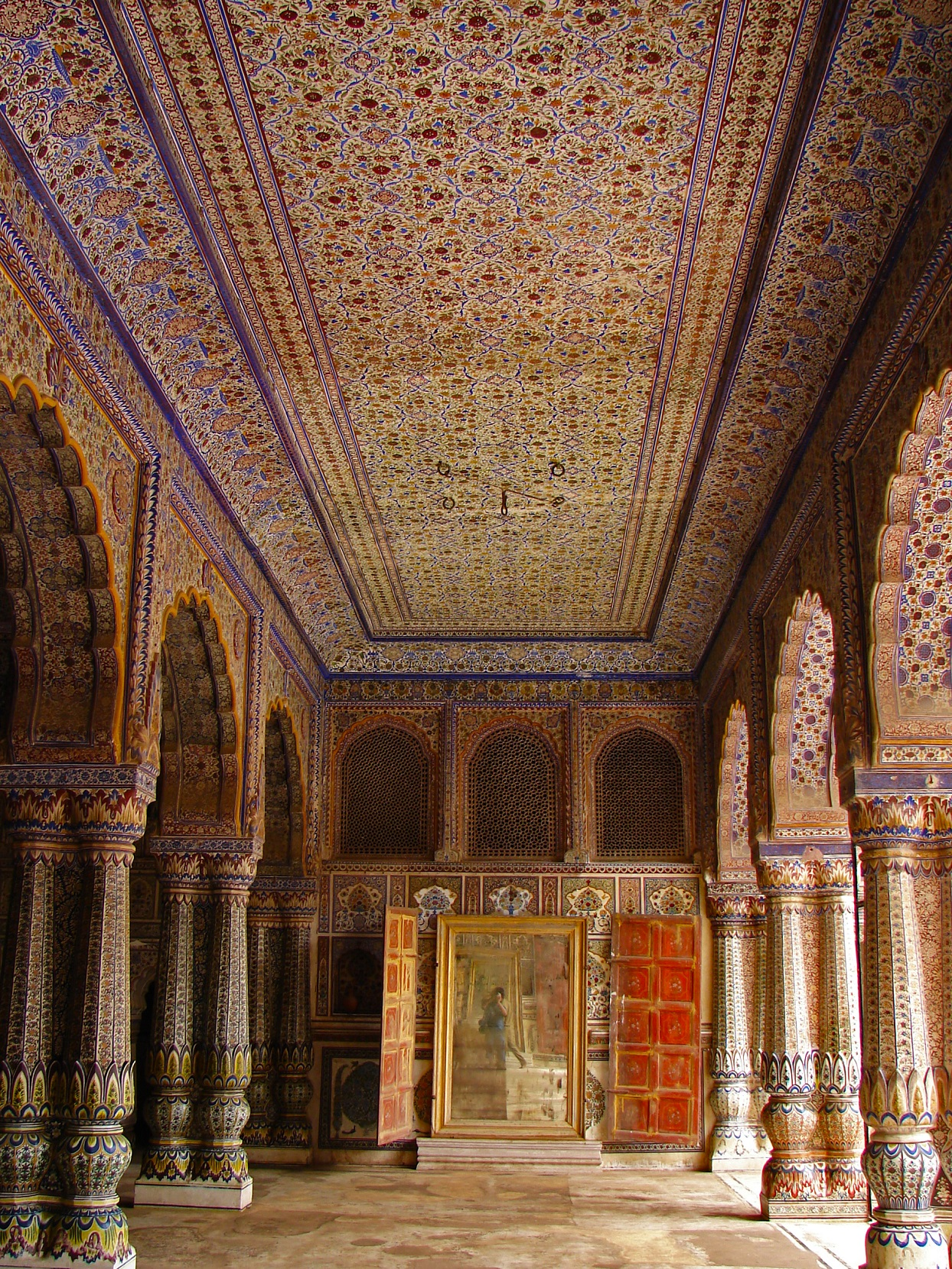
Interiores profusamente pintados de Jal Mahal
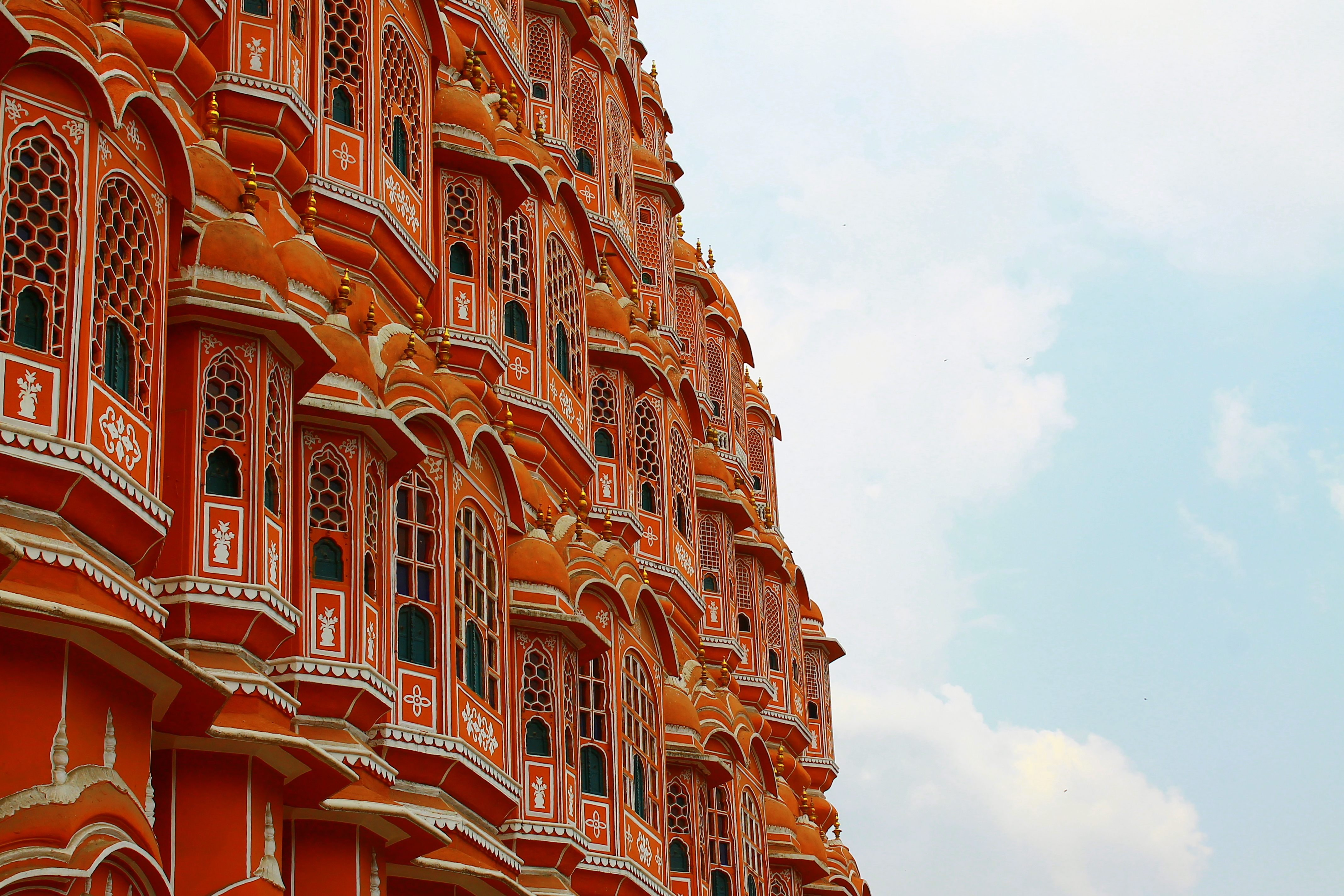
Ventanas jharokha de Hawa Mahal
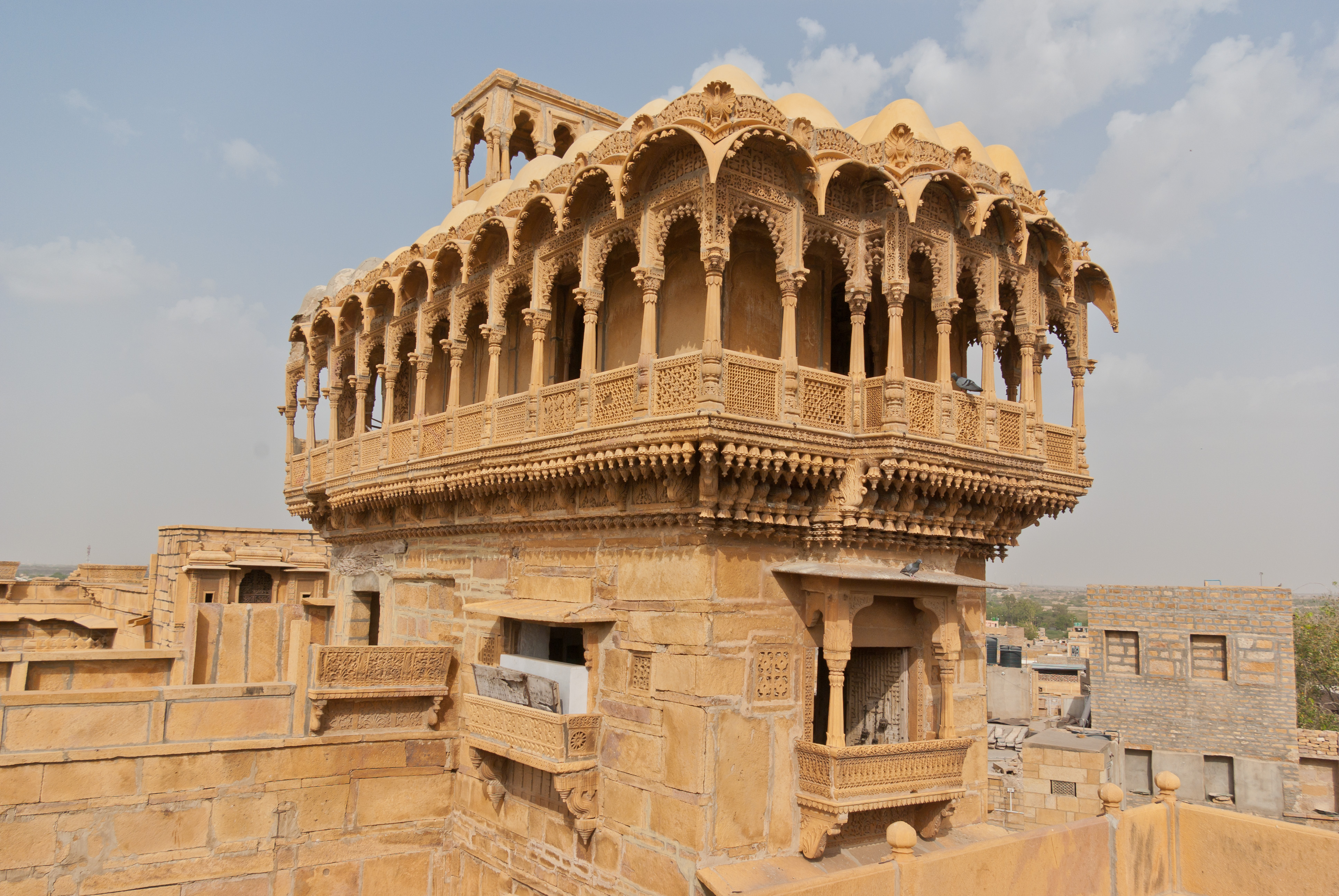
Salim Singh ki Haveli
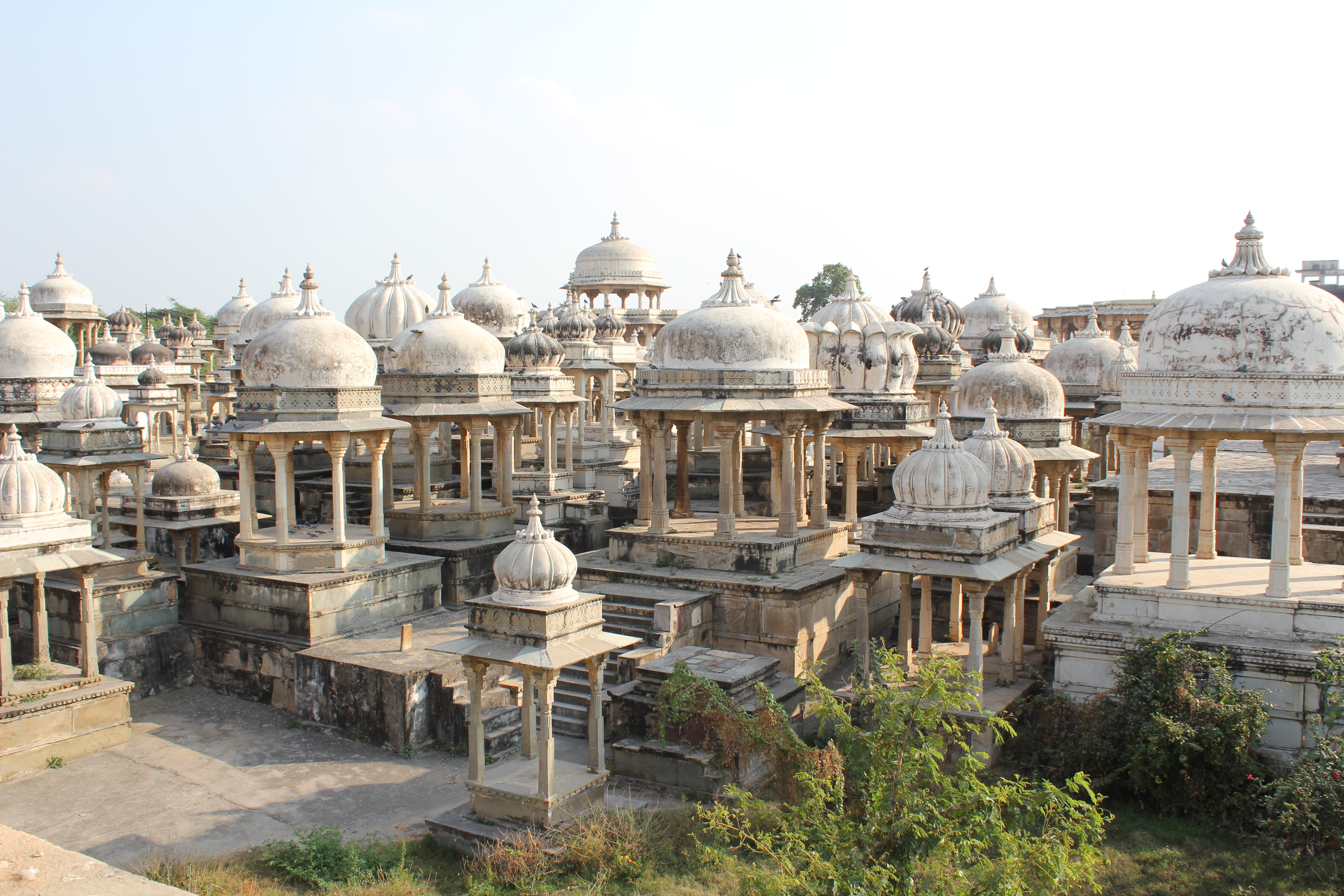
Chhatris en Udaipur

### Arquitectura budista
La arquitectura budista se desarrolló en el subcontinente indio siendo tres los tipos de edificaciones asociadas con la arquitectura religiosa del budismo primitivo: viharas (monasterios), lugares para venerar reliquias (stupas) y santuarios o salas de oración (chaityas, también llamadas chaitya grihas), que más tarde se llamaron templos en algunos lugares. La función inicial de una estupa era la veneración y la protección de las reliquias de Gautama Buddha. El primer ejemplo sobreviviente de una estupa está en Sanchi (Madhya Pradesh). De acuerdo con los cambios en la práctica religiosa, las estupas se fueron incorporando gradualmente a los chaitya-grihas (salas de oración). Esto está ejemplificado por los complejos de las cuevas de Ajanta y las cuevas de Ellora (Maharashtra). El Templo de Mahabodhi en Bodh Gaya en Bihar es otro ejemplo bien conocido. La pagoda es una evolución de la estupa india.

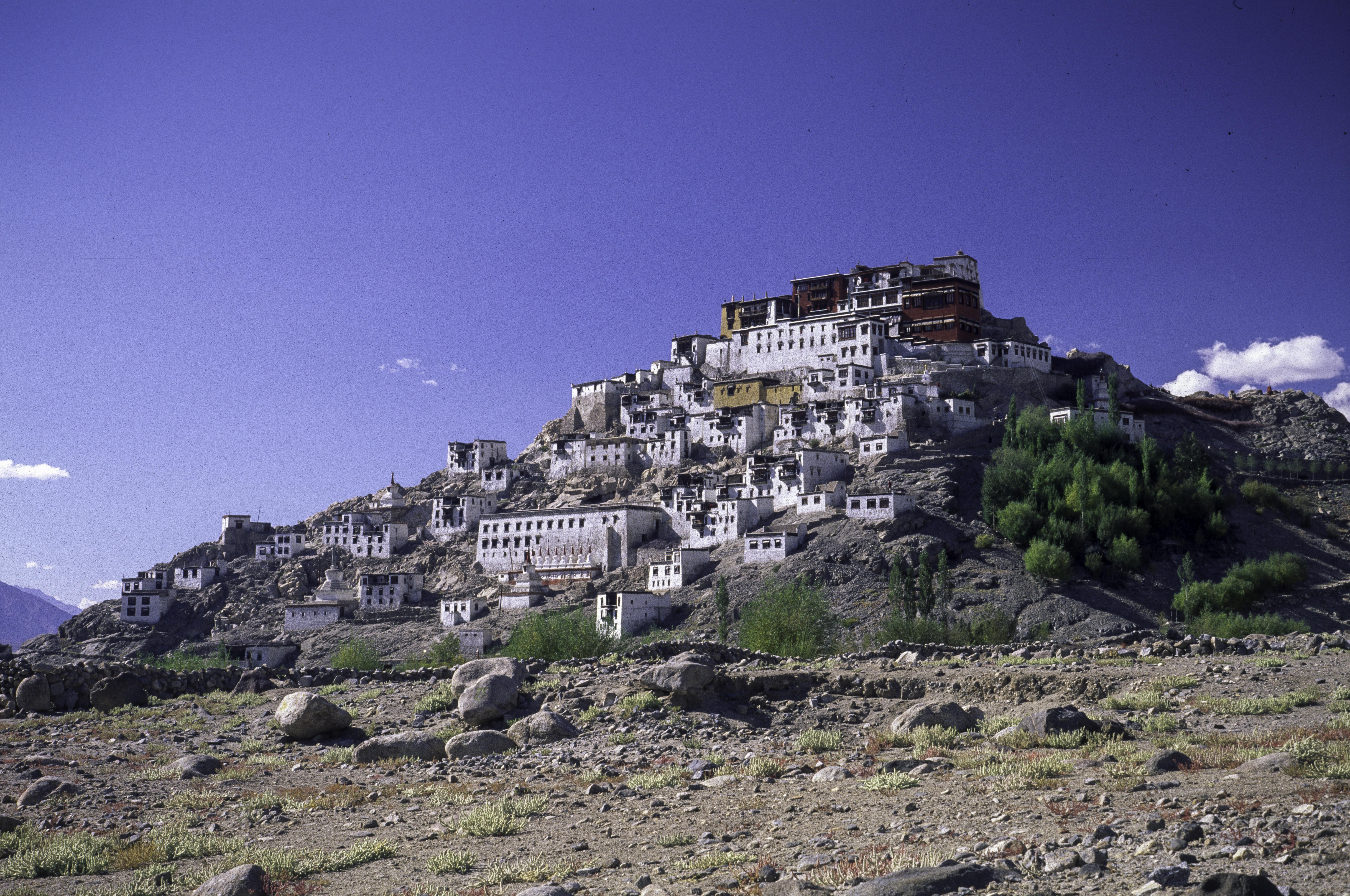
El monasterio de Thikse es la gompa más grande de Ladakh, construida en la década de 1500
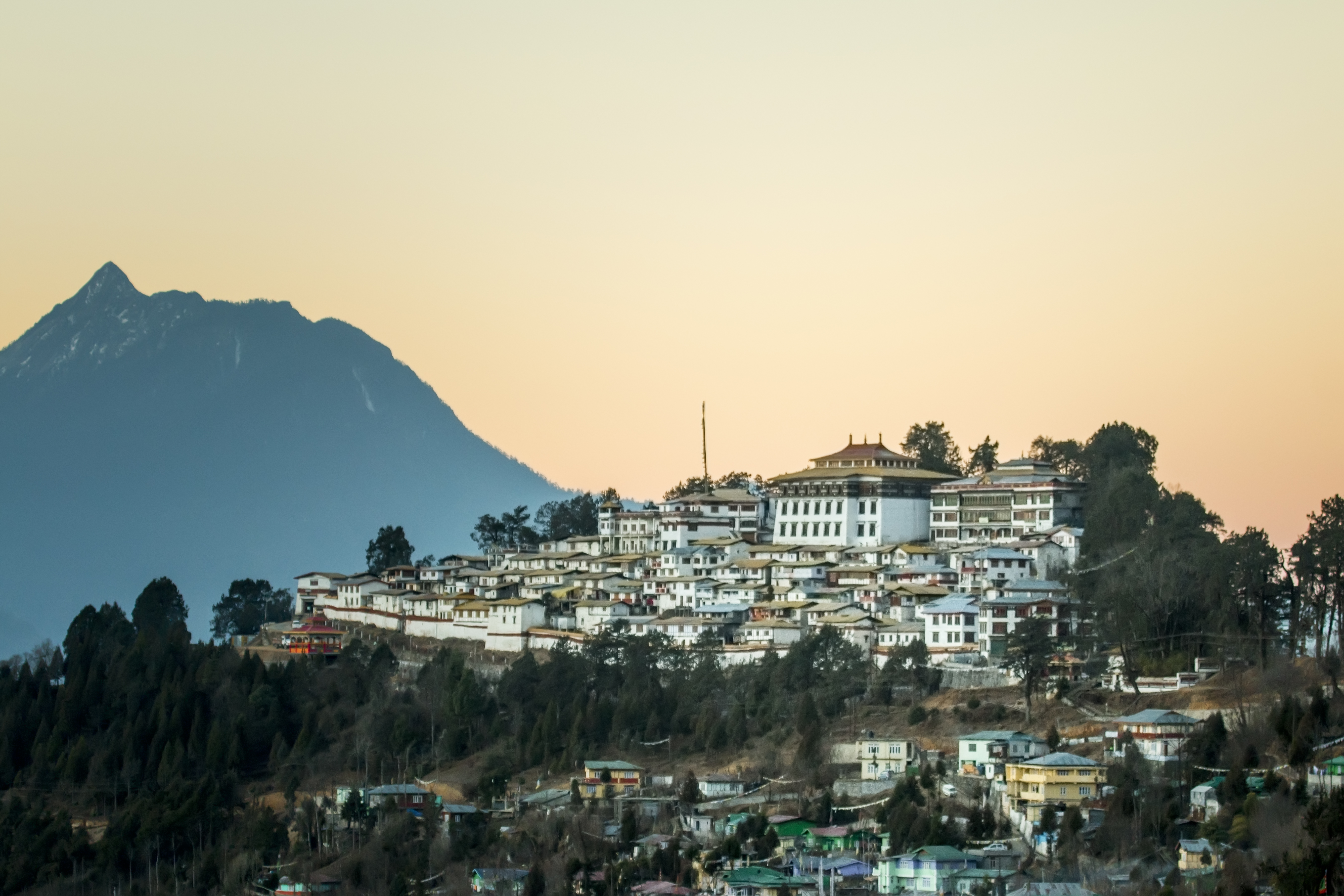
El monasterio de Tawang en Arunachal Pradesh, construido en el siglo XVII, es el monasterio más grande de la India y el segundo más grande del mundo después del Palacio Potala en Lhasa, el Tíbet.
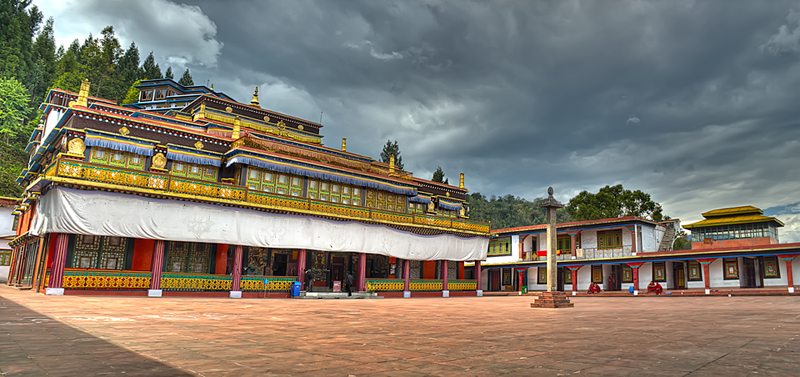
El monasterio de Rumtek en Sikkim was built under the direction of Changchub Dorje, 12th Karmapa Lama in the mid-1700s.

### Última arquitectura indo-islámica

#### Arquitectura mogol
La arquitectura mogol(a) hace referencia al estilo arquitectónico indoislámico más famoso que se desarrolló en el imperio mogol (1526-1857) en toda la extensión siempre cambiante de su imperio a partir de la India medieval. Continuando las tradiciones iraníes y locales anteriores, alcanzó una perfección excepcional enriqueciéndolas con elementos europeos y otros completamente nuevos, logrando una amalgama de arquitectura islámica, persa, turca e india. 
La dinastía mogol se estableció en la región en 1526 después de la victoria de Babur en Panipat frente al sultanato de Delhi de la dinastía Lodi. Durante su reinado de cinco años, Babur puso mucho interés en la erección de nuevos edificios, aunque pocos han sobrevivido, entre ellos el Bagh-e Babur en Kabul. Su nieto Akbar (r. 1556-1605) también construyó mucho y eso favoreció que el estilo se desarrollase plenamente durante su reinado. Entre sus logros están la tumba de Humayun (para su padre), el fuerte de Agra (1565-1574) —con una puerta que muestra influencias externas, exhibiendo el grifo asirio, elefantes indios y pájaros—, la fortaleza-ciudad real de Fatehpur Sikri (a unos 40 km al oeste de Agra) y el Buland Darwaza. El hijo de Akbar, Jahangir (1605-1627) encargó los jardines de Shalimar en Cachemira.
La arquitectura mogol alcanzó su cenit durante el reinado de Shah Jahan (r. 1627-1658), quien construyó la Jama Masjid, el fuerte rojo de Delhi, los jardines de Shalimar en Lahore y el monumento mogol más famoso, el Taj Mahal en Agra, construido como tumba para su reina Mumtaz Mahal muerta en 1631 y considerado una de las maravillas del mundo. Las ideas y temas principales de las tumbas de jardín ya habían sido explorados por emperadores mogoles anteriores y esta fue la culminación de todos esos trabajos anteriores, una tumba blanca de 171 m que se eleva sobre un estanque reflectante. 
Aunque el hijo de Shah Jahan, Aurangzeb (r. 1658-1707) encargó edificios como la Badshahi Masjid, en Lahore y Bibi Ka Maqbara en Aurangabad, su reinado correspondió con el declinar de la arquitectura mogol y del propio Imperio. A finales del siglo XVIII, el estilo efectivamente había terminado. Sin embargo, en ese momento los gobernantes de los estados principescos y otras personas ricas de todas las religiones habían adoptado ampliamente versiones del estilo mogol, a menudo llamado «post-mogol», para sus palacios y, cuando correspondía, tumbas. Los patrocinadores hindúes a menudo mezclaban aspectos de la arquitectura de los templos hindúes y la arquitectura tradicional de los palacios hindúes con elementos mogoles y, más tarde, europeos.
Un aspecto importante de la arquitectura mogol es la naturaleza simétrica de los edificios y patios. Los edificios tienen un patrón uniforme de estructura y apariencia, incluyendo el uso de grandes cúpulas bulbosas, esbeltos minaretes en las esquinas, grandes salas, masivas puertas abovedadas y una delicada ornamentación. Sus gobernantes levantaron muchos mausoleos —con edificios monumentales rodeados de jardines en los cuatro lados, y delicados trabajos de ornamentación, incluidos trabajos decorativos de pachin kari y pantallas de celosía jali—, mezquitas, fuertes, jardines y ciudades, encontrándose aun hoy día buenos ejemplos en las actuales India, Afganistán, Bangladés y Pakistán.
Seis elementos de la arquitectura mogol han sido declarados por la Unesco Patrimonio de la humanidad: el fuerte y jardines de Shalimar en Lahore (1981), el fuerte de Agra y el Taj Mahal (1983), la capital Fatehpur Sikri (1988), la tumba de Humayun (1993) y el fuerte rojo de Delhi (2007). Otros cuatro han sido inscritos en las listas indicativas —paso previo para solicitar que sean incluidos en la lista del Patrimonio de la Humanidad— de dos países: Pakistán incluyó la Badshahi Masjid de Lahore (1983), el conjunto de las tumbas de Jahangir, Asif Khan y Akbari Sarai, en Lahore (1993) y la mezquita de Shah Jahan de Thatta (1993) e India incluyó los jardines mogoles de Cachemira (2010).
- El fuerte de Agra (1565-1574), la fortaleza más importante de la India, donde vivieron y desde la que gobernaron los grandes emperadores Babur, Humayun, Akbar, Jahangir, Shah Jahan y Aurangzeb.
- Puerta Lahori  del fuerte rojo de Delhi, construido durante el cenit del imperio bajo Sha Jahan y residencia principal de los emperadores mogoles durante casi 200 años, hasta 1856[106]
- Puerta de Alamgiri del Fuerte de Lahore (siglos XVI y XVII)
- Mezquita Aljama de Delhi (1650-1656), la más grande de la India

- Los grandes mausoleos mogoles
- Tumba de Humayun (1569-1570), Delhi, la primera tumba imperial mogola[107]
- La tumba de Akbar (1605-1613), en Agra, utiliza arenisca roja y mármol blanco, como muchos de los monumentos mogoles.
- Bibi Ka Maqbara (1651-1661), tumba en Aurangabad construida por Azam Shah, hijo del emperador Aurangzeb, en memoria de su madre.
- Tumba de Safdarjung (1753-1754),  mausoleo del nawab Safdar Jang, construido en Nueva Delhi en el estilo mogol tardío

| Destacados edificios de la época mogol | Destacados edificios de la época mogol | Destacados edificios de la época mogol | Destacados edificios de la época mogol                 |
| --- | --- | --- | ------------------------------------------------------ |
| India | Pakistán | Bangladés | Afganistán                                             |
| - Taj Mahal en Agra - Fuerte de Agra en Agra - Buland Darwaza en Agra - Tumba de Akbar en Sikandra - Tumba de Mariam-uz-Zamani en Sikandra - Tumba de Humayun en Delhi - Jama Masjid en Delhi - Fuerte rojo de Delhi - Sunder Nursery en Delhi - Purana Qila en Delhi - Sher Mandal en Delhi - Jardines de Pinjore en Pinjore - Shalimar Bagh en Srinagar - Nishat Bagh en Srinagar - Chasma Shahi en Srinagar - Pari Mahal en Srinagar - Jardines Verinag en Srinagar - Fuerte de Allahabad en Prayagraj - Puente Shahi en Jaunpur - Bibi Ka Maqbara en Aurangabad - Kos Minar en Haryana - Baoli Ghaus Ali Shah en Farrukhnagar | - Badshahi Masjid en Lahore - Jardines de Shalimar en Lahore - Fuerte de Lahore en Lahore - Shahi Hammam en Lahore - Mezquita Wazir Khan en Lahore - Tumba de Jahangir en Lahore - Tumba de Anarkali en Lahore - Tumba de Nur Jahan en Lahore - Tumba de Asif Khan en Lahore - Mezquita Begum Shahi en Lahore - Akbari Sarai en Lahore - Hiran Minar en Sheikhpura - Mezquita Mahabat Khan en Peshawar - Mezquita Shahi Eid Gah en Multan - Mausoleo de Masum Shah en Sukkur - Losar Baoli en Taxila - Makli Necropolis en Thatta - Mezquita Shah Jahan en Thatta | - Mughal Eidgah en Dhaka - Fuerte de Lalbagh en Dhaka - Shahi Eidgah en Sylhet - Mughal Tahakhana en Chapai Nawabganj - Mezquita Sat Gambuj en Dhaka - Masjid-e-Siraj ud-Daulah en Chittagong - Allakuri Masjid en Dhaka - Chawkbazar Shahi Masjid en Dhaka - Laldighi Masjid en Rangpur - Khan Mohammad Mridha Masjid en Dhaka - Wali Khan Masjid en Chittagong - Shaista Khan Masjid, in Dhaka - Musa Khan Masjid, in Dhaka - Shahbaz Khan Masjid, in Dhaka - Kartalab Khan Masjid en Dhaka - Azimpur Masjid en Dhaka - Goaldi Masjid en Sonargaon - Atia Masjid en Tangail - Arifail Masjid en Brahmanbaria - Bazra Shahi Masjid en Noakhali - Masjid Kur en Khulna - Nayabad Masjid en Dinajpur - Ghayebi Dighi Masjid en Sylhet - Hussaini Dalan en Dhaka - Bara Katra en Dhaka - Fuerte de Hajiganj en Narayanganj - Fuerte de Idrakpur en Munshiganj - Choto Katra en Dhaka - Fuerte de Sonakanda en Narayanganj | - Bagh-e-Babur en Kabul - Mezquita Shahjahani en Kabul |

#### Estilos regionales
En las regiones meridionales del subcontinente indio, el sultanato bahmani y los cinco sultanatos del Decán desarrollaron los estilos arquitectónicos indoislámicos del Decán. Los ejemplos más notables son Charminar, Mecca Masjid, tumbas Qutb Shahi, Madrasa Mahmud Gawan y Gol Gumbaz.
Dentro del subcontinente indio, la región de Bengala desarrolló un estilo regional distinto bajo el Sultanato de Bengala independiente. Incorporó influencias de Persia, Bizancio y del norte de la India, que combinaban con elementos bengalíes autóctonos, como los techos curvos, las torres en esquina y la compleja ornamentación de terracota. Una característica del sultanato fue la relativa ausencia de minaretes. En ese momento se construyeron en toda la región muchas mezquitas medievales, pequeñas y medianas, con múltiples cúpulas y artísticos mihrabs con nichos. La gran mezquita de Bengala fue la mezquita Adina del siglo XIV, la mezquita más grande del subcontinente indio. Construida de piedra procedente de templos derribados, contaba con una bóveda de cañón de crucería monumental sobre la nave central, la primera bóveda gigante de este tipo utilizada en el subcontinente. La mezquita se inspiró en el estilo sasánida imperial de Persia. El estilo del sultanato floreció entre los siglos XIV y XVI. Un estilo provincial influenciado por el norte de la India evolucionó en la Bengala mogol durante los siglos XVII y XVIII. Los mogoles también copiaron la tradición del techo bengalí do-chala para sus mausoleos en el norte de la India.

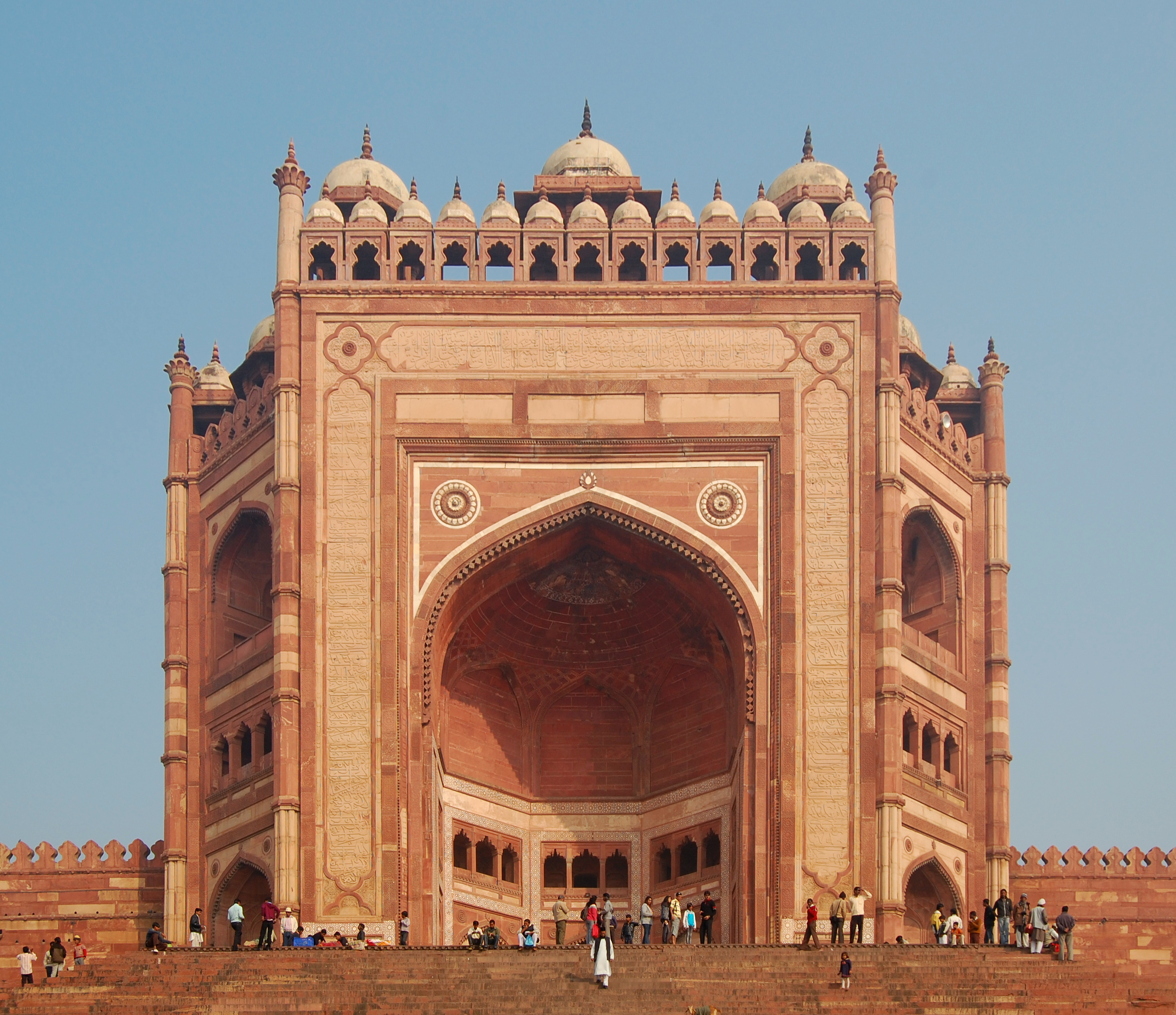
El Buland Darwaza fue construido por Akbar el Grande para conmemorar su victoria sobre el sultanato de Gujarat
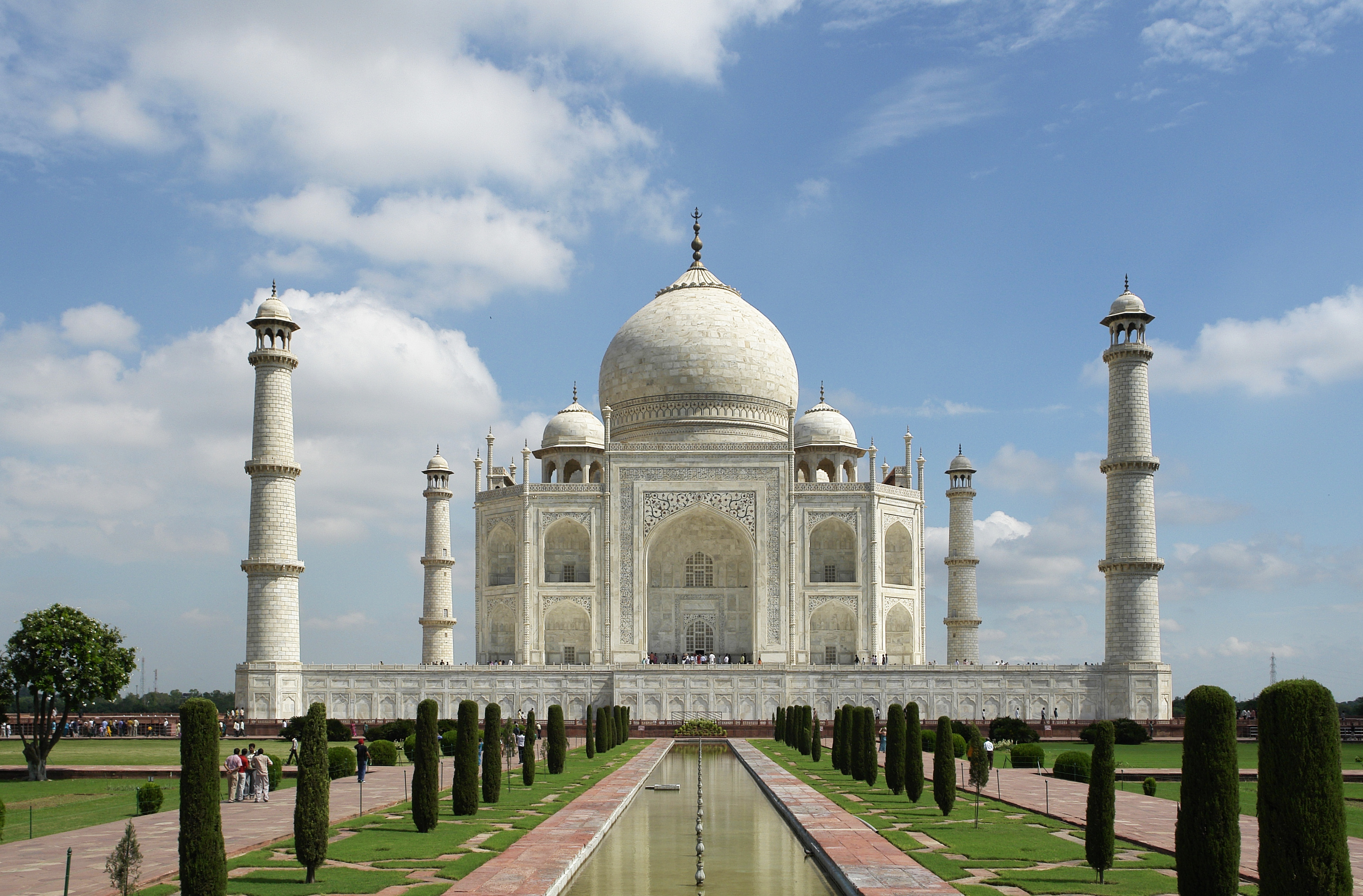
El Taj Mahal
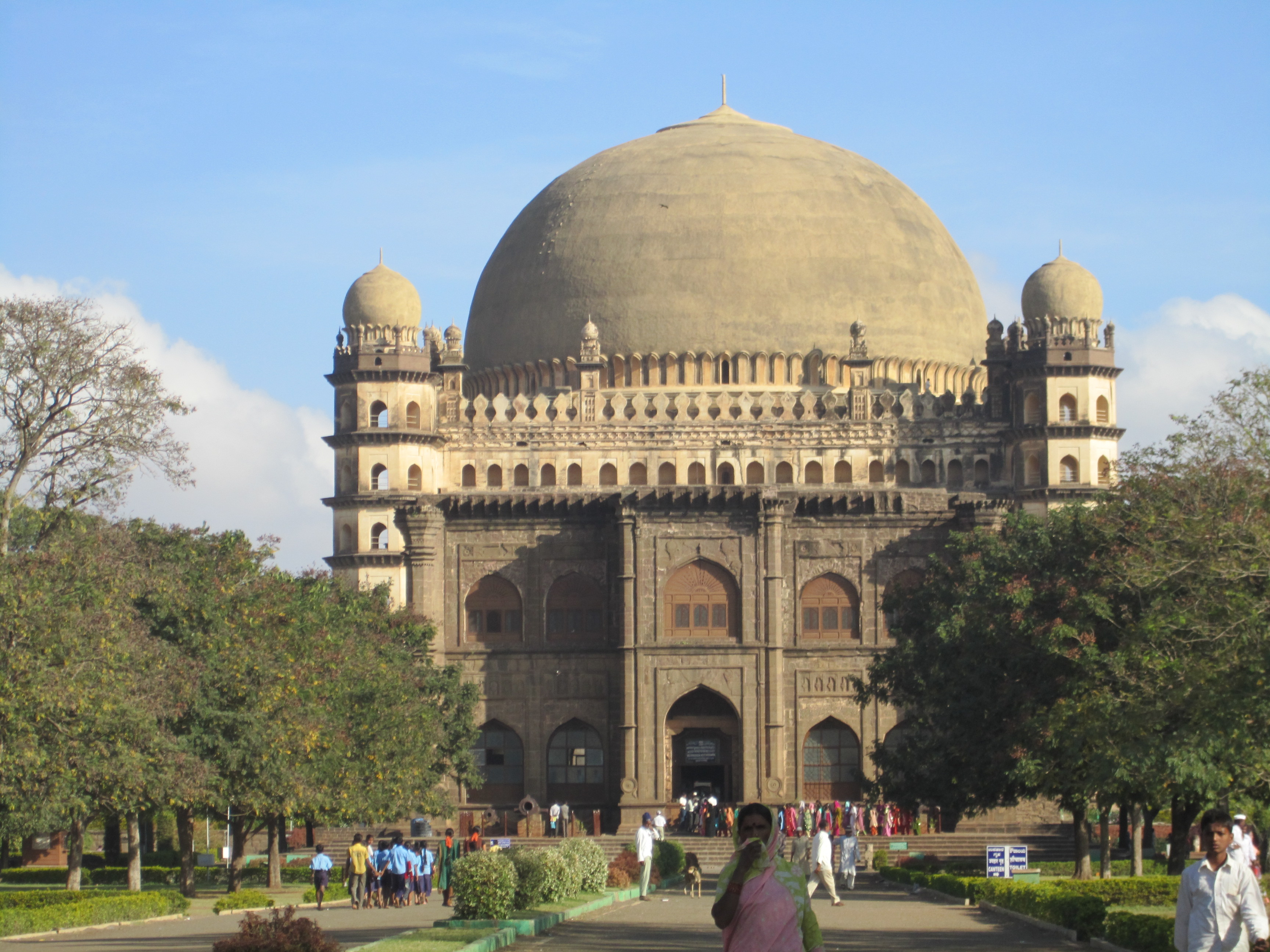
Gol Gumbaz construido por el sultanato de Bijapur en estilo decani, la segunda cúpula pre-moderna más grande del mundo.[note 1]
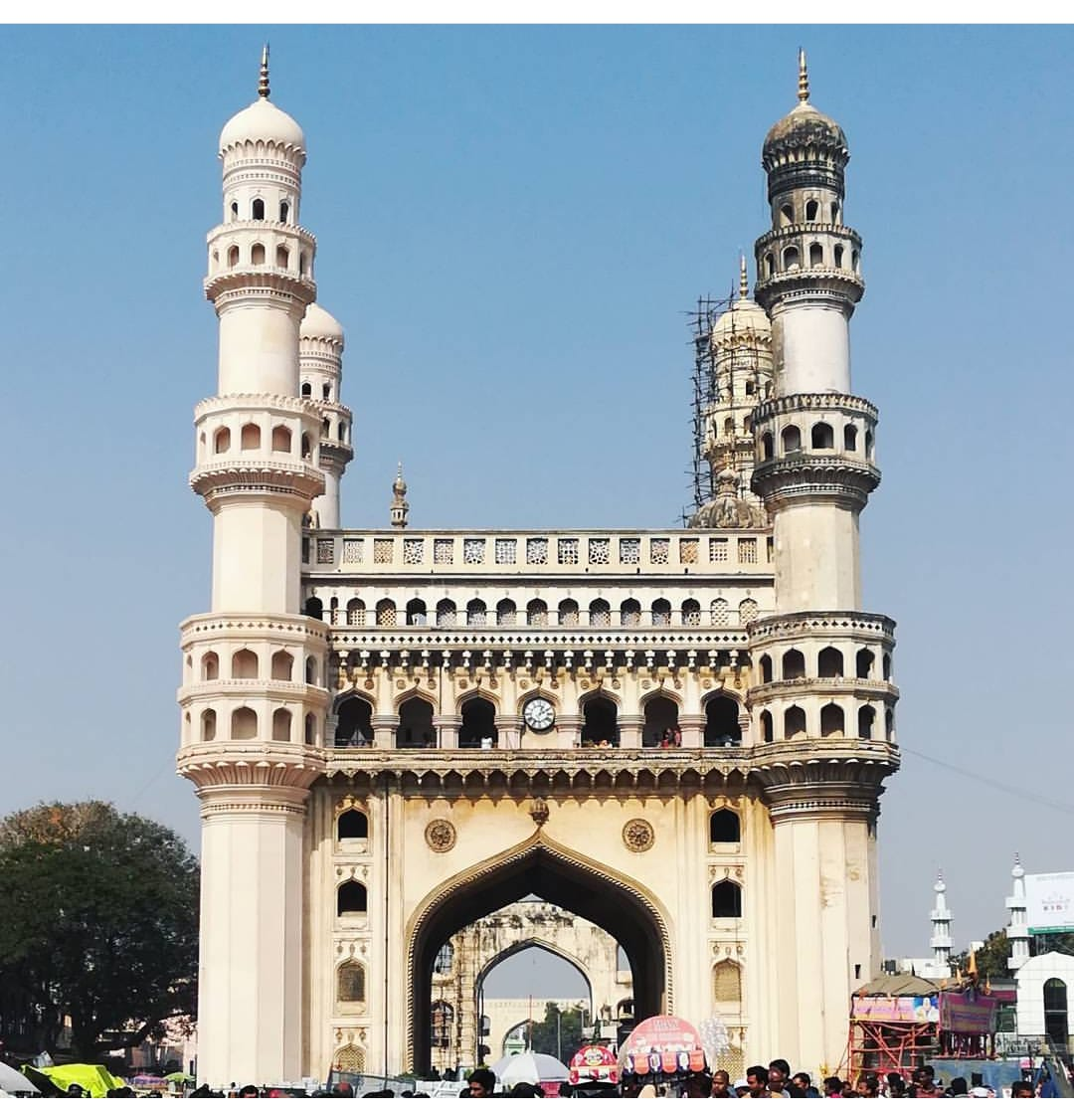
Charminar (1591) en la Ciudad Vieja de Hyderabad, según la leyenda, fue construido por Muhammad Quli Qutb Shah para conmemorar el final de una plaga que asolaba la ciudad
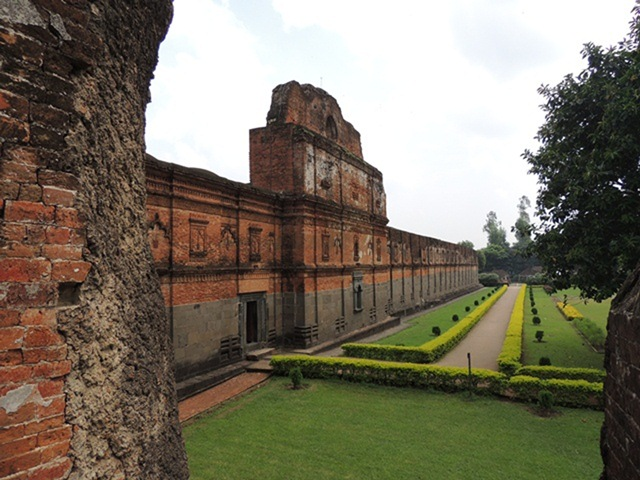
La mezquita Adina, la mezquita más grande de la arquitectura musulmana bengalí

### Arquitectura maratha
Los marathas gobernaron gran parte del subcontinente indio desde mediados del siglo XVII hasta principios del siglo XIX. Su actividad religiosa tomó plena forma y pronto los cielos de las ciudades maharashtrianas estaban dominados por las agujas de los templos. Las viejas formas volvieron con esta 'renovación' de la arquitectura hindú, infundida por el Sultanato y más tarde por las tradiciones mogoles. La arquitectura del período maratha se planificó con patios adaptados a los climas tropicales. La arquitectura maratha es conocida por su simplicidad, por su lógica visible y una estética austera, enriquecida por hermosos detalles, ritmo y repetición. Los pasillos y arcadas, perforados por delicados nichos, puertas y ventanas, crean un espacio en el que la articulación de áreas abiertas, semiabiertas y cubiertas parece sin esfuerzo y encantadora. Los materiales utilizados durante esos tiempos para la construcción fueron ladrillos delgados, mortero de cal, yeso de cal, columnas de madera, bases de piedra, pisos de piedra de basalto y pavimentos de ladrillo.
Maharashtra es famoso por sus cuevas y las arquitecturas excavadas en la roca. Se dice que las variedades que se encuentran en Maharashtra son mayores que las cuevas y las arquitecturas excavadas en la roca de Egipto, Asiria, Persia y Grecia. Los monjes budistas comenzaron estas cuevas en el siglo II a. C., en busca de un ambiente sereno y pacífico para la meditación, y lo encontraron en estas cuevas en las laderas.

### Arquitectura sijh
La arquitectura sij es un estilo de arquitectura que se caracteriza por los valores de progresividad, exquisita complejidad, belleza austera y líneas fluyentes lógicas. Debido a su estilo progresivo, está evolucionando constantemente en muchas sucursales de nuevo desarrollo con nuevos estilos contemporáneos. Aunque la arquitectura sij se desarrolló inicialmente dentro del sijismo, su estilo se ha utilizado en muchos edificios no religiosos debido a su belleza. Hace 300 años, la arquitectura sij se distinguía por sus muchas curvas y líneas rectas; Shri Keshgarh Sahib y el Harmandir Sahib (Templo Dorado) son los mejores ejemplos.
La arquitectura sij está fuertemente influenciada por los estilos de arquitectura mogol y rajput. El uso de cúpulas de cebolla, frescos, arcos de múltiples hojas, pilastras emparejadas, trabajos en reposo, son de origen mogol, mientras que los chattris, las ventanas de oriel y los frisos ornamentados son una influencia de los rajput.

## Arquitectura colonial europea
Al igual que ocurrió con los mogoles, bajo el dominio colonial europeo, la arquitectura se convirtió en un emblema del poder, diseñada para respaldar al poder ocupante. Numerosos países europeos invadieron la India y crearon estilos arquitectónicos que reflejan sus hogares ancestrales y adoptados. Los colonizadores europeos crearon una arquitectura que simbolizaba su misión de conquista, dedicada al estado o la religión.
Los británicos, franceses, neerlandeses y portugueses fueron las principales potencias europeas que colonizaron partes de la India.

### Era colonial británica (1615-1947)

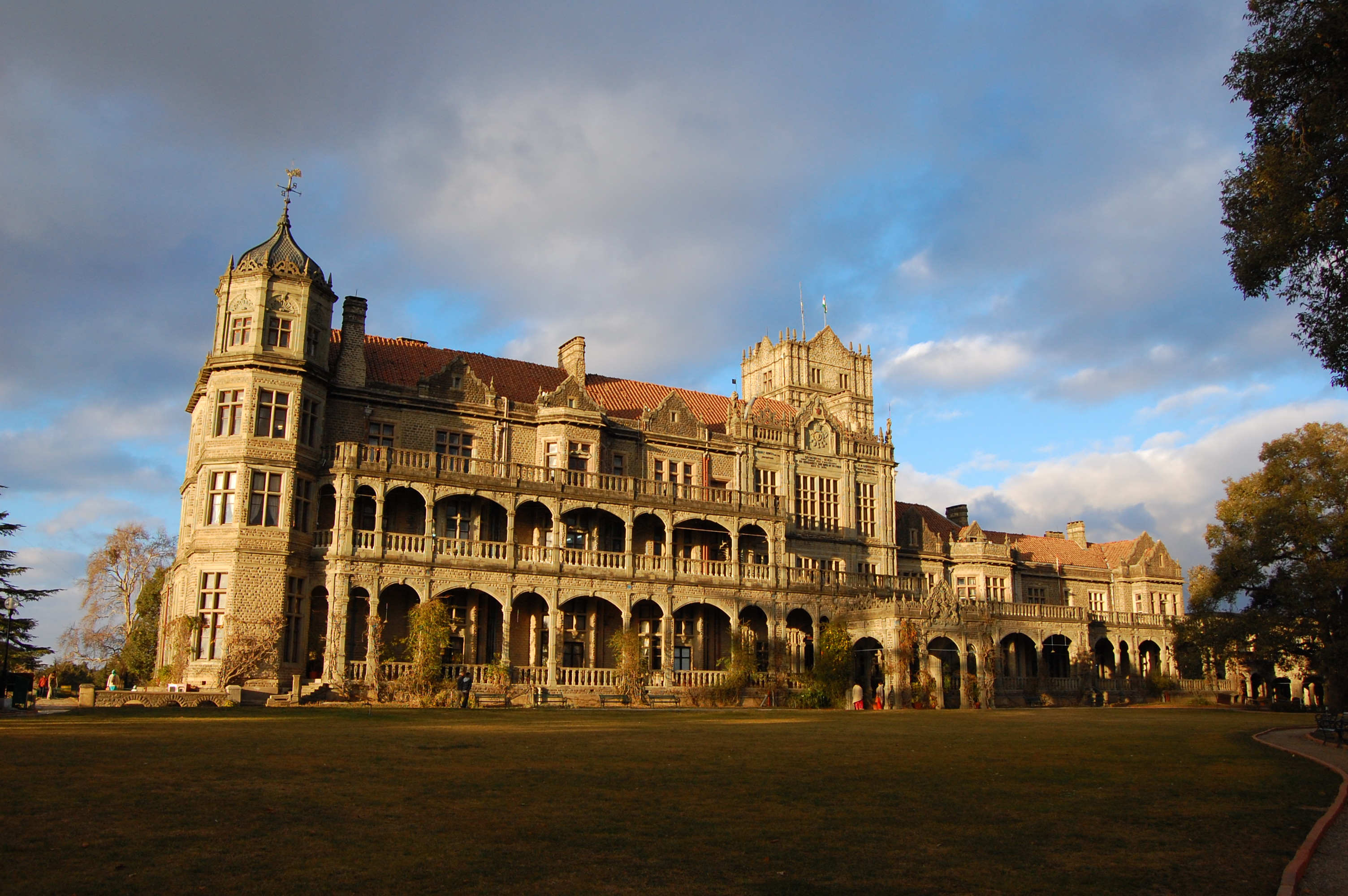
Rashtrapati Niwas en Shimla proyectada por Henry Irwin en el estilo Jacobethan y construido a finales del siglo XIX

Los británicos llegaron en 1615 y, a lo largo de los siglos, derrocaron gradualmente a los imperios Maratha y Sikh y a otros pequeños reinos independientes. Los británicos estuvieron presente en la India durante más de trescientos años y su legado aún permanece a través de algunos edificios e infraestructura que subsisten en sus antiguas colonias. Las principales ciudades colonizadas durante este período fueron Madras, Calcuta, Bombay, Delhi, Agra, Bankipore, Karachi, Nagpur, Bhopal e Hyderabad, que vieron el surgimiento de la arquitectura del Renacimiento Indo-sarraceno. Black Town describió en 1855 como «las calles secundarias, ocupadas por los nativos son numerosas, irregulares y de varias dimensiones. Muchas de ellas son extremadamente estrechas y mal ventiladas ... una plaza suntuosa, las habitaciones se abren a un patio en el centro» Las casas de jardín fueron utilizadas originalmente como casas de fin de semana para un uso recreativo por parte de los británicos de clase alta. No obstante, la casa del jardín se convirtió en una vivienda ideal a tiempo completo, abandonando el fuerte en el siglo XIX.
Mumbai (entonces conocida como Bombay), tiene algunos de los ejemplos más destacados de la arquitectura colonial británica, algunos de estilo neogótico (estación término de Victoria, Universidad de Mumbai, Torre del Reloj Rajabai, Tribunal Superior, Edificio BMC), indo-sarracenos (Museo del Príncipe de Gales, Puerta de la India, palacio Hotel Taj Mahal) o art deco (Eros Cinema, edificio New India Assurance).
Calcuta–Madras y Calcuta estaban rodeadas de manera similar por el agua y la división de la India en el norte y los británicos en el sur. Una inglesa señaló en 1750 que «las orillas del río están, como se puede decir, absolutamente llenas de elegantes mansiones llamadas aquí, como en Madras, casas de jardín»[garden houses]. La fila de la explanada está frente a los fuertes con palacios alineados. Los pueblos indios en estas áreas consistían en casas de arcilla y de paja que luego se transformaron en unas metrópolis de ladrillo y piedra.

#### Arquitectura indo-sarracena
La arquitectura indo-sarracena (también conocida como estilo indogótico, mogol-gótico, neomogol o hindú) fue un estilo arquitectónico revivalista utilizado principalmente por arquitectos británicos en la India a finales del siglo XIX, especialmente en los edificios públicos y gubernamentales en el Raj británico y en los palacios de los gobernantes de los estados principescos. Incorporó elementos estilísticos y decorativos de la arquitectura indoislámica nativa,  especialmente de la arquitectura mogola —que los británicos consideraban el estilo indio clásico— y, con menos frecuencia, de la arquitectura de los templos hinduistas. El diseño y la estructura básicos de los edificios tendían a ser similares a los utilizados en los edificios contemporáneos en otros estilos historicistas favorecidos en la era victoriana, como el neogótico y el neoclásico, con elementos y decoración indios específicos.
El estilo se basó en la exposición occidental a las representaciones de los edificios indios de alrededor de 1795, como los de William Hodges  y el dúo Daniell (William Daniell y su tío  Thomas Daniell). A menudo se dice que el primer edificio indo-sarraceno fue el palacio Chepauk, terminado en 1768, en la actual Chennai (Madrás), para el Nawab de Arcot. Bombay y Calcuta, como principales centros de la administración Raj, vieron muchos edificios construidos en el estilo, aunque Calcuta también fue un bastión de la arquitectura neoclásica europea fusionada con elementos arquitectónicos indios. Chennai también tiene muchos edificios de este estilo, como el Victoria Public Hall, el Tribunal Supremo de Madrás, el Senado de la Universidad de Madrás o la Estación Central de Chennai.  La mayoría de los edificios principales ahora están clasificados en la categoría de edificios patrimoniales según lo establecido por el Servicio Arqueológico de la India (ASI) debido a la necesidad de su preservación.  
Los edificios indosarracenos suelen presentar grandes arcos, cúpulas y minaretes —de inspiración islámica—; tienen una ornamentación intrincada y elaborada, con tallas, trabajos de estuco y patrones decorativos inspirados en las tradiciones de diseño indias e islámicas; usan una mezcla de materiales —arenisca roja, mármol y ladrillo—, que añade riqueza y textura a las fachadas; disponen biombos jali, o celosías de piedra intrincadamente talladas —rasgo distintivo islámico—, usados para proporcionar ventilación, filtrar la luz y crear patrones decorativos. También tienen influencias británicas, particularmente en el uso de elementos neogóticos, como arcos apuntados, chapiteles y ventanas con lancetas. Muchos edificios cuentan con patios, jardines y fuentes de agua, inspiradas en las tradiciones arquitectónicas mogoles y persas, que crean una sensación de tranquilidad y alivian el calor.
El estilo disfrutó de cierta popularidad fuera de la India británica, donde los arquitectos a menudo mezclaron con audacia elementos islámicos y europeos de diversas áreas y períodos, en el clima predominante de eclecticismo en la arquitectura. Arquitectos e ingenieros transferidos desde la India consiguieron que el estilo fuera adoptado en el Ceilán británico (actual Sri Lanka) y los Estados Federados de Malasia (actual Malasia). El estilo se usó a veces, principalmente en grandes casas  en el mismo Reino Unido, por ejemplo, en el Royal Pavilion en Brighton (1787-1823) y en la Sezincote House (1805), en Gloucestershire.
La versión europea más amplia, también popular en América, fue la arquitectura neomorisca, que tendía a utilizar menos elementos específicos del sur de Asia y, en cambio, recurría a elementos de los países de habla árabe; el Neomudéjar es el estilo equivalente en España. En India, hubo una inversión anterior del estilo en Lucknow antes de la toma de posesión británica en 1856, donde los arquitectos indios «injertaron al azar elementos estilísticos europeos, como detalles y motivos, en un esqueleto derivado de la escuela indoislámica». Esto se conoce como «estilo Nawabi».
«Sarraceno» fue un término usado en la Edad Media en Europa para designar a los musulmanes de habla árabe del Oriente Medio y del norte de África; el término «indo-sarraceno» fue utilizado por primera vez por los británicos para describir la temprana arquitectura indo-islámica de los mogoles y de sus predecesores, y, a menudo, se siguió utilizando en ese sentido. La «arquitectura sarracena» (sin el «indo-») se utilizó por primera vez para designar a la arquitectura de la España musulmana, la arquitectura islámica que era la más familiar para la mayoría de los escritores ingleses de principios del siglo XIX.
- Palacio Chepauk ( terminado en 1768), en la actual Chennai (Madrás),  considerado el primer edificio indo-sarraceno
- Palacio Real de Mysore (1897-1912)
- Taj Mahal Palace & Tower (1903) en Bombay
- Puerta de la India (1911-1924), en Bombay

La arquitectura indo-sarracena evolucionó al combinar características arquitectónicas indias con los estilos europeos. Vincent Esch y George Wittet fueron pioneros en este estilo.
El Victoria Memorial en Calcuta es el simbolismo más efectivo del Imperio británico, construido como un monumento en homenaje al reinado de la reina Victoria. La planta del edificio consiste en una gran parte central cubierta con una cúpula más grande. Columnatas separan las dos cámaras. Cada esquina sostiene una cúpula más pequeña y está pavimentada con una base de mármol. El monumento se levanta sobre un terreno de 26 hectáreas de jardín rodeado de estanques reflectantes.

#### Arquitectura neoclásica

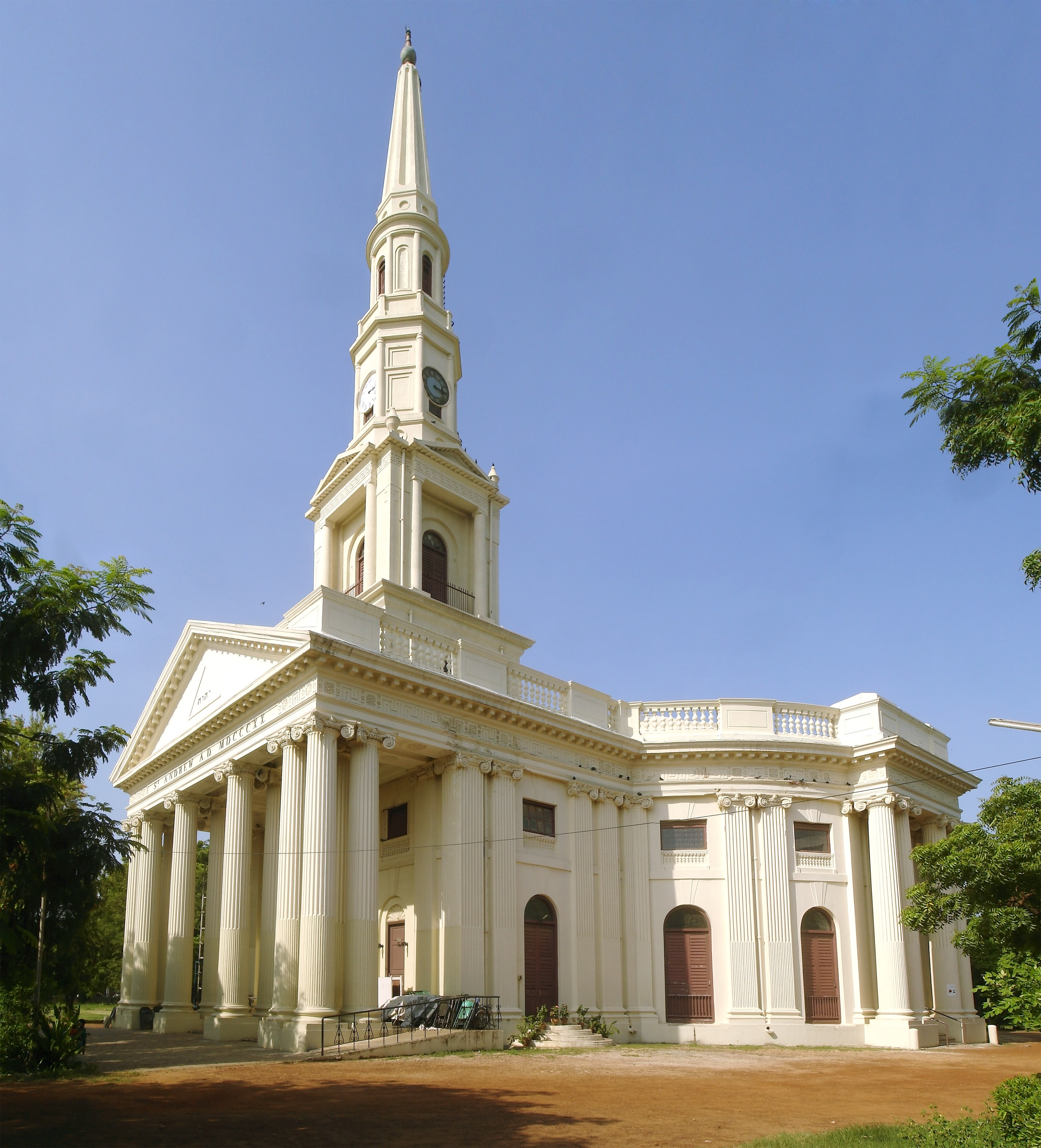
Iglesia de St Andrews en Madras (1818-1821), diseñada a semejanza de St Martin-in-the-Fields

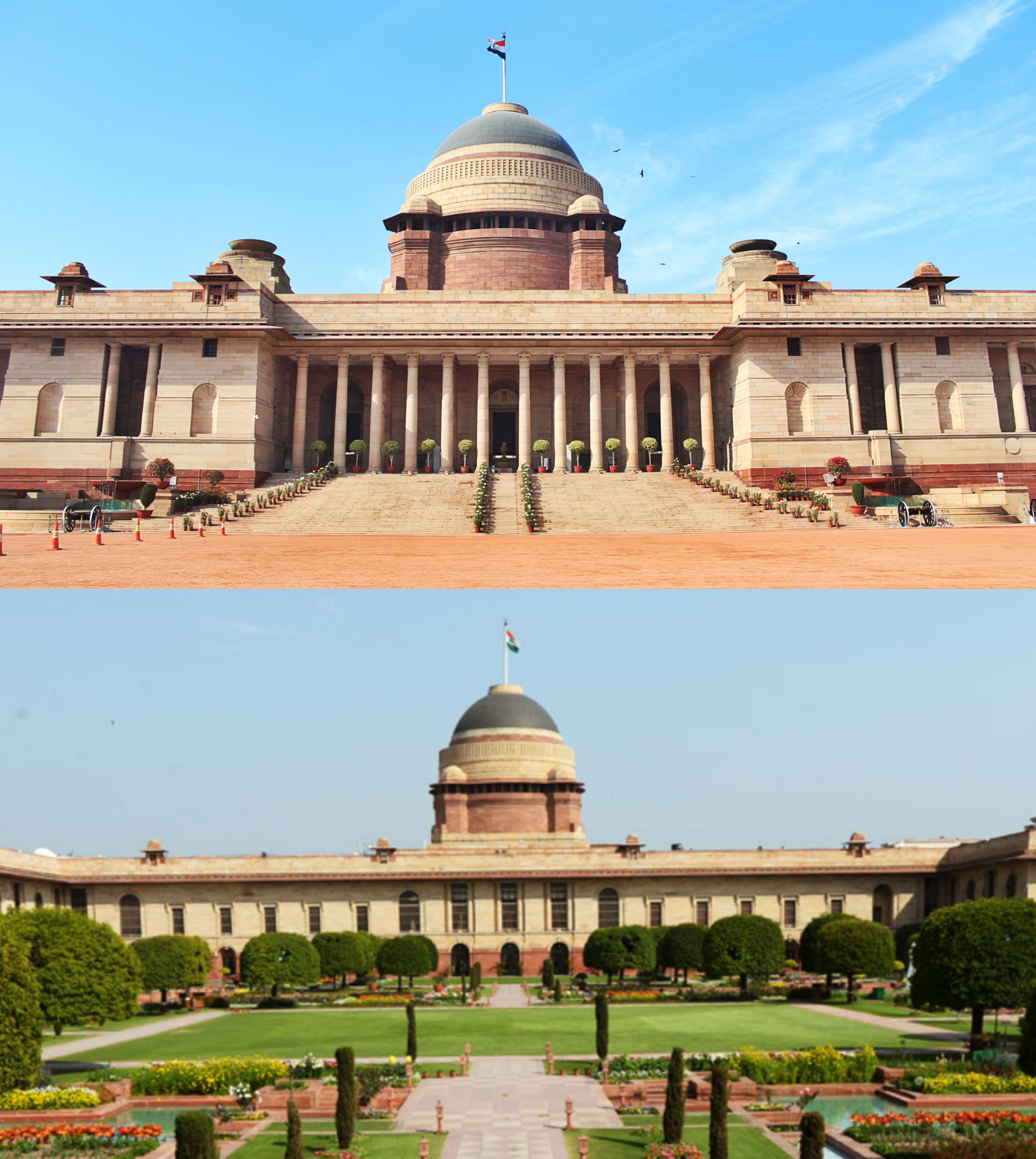
Rashtrapati Bhavan (1912-1929) en Nueva Delhi, diseñada por Edwin Lutyens

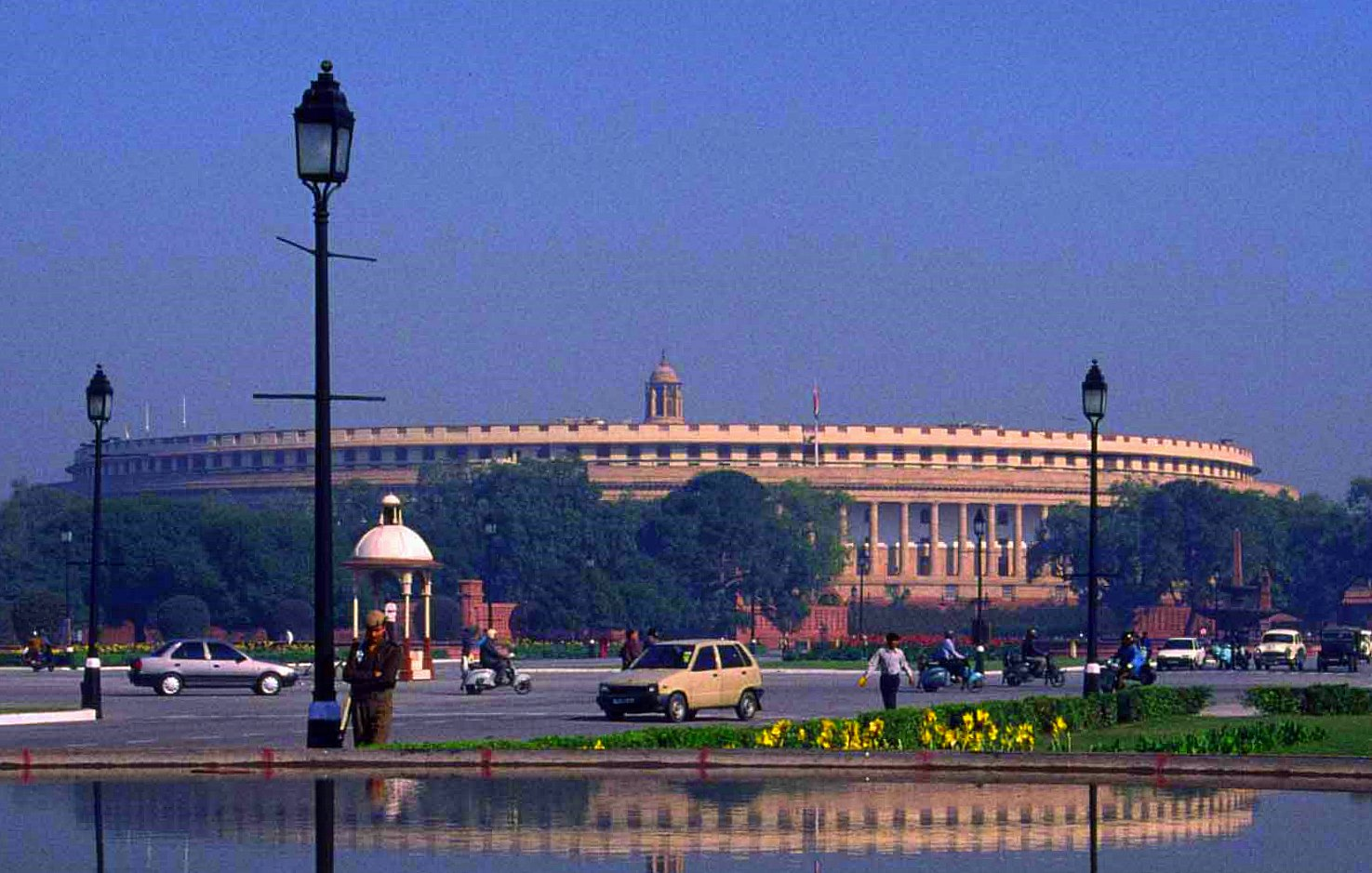
Sansad Bhavan (1921-1927), en Nueva Delhi, diseñadp por Edwin Lutyens y Herbert Baker, sede del Parlamento de la India

El neoclasicismo ganó prominencia durante el período colonial británico, apareciendo a finales del siglo XVIII y floreciendo durante todo el siglo XIX y principios del XX. La Compañía Británica de las Indias Orientales y más tarde la Corona británica ejercieron una influencia significativa sobre las prácticas arquitectónicas en la India durante su gobierno. La arquitectura neoclásica fue favorecida por los arquitectos y administradores británicos porque simbolizaba poder, autoridad y civilización, alineándose con la ideología colonial de superioridad. Las características más destacadas de la arquitectura neoclásica en la India, son, como en el resto del mundo: fachadas simétricas y proporciones equilibradas, con entradas centrales y alas o pabellones flanqueantes; uso de columnas y frontones inspiradas en los antiguos templos griegos y romanos, con pórticos protegiendo entradas avanzadas sostenidas por columnas y pilastras decorativas poco profundas adosadas a las paredes. Pero el uso amplio de estucos y yeserías para imitar la apariencia de la piedra o el mármol es una característica propia de los edificios neoclásicos en la India, lo que permite detalles y ornamentaciones intrincados. 
En la India se usó la arquitectura neoclásica en muchos edificios gubernamentales, palacios legislativos, tribunales de justicia o ayuntamientos, como el edificio del Secretariado  en Nueva Delhi y el Ayuntamiento de Bangalore (1935). También se usó en palacios y residencias, como en el Raj Bhavan (1799-1803) (antes, 'casa del Gobierno'), Calcuta, residencia oficial del gobernador de Bengala, la Residencia británica (1803-1805) y el palacio Falaknuma (1893) en Hyderabad, y en el Rashtrapati Bhavan (1912-1929), en Nueva Delhi, lit. 'casa del Presidente', ya que es la residencia oficial del Presidente de la India , que fue diseñada por Edwin Lutyens para residencia del virrey británico (anteriormente, 'casa del virrey') y .  Se usó asimismo en los edificios de instituciones educativas como  universidades y colegios, como la Torre del Reloj Rajabai de la Universidad de Mumbai y la Casa del Senado de la Universidad de Madrás. Fueron muy pocas las iglesias construidas, como la iglesia St. Andrews en Madras (1821).

Obras neoclásicas en Calcuta
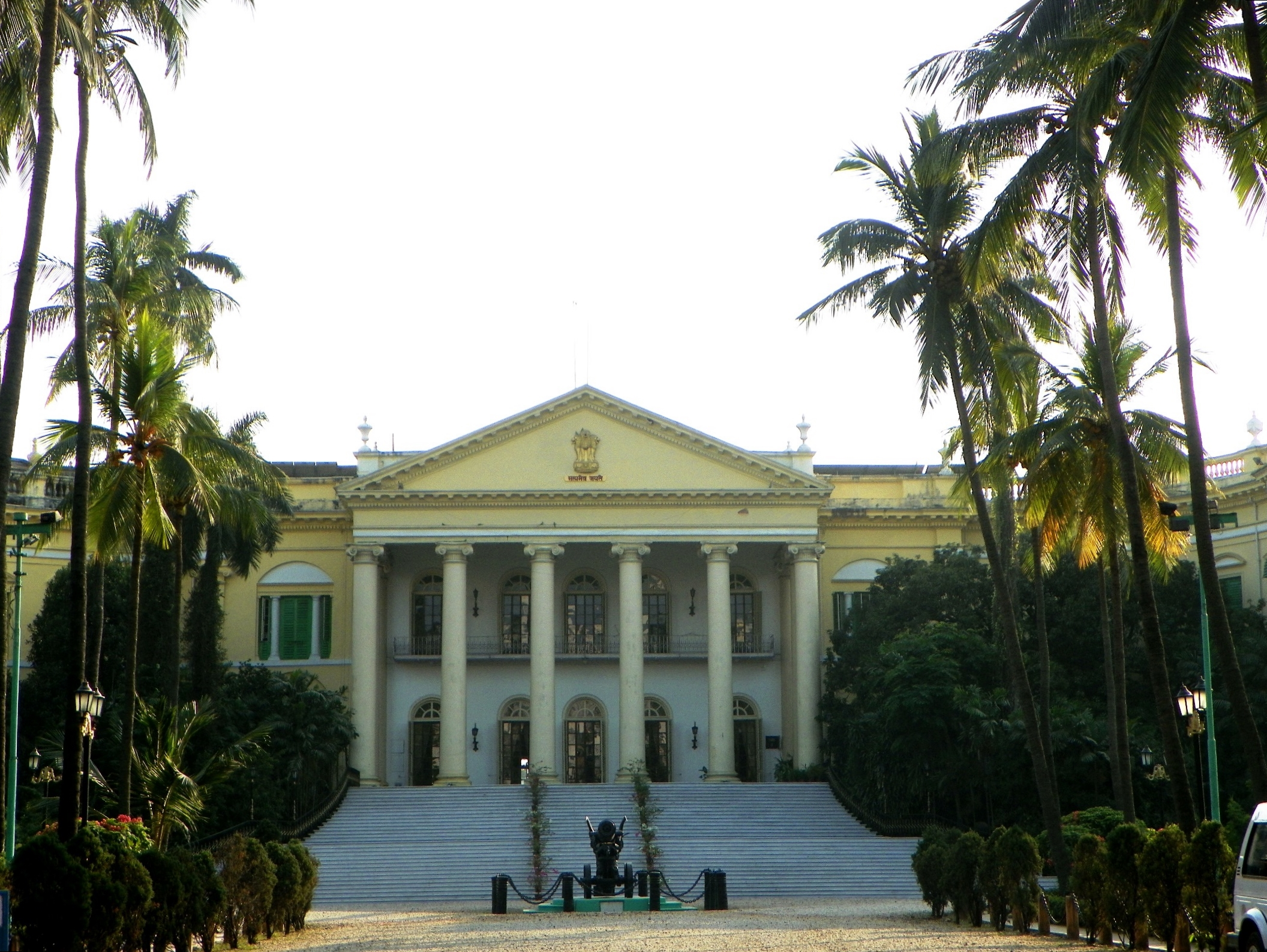
Raj Bhavan (1799-1803) (antes, 'casa del Gobierno'), Calcuta, residencia oficial del gobernador de Bengala.
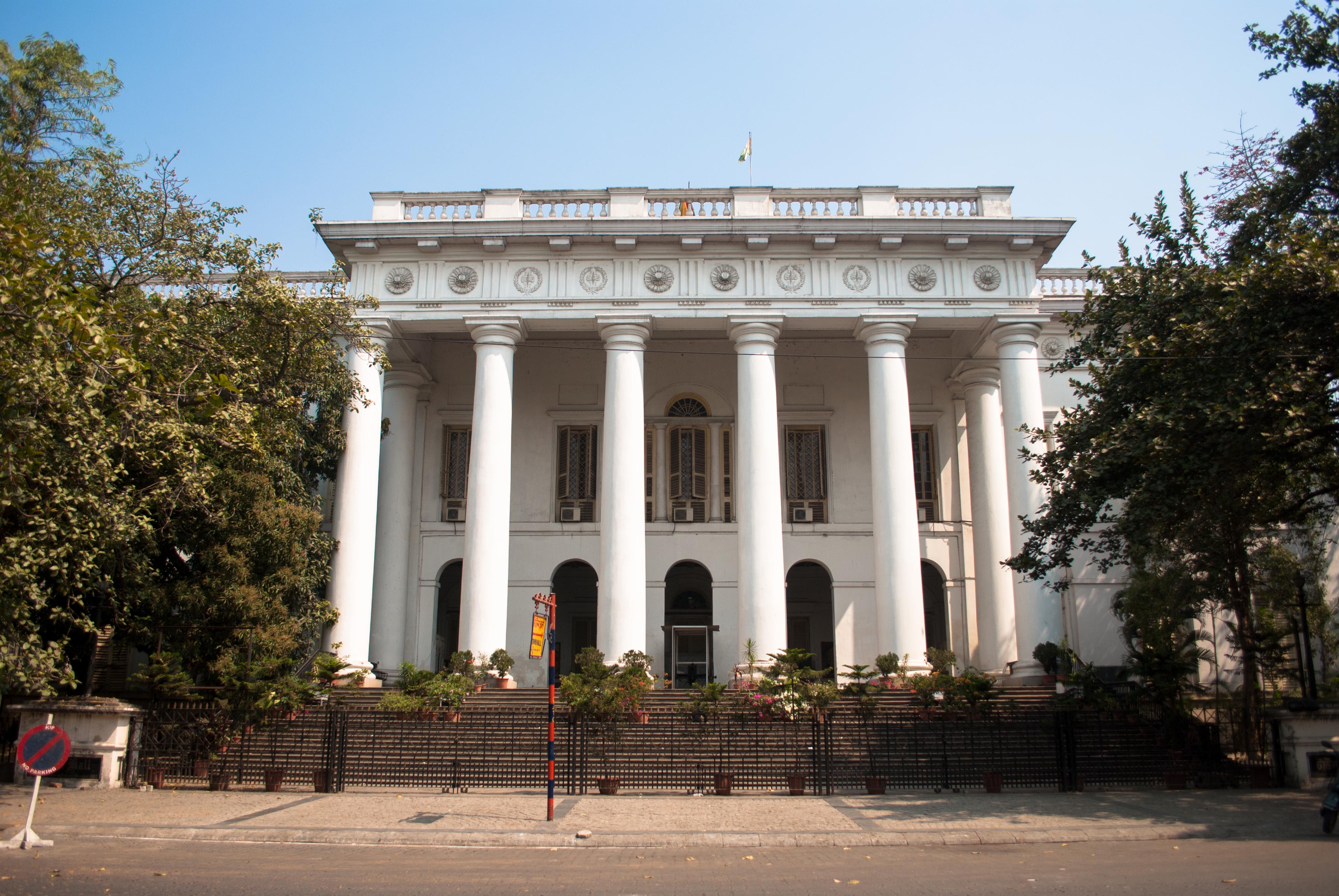
Ayuntamiento de Calcuta (1813), en estilo dórico romano
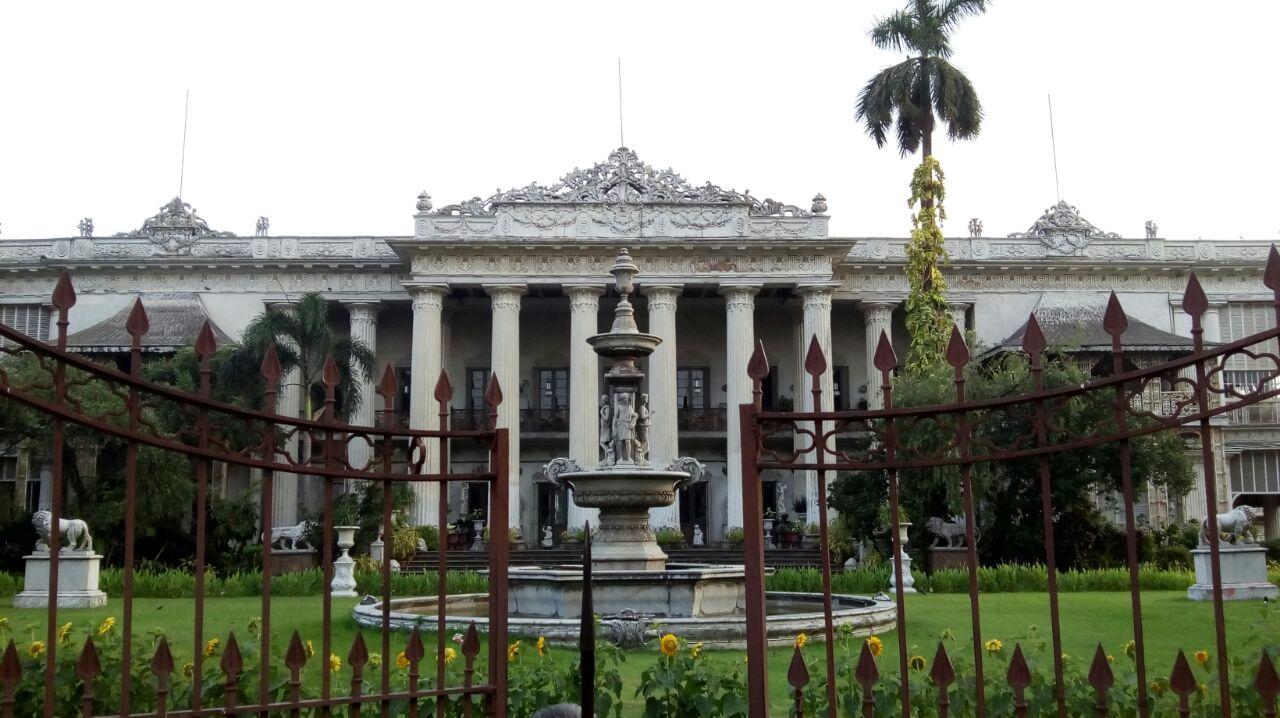
Palacio de Mármol de Calcuta (1835-1840)
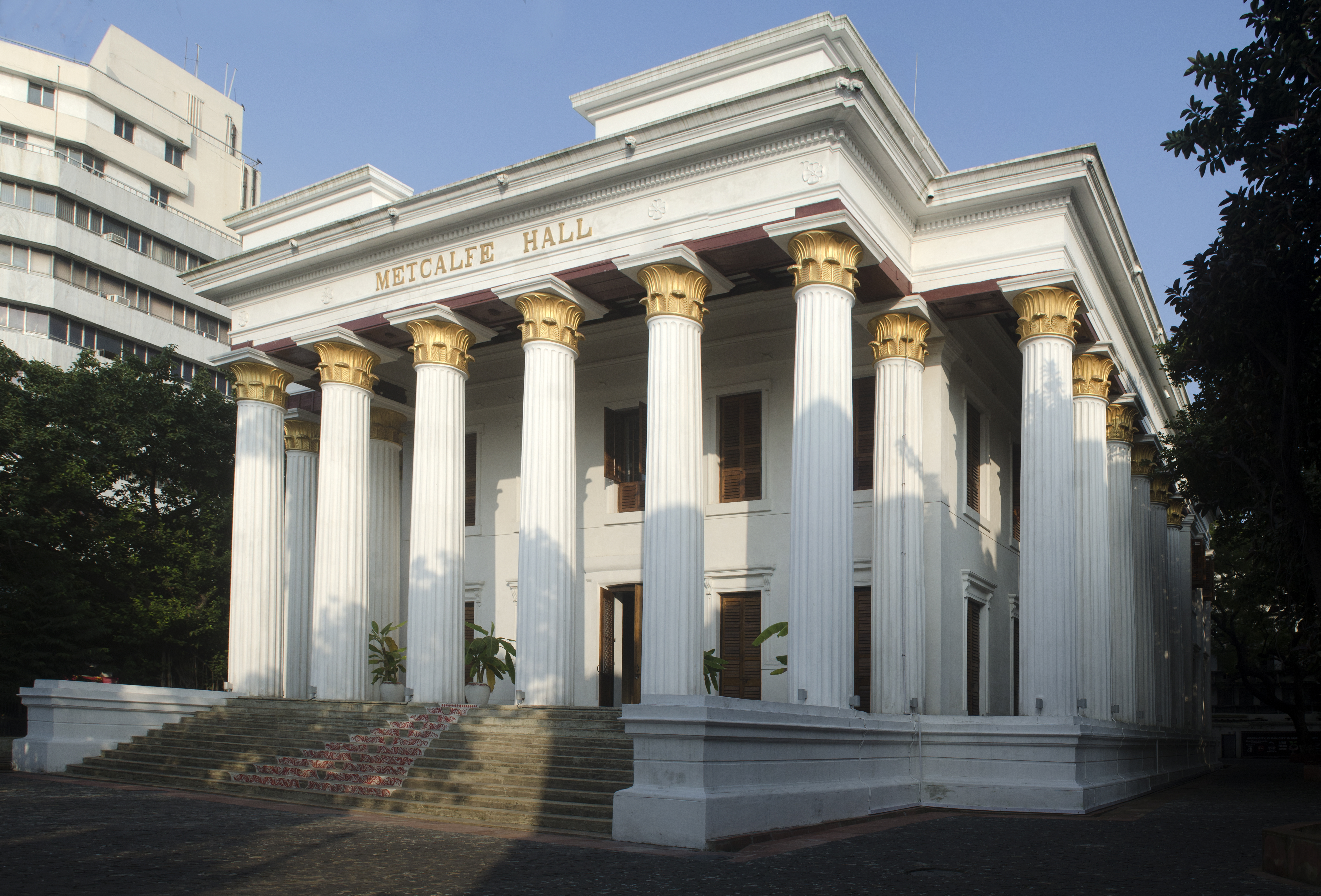
Metcalfe Hall (1840-1844), Calcuta,edificio concebido para albergar la colección de la Biblioteca Pública de Calcuta, formada por Lord Metcalf, entonces Gobernador General.
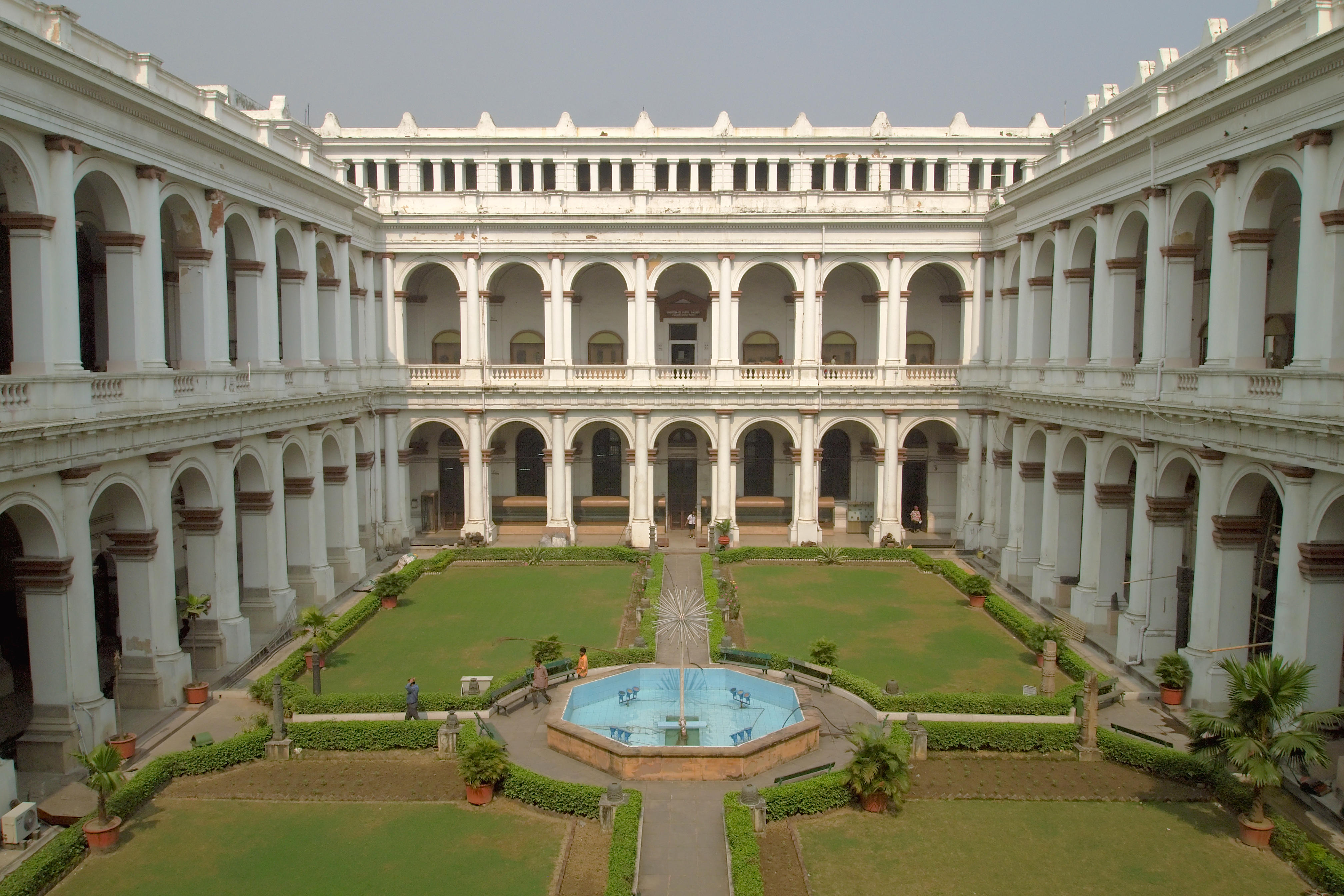
Museo de la India (1867-1875), Calcuta, el museo más antiguo del subcontinente

Otras obras neoclásicas en India
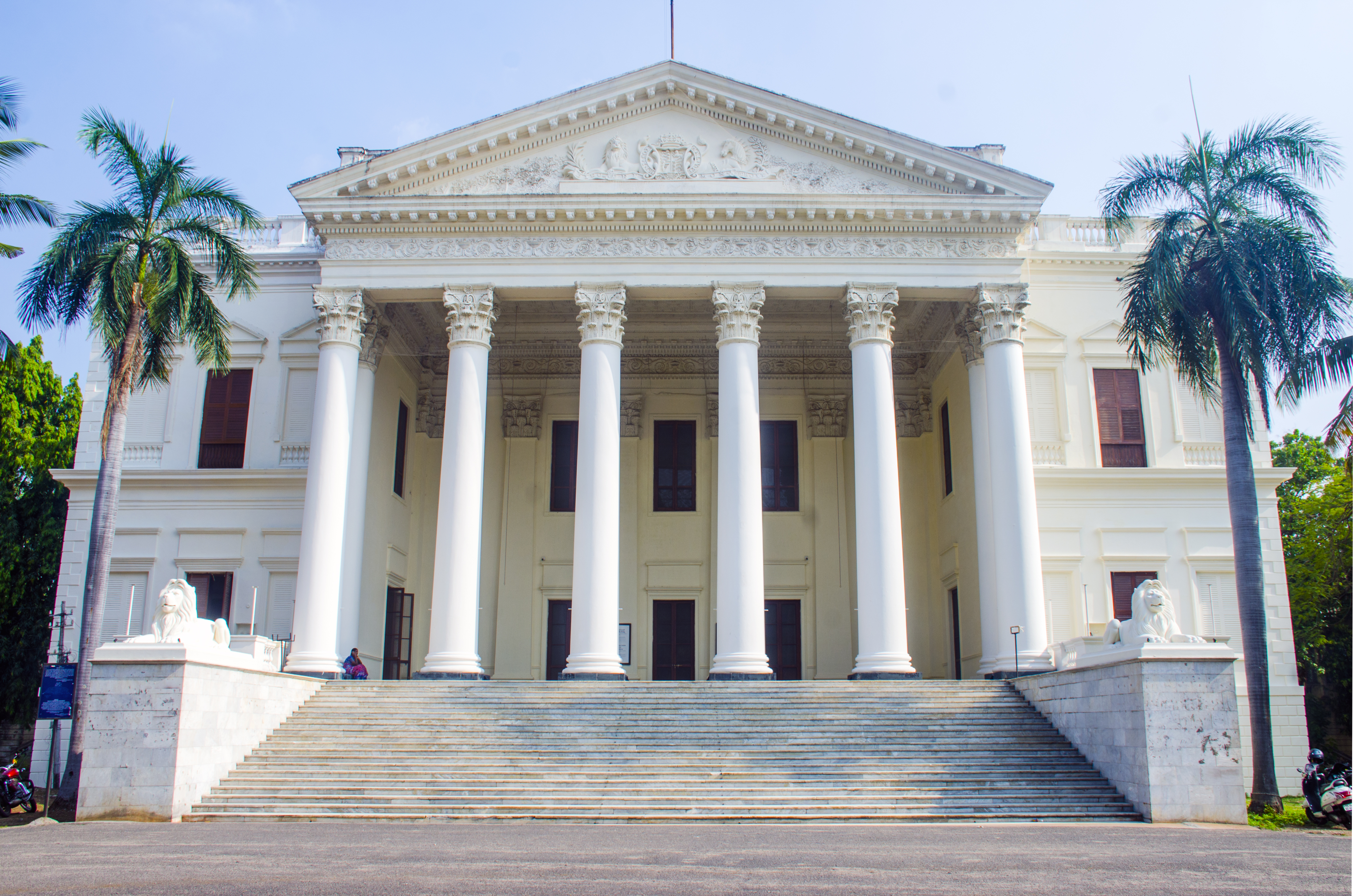
Residencia británica (1803-1805), sede del Residente británico en Hyderabad, obra del teniente Samuel Russell de los Ingenieros de Madras
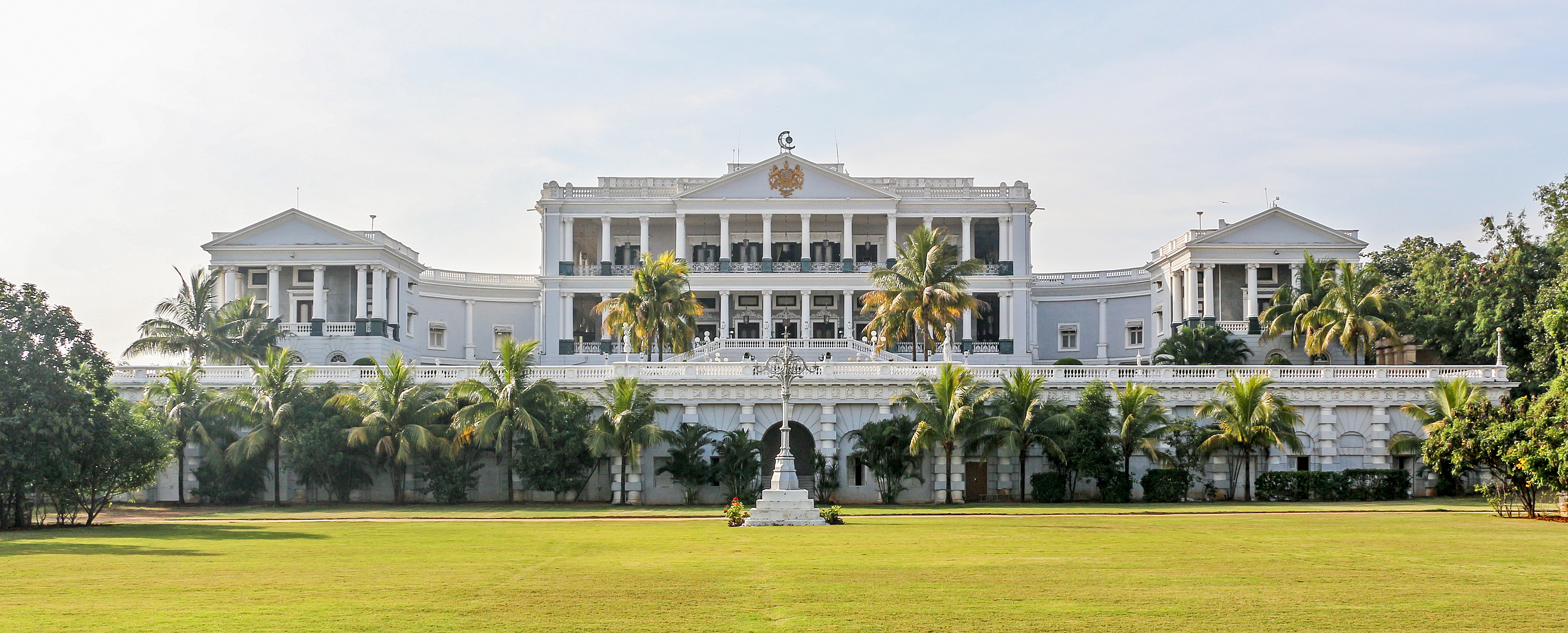
El palacio Falaknuma en Hyderabad, construido entre 1884 y 1893 en estilo palladiano, fue una residencia del Nizam de Hyderabad.
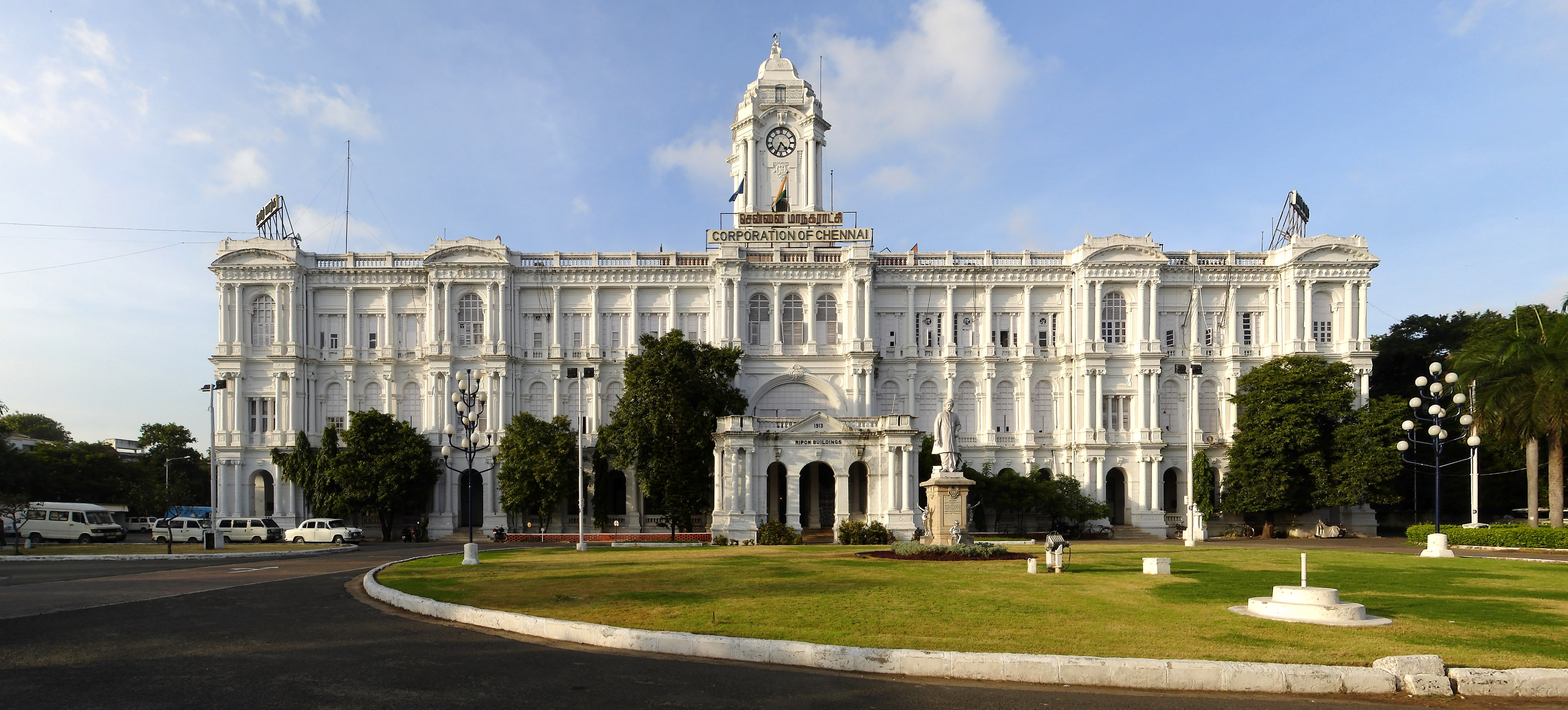
Ripon Building (1909-1913), obra de G.T.S. Harris, sede de la Chennai Corporation en Chennai
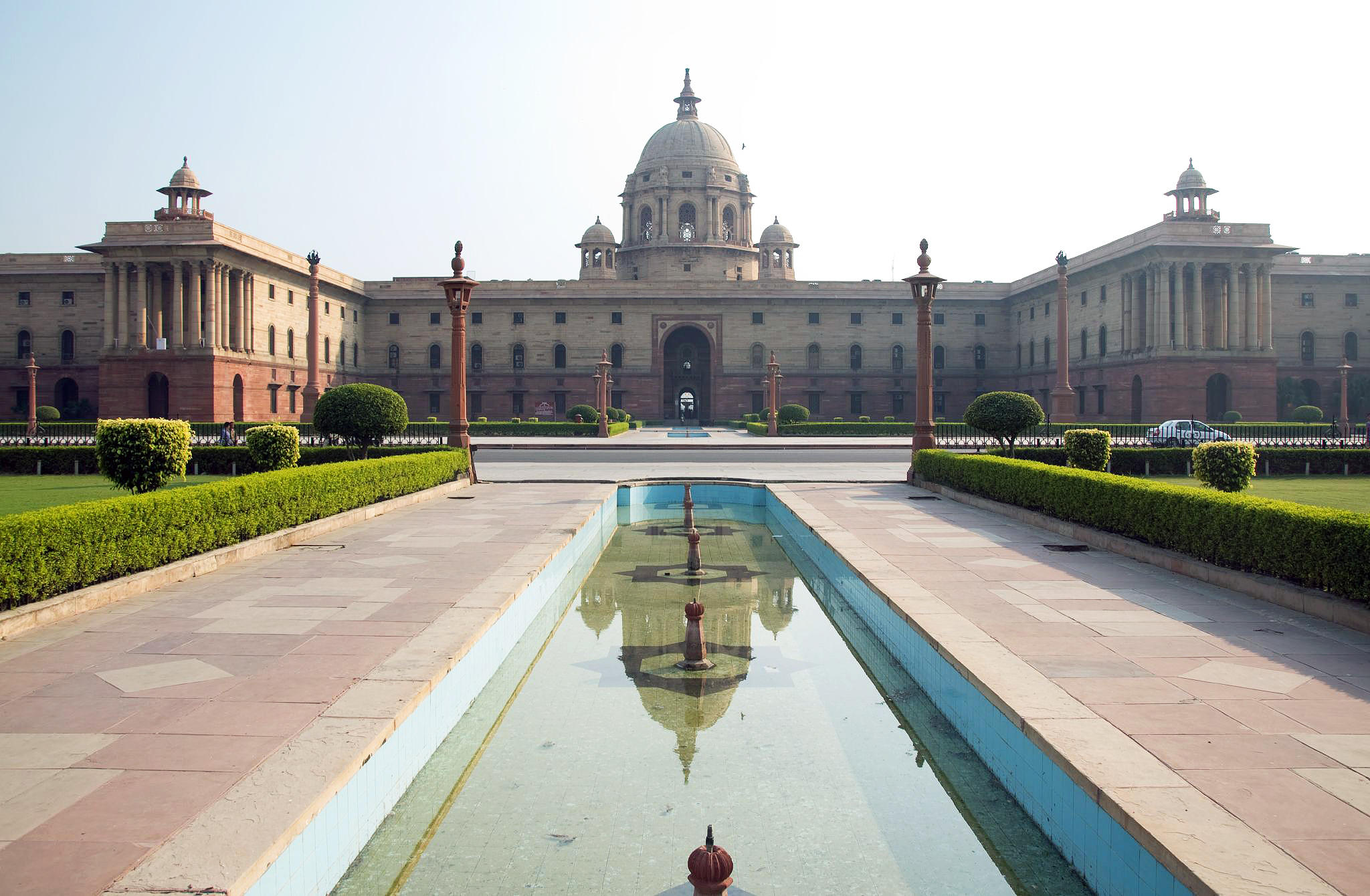
Edificio del Secretariado  (1912-1927), diseñado por Herbert Baker, sede del gobierno en Nueva Delhi

#### Art déco
El movimiento Art déco de principios del siglo XX se extendió rápidamente a grandes partes del mundo. El Indian Institute of Architects, fundado en Bombay en 1929, desempeñó un papel destacado en la propagación del movimiento. El New India Assurance Building, Eros Cinema y los edificios a lo largo de Marine Drive en Mumbai son los mejores ejemplos.

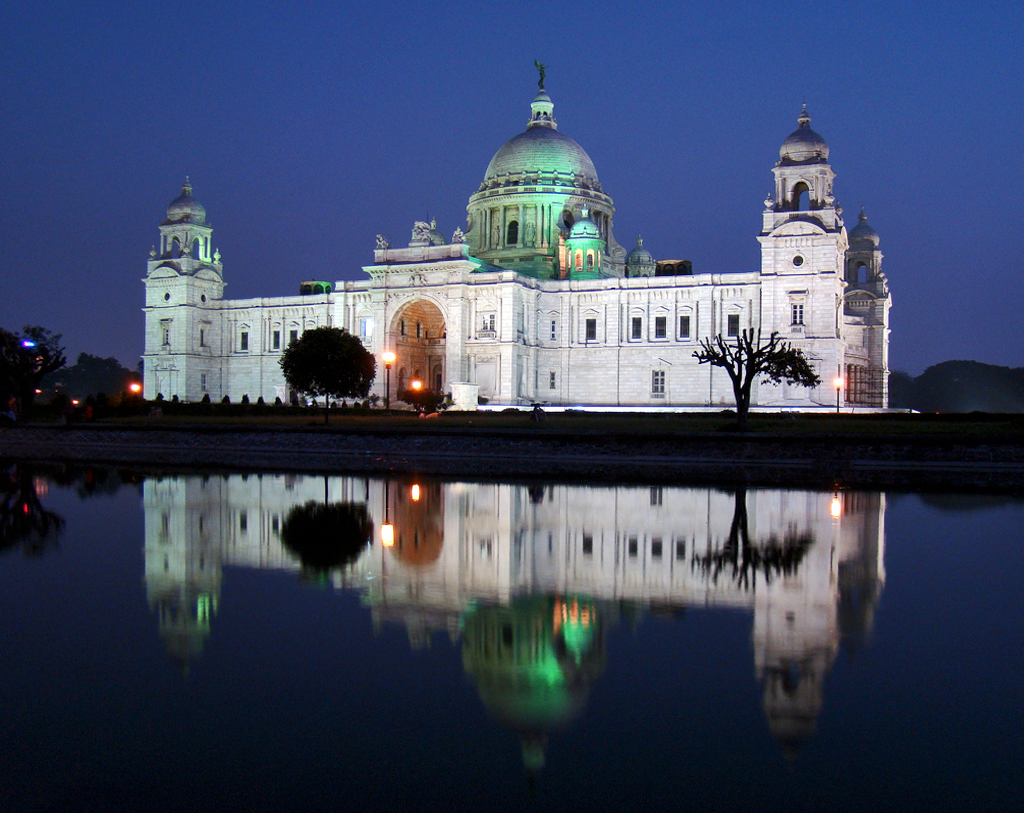
El Victoria Memorial en Kolkata fue diseñado por William Emerson, y construido entre 1906 y 1921. Fue inspirado por el Taj Mahal.
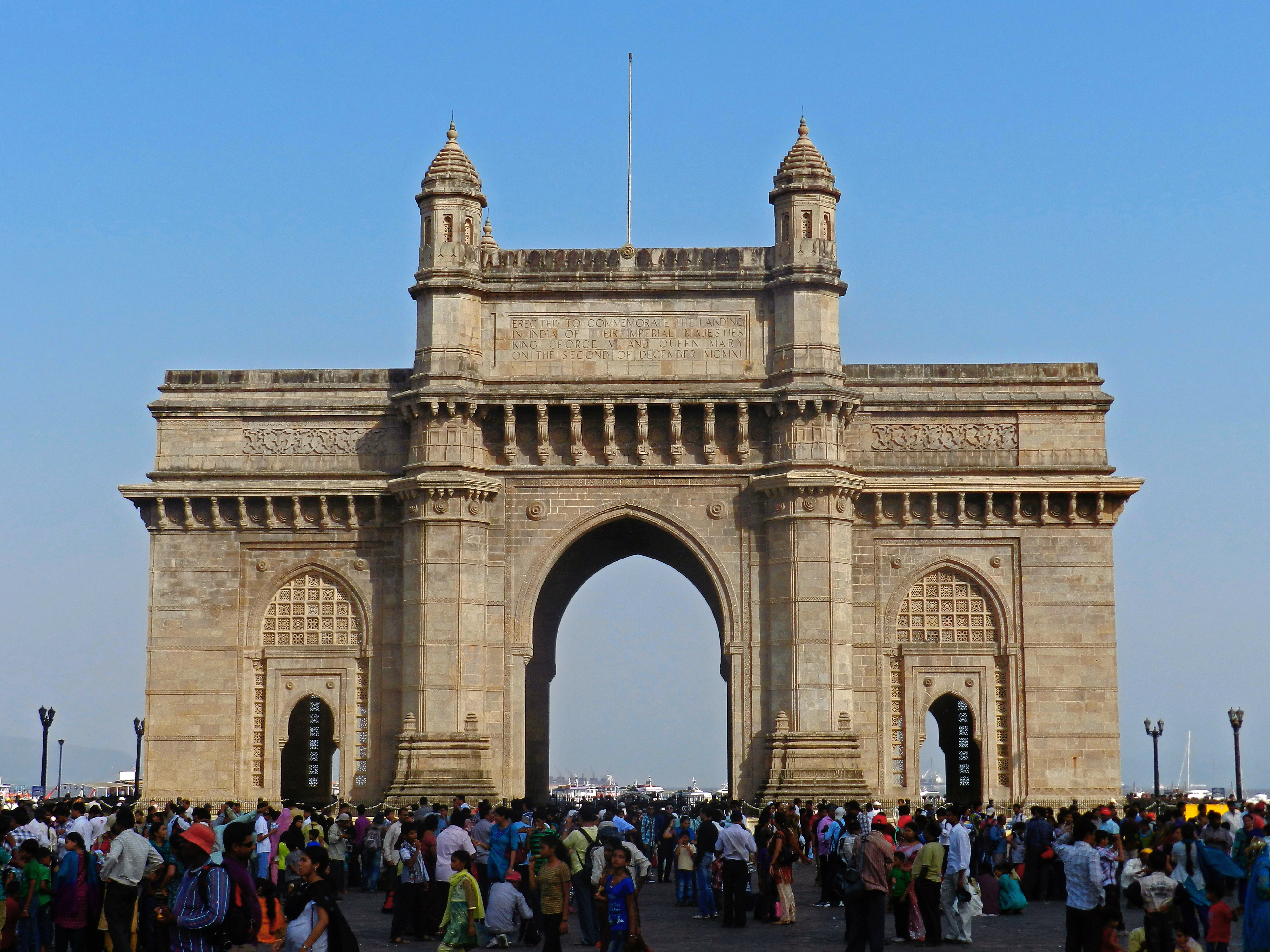
The Gateway of India, en Bombay, es un monumento erigido en 1911 para conmemorar el desembarco del rey Jorge V y la reina Mary. Fue diseñado por George Wittet en estilo indo-sarraceno.

### Otras potencias coloniales
Los portugueses habían colonizado partes de la India, incluyendo Goa y Mumbai. El Fuerte Madh, la iglesia de San Juan Bautista (Mumbai) y la Castella de Aguada en Mumbai son remanentes del dominio colonial portugués. Las Iglesias y conventos de Goa, un conjunto de siete iglesias construidas por los portugueses en Goa, son Patrimonio de la Humanidad por la UNESCO.

## República de India (1947-presente)

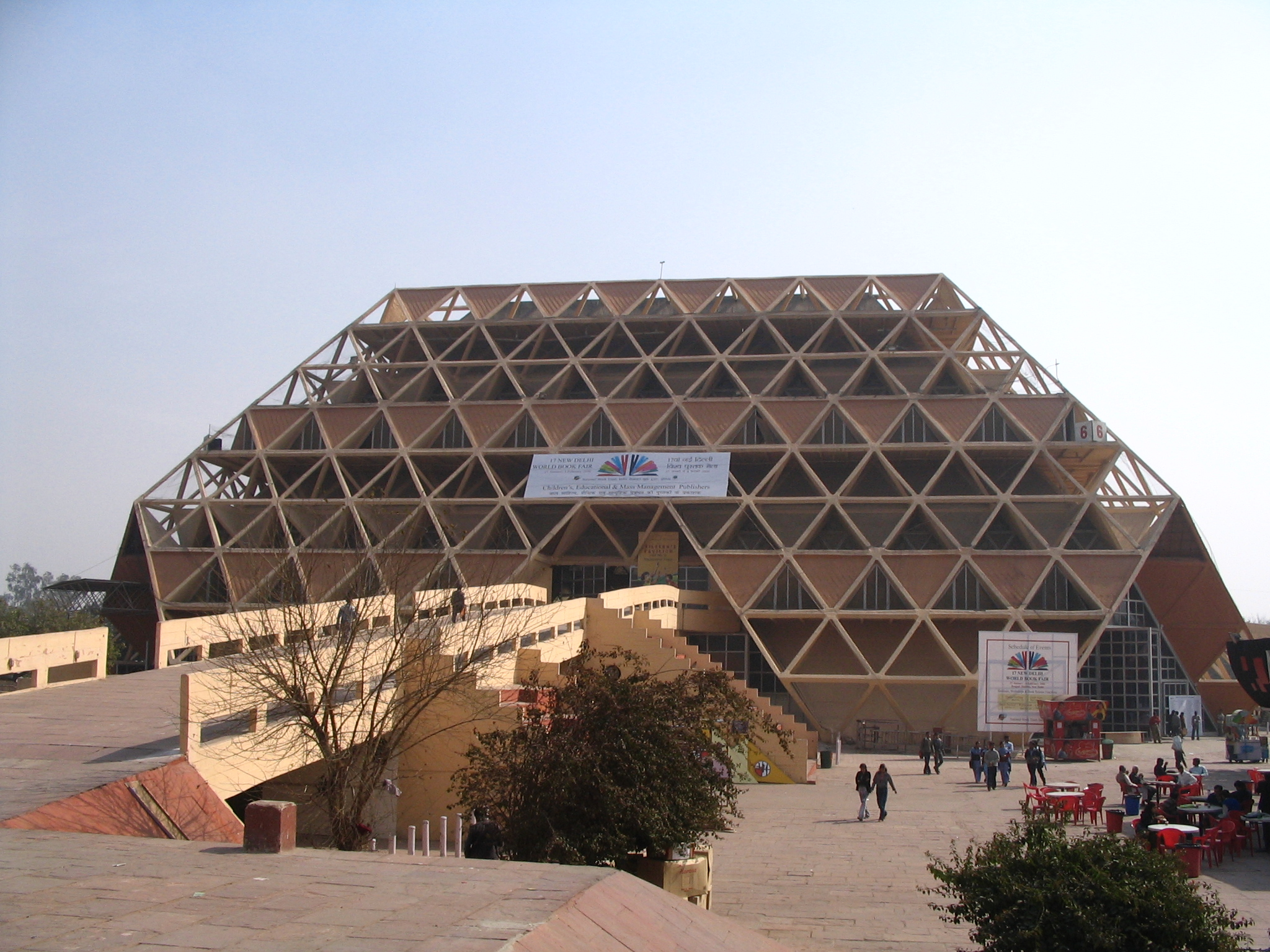
El Salón de las Naciones en Delhi, diseñado por Raj Rewal, y completado en 1972, fue considerado uno de los mejores ejemplos de arquitectura brutalista en India. Sin embargo, a pesar de varias protestas, fue demolido en 2017. Su demolición fue considerada una tragedia entre la comunidad arquitectónica.

En los últimos tiempos ha habido un movimiento de población desde las áreas rurales a los centros urbanos industriales, lo que ha llevado a un aumento de los precios de las propiedades en varias ciudades de la India. Las viviendas urbanas en la India equilibran las restricciones de espacio y están destinadas a servir a la clase trabajadora. La creciente conciencia de la ecología ha influido en la arquitectura en la India durante los tiempos modernos.
La arquitectura sensible al clima ha sido durante mucho tiempo una característica de la arquitectura de la India, pero últimamente ha ido perdiendo su importancia. La arquitectura india refleja sus diversas sensibilidades socioculturales que varían de una región a otra. Tradicionalmente, se considera que algunas áreas pertenecen a mujeres. Las aldeas en la India tienen características como patios, logias, terrazas y balcones. Calico, chintz, y palampore —de origen indio—, destacan la asimilación de los textiles indios en el diseño de interiores global. Roshandans, que son tragaluces-ventiladores, son una característica común en los hogares indios, especialmente en el norte de la India.

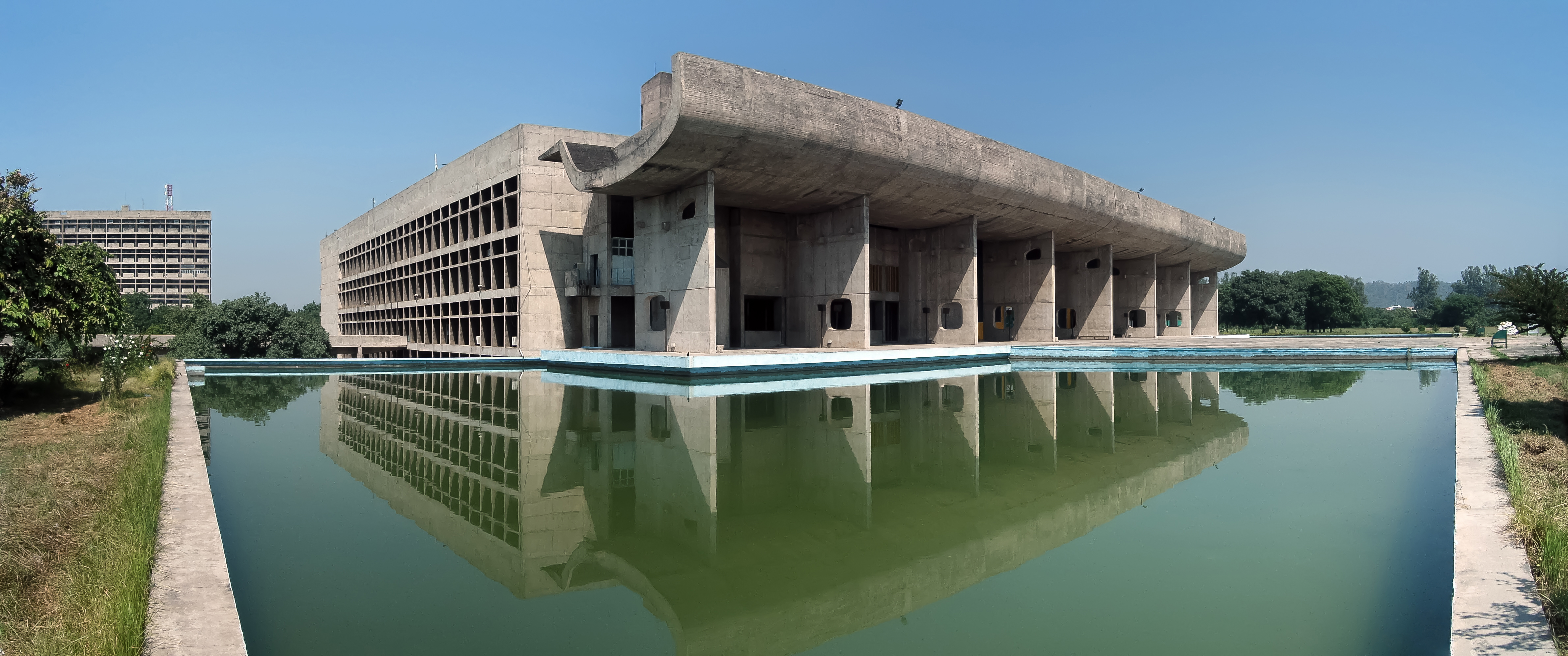
Palacio de la Asamblea (1955), parte del complejo del Capitolio en Chandigarh, diseñado por Le Corbusier
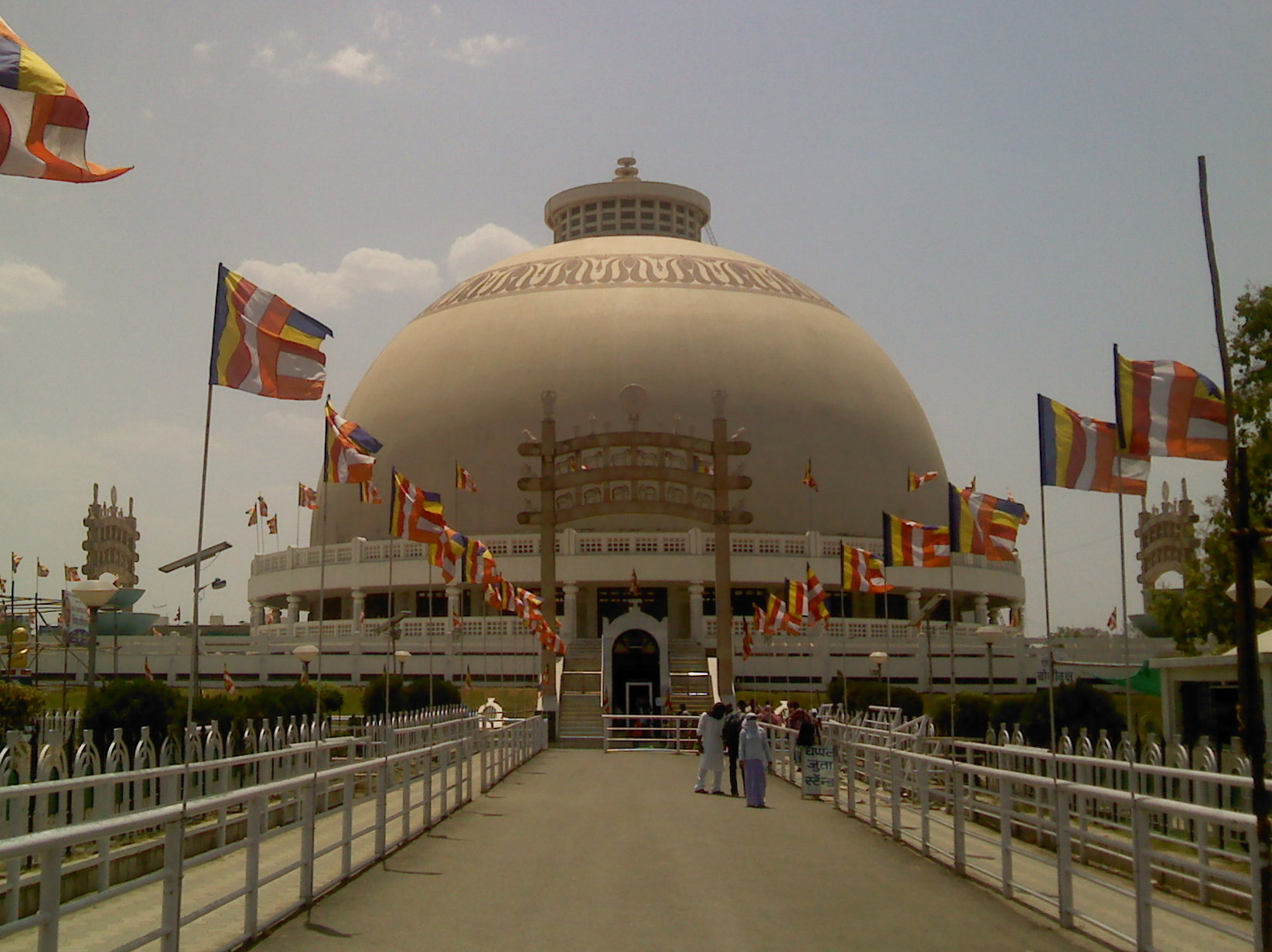
Estupa Deekshabhoomi en Nagpur, completada en 1956, es la estupa más grande de Asia
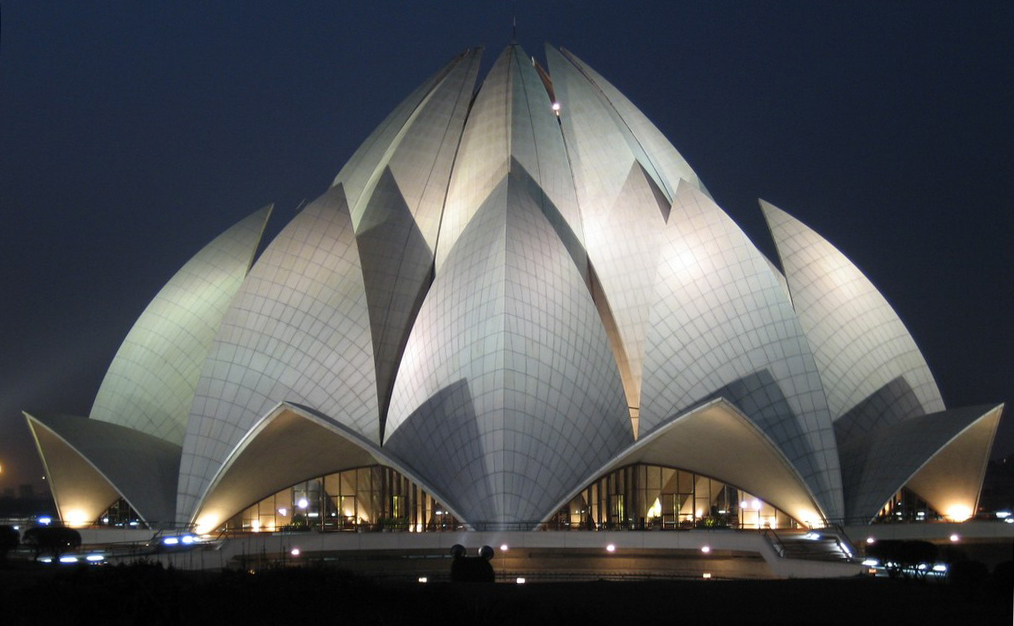
El templo del loto en Delhi, completado en 1986 y una de las casas de adoración bahá'ís más grandes del mundo.

### SigloXX

Panorama del Indian Institute of Management Ahmedabad diseñado por Louis Kahn, y completado en 1961

En el momento de la independencia en 1947, India tenía solamente unos 300 arquitectos formados para una población que entonces era de 330 millones, y solo una institución de formación, el Instituto Indio de Arquitectos ( Indian Institute of Architects). Así que la primera generación de arquitectos indios fue educada en el extranjero.
Algunos de los primeros arquitectos fueron tradicionalistas, como Ganesh Deolalikar, cuyo diseño para el Tribunal Supremo imitó los edificios de Lutyens-Baker hasta el último detalle, y B.R. Manickam, quien diseñó la Vidhana Soudha en Bangalore que recuerda a la arquitectura indo-sarracena.
En 1950, el arquitecto francés Le Corbusier, un pionero del Movimiento Moderno, recibió el encargo de Jawaharlal Nehru de diseñar la ciudad de Chandigarh. Su plan incluía áreas residenciales, comerciales e industriales, junto con parques y una infraestructura de transporte. En el centro estaba el capitol, un complejo de tres edificios gubernamentales: el Palacio de la Asamblea (1955), el Tribunal Superior y la Secretariado. También diseñó el Sanskar Kendra en Ahmedabad. Le Corbusier inspiró a la siguiente generación de arquitectos de la India para trabajar con estilos modernos, en lugar de revivalistas.
Otros ejemplos destacados de la arquitectura moderna en la India incluyen el IIM Ahmedabad, de Louis Kahn (1961), el IIT Kanpur, de Achyut Kanvinde (1963), el IIM Bangalore, de B. V. Doshi (1973), el templo del loto en Delhi, de Fariborz Sahba (1986) y Jawahar Kala Kendra (1992) y Vidhan Bhawan Bhopal (1996), de Charles Correa.

### SigloXXI
Entre los proyectos en curso en la India se incluyen la ciudad de Amaravati, Museo de Arte Moderno de Calcuta, Sardar Patel Stadium, el World One, y el IIT Hyderabad.

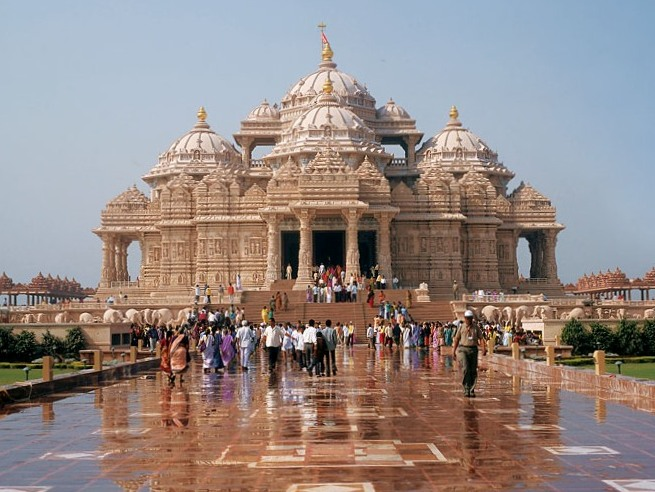
El complejo y templo de Akshardham en Delhi, completado en 2005 y uno de los templos hindúes más grandes del mundo
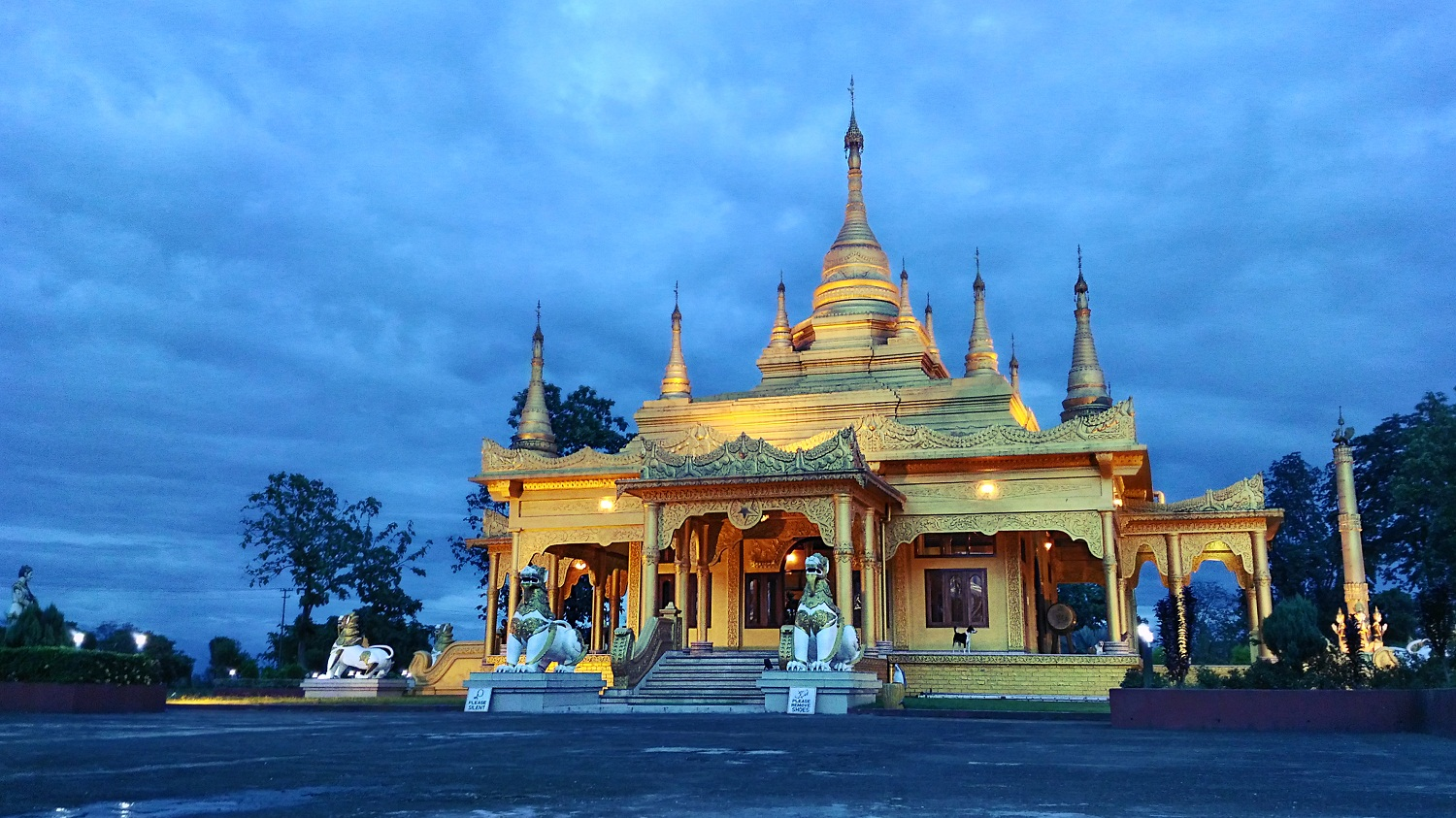
La pagoda Dorada de Namsai, completada en 2010 y uno de los templos budistas más importantes de la India

## Templos tallados en la roca
Los templos tallados en la roca son cuevas artificiales —o naturales, pero labradas, como las de Ajantā— dispuestas con techos generalmente planos y con gruesas columnas, extrañamente molduradas, que en su estructura general recuerdan las construcciones de ensamblaje de madera, que debieron ser las primitivas de la India. Análogos a estos santuarios indios y del mismo tipo de arte son las construcciones monolíticas, templos excavados y tallados en una roca al aire libre que también se decoran con multitud de relieves mitológicos por dentro y fuera de los mismos: su tipo es el templo Kailash, en Ellora, que mide 84 metros de largo por 48 de ancho y 32 de altura y que data según los investigadores, del siglo VIII.

## Estupas

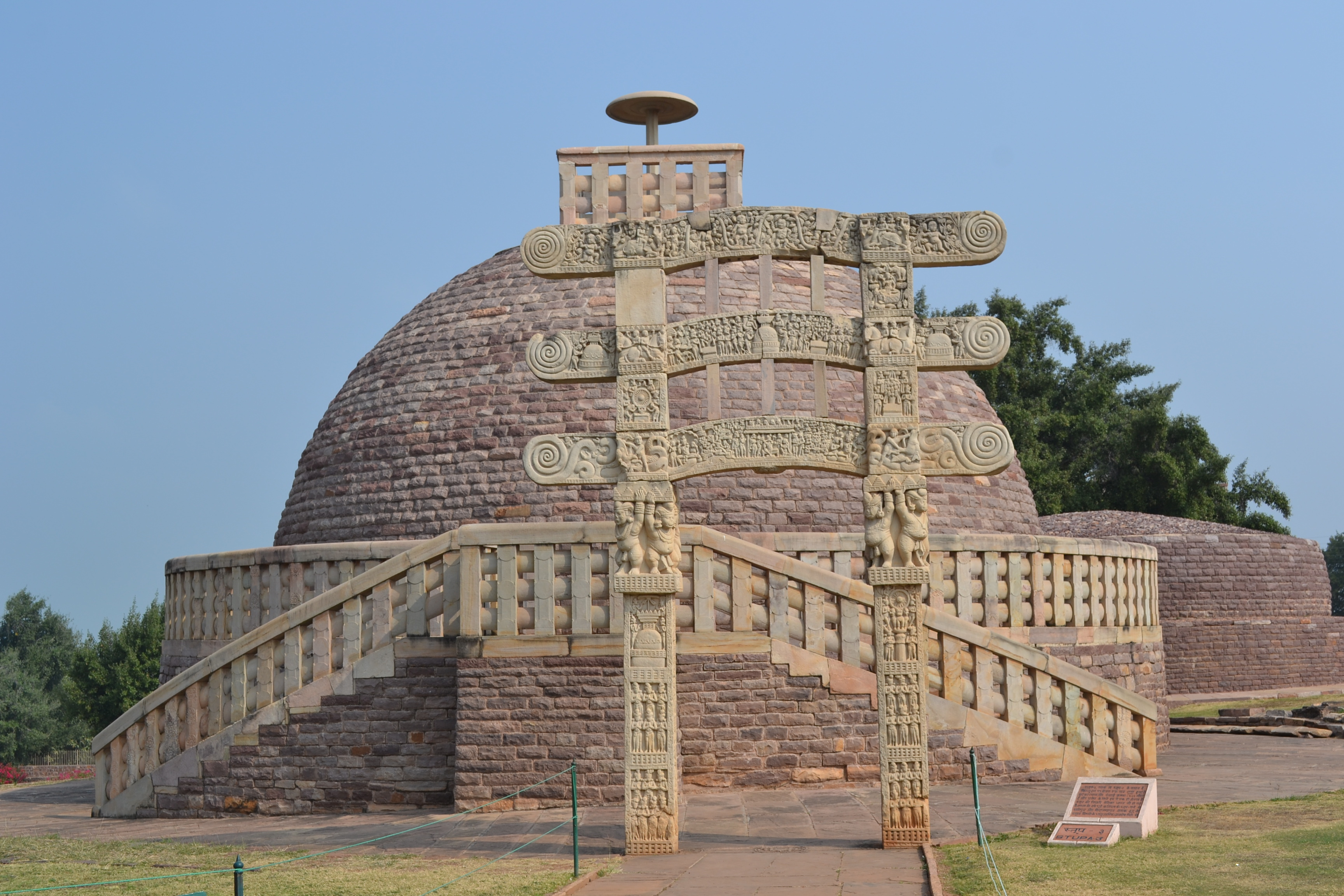
Estupa número 3 de Sanchi, estado de Madhya Pradesh.

La estupa (voz del idioma sánscrito que significa tumba o túmulo) es un edificio circular, terminado en forma semiesférica y destinado a guardar reliquias de Buda o de un santón indio. Se construían en ladrillo y piedra y solía situarse sobre plataformas circulares,accesibles por dos rampas y se rodeaba de columnas o de una empalizada. Cerca de estos edificios se levantaban capillas para los anaas contemplativos, que debían ser como los custodios de la estupa y con el tiempo se fueron aumentando estas capillas, se decoraron con estatuas de Buda y se unieron entre sí llegando a formar auténticos conventos o viharas. En estas viharas de formas variables se advierte el inequívoco influjo griego, hasta el punto de constituir muchas de ellas un arte especial que hoy se denomina indo-helénico, y que es dominante en las regiones de Cachemira y Gandara, y que pervivió hasta el siglo V de nuestra era.

## Pagodas
La pagoda moderna es el avance de la estupa india, una estructura en forma de túmulo donde se resguardaban reliquias sagradas. La forma arquitectónica de la estupa se esparció por Asia tomando diversas formas al incorporársele detalles específicos de cada localidad.
Debido a su altura, las pagodas atraen los rayos, lo cual reforzaba el que fueran percibidas como lugares cargados espiritualmente. Muchas pagodas tienen en su techo una estructura que funciona como pararrayos, llamada "finial". Además de su función física, el finial tiene un significado simbólico en el budismo (suele representar al mani o quinto elemento), y a veces es decorado con diseños de flor de loto.

## Gopuras

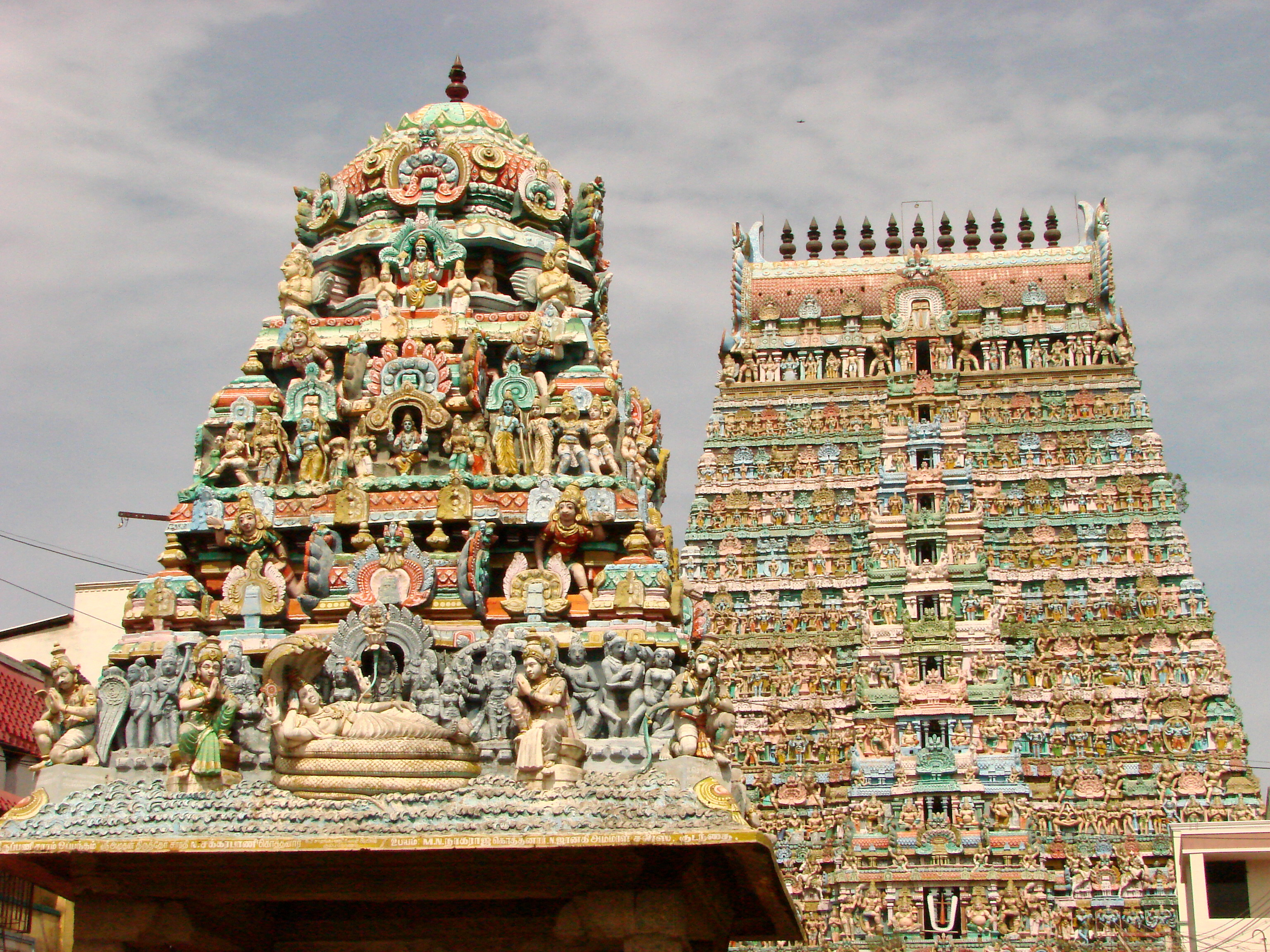
Gopura del templo de Kumbakonam, en el estado de Tamil Nadu.

Las gopuras son entradas monumentales al recinto de la pagoda o del templo subterráneo, las cuales constan de una puerta coronada por una compleja torre, escalonada al modo de la pagoda. Hay también puertas monumentales cuadradas y columnas sueltas todas ellas llenas de esculturas mitológicas que tienen por objeto la conmemoración de algún hecho importante. 
Desde el siglo X, empezó a fusionarse el arte indio con el arte árabe constituyendo un nuevo género. Pero no por ello dejaron de construirse pagodas de tipo exclusivamente indio el cual con más o menos alteraciones ha permanecido hasta nuestros días. La conquista arábiga de la India no culminó hasta el siglo XVI y por lo general fue tolerante con el culto local. 
Juzgando el arte indio en arquitectura, debe afirmarse que no es difícil descubrir en él visibles reminiscencias del arte egipcio, asirio y persa, ni le faltan injerencias del arte griego, sobre todo, en los monumentos budistas. Sus edificios carecen de esbeltez, son pesados y están recargados en exceso de esculturas, sin ofrecer verdadera unidad o sencillez arquitectónica y se hallan colmados por un enorme simbolismo.

## Galería de imágenes

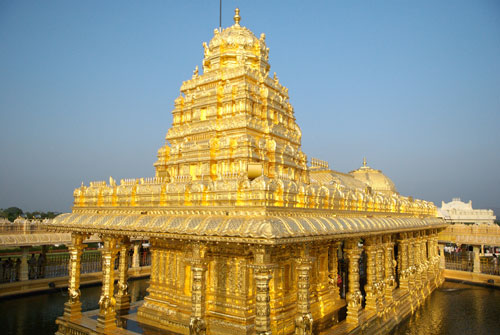
The Golden Temple en Vellore is gilded with 1500 kg of pure gold.
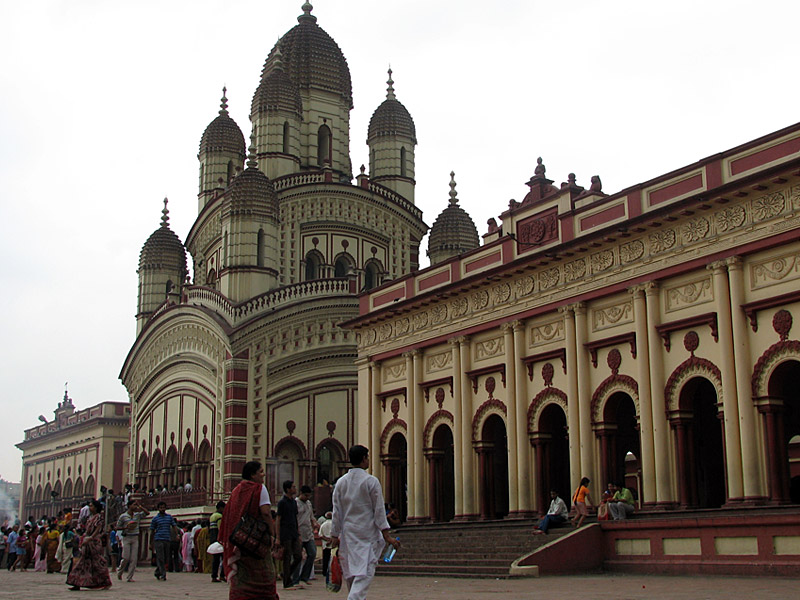
Dakshineswar Kali Temple is famous for its association with Ramakrishna.
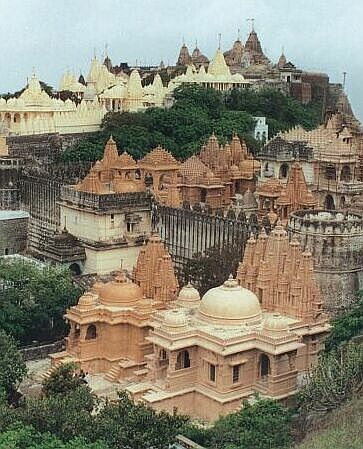
Palitana temples on Shantrunjaya hill which has more than 900 temples.
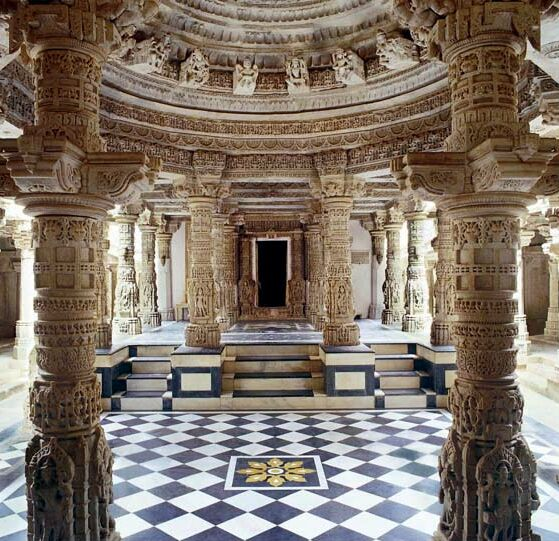
Dilwara Temples are famous for their use of marble and intricate marble carvings.
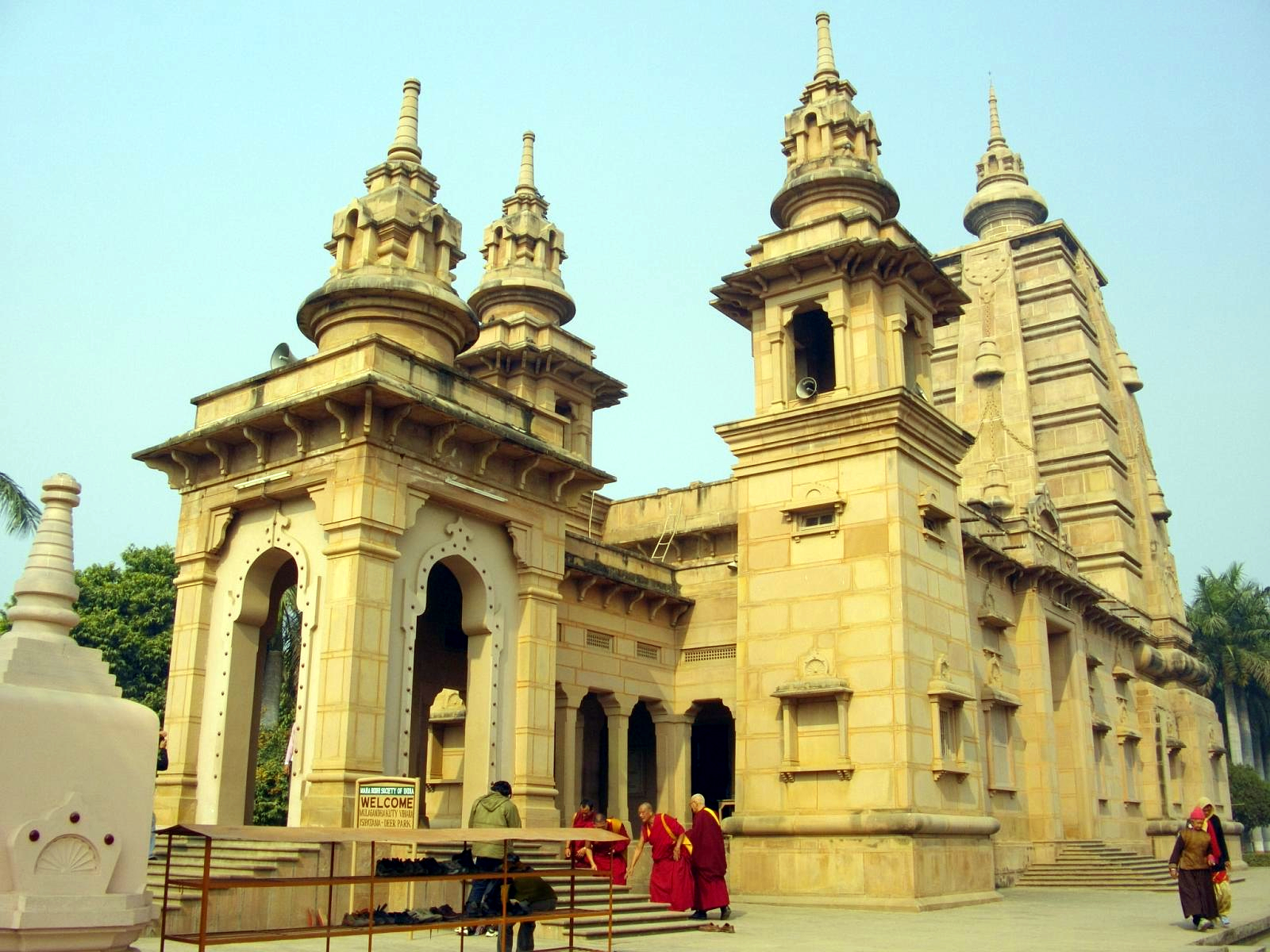
Maha-Bodhi Mulagandhakuti Buddhist Temple at Sarnath.
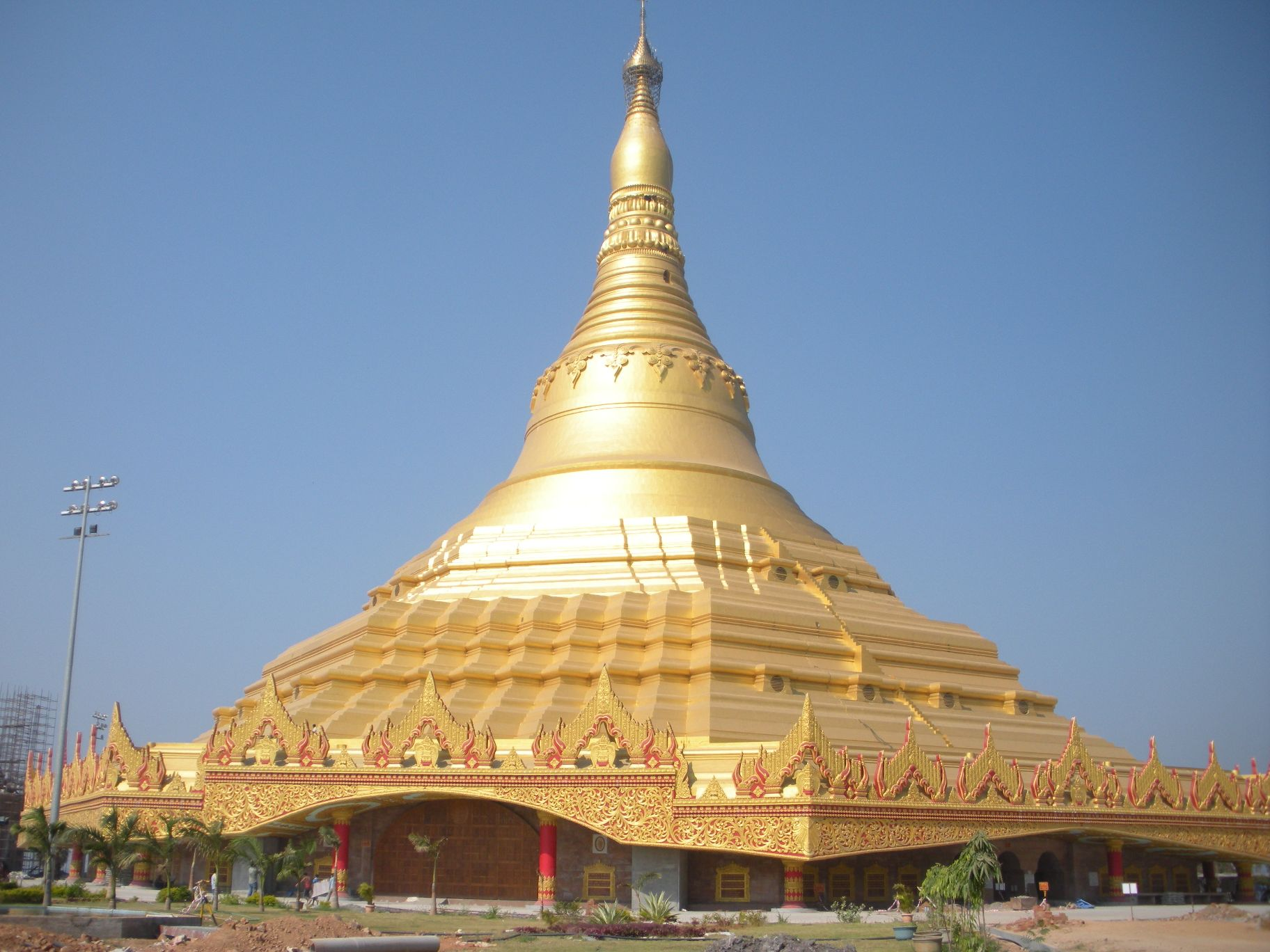
Global Vipassana Pagoda is a Meditation Dome Hall with a capacity to seat 8,000 Vipassana meditators, largest such meditation hall in the world, near Gorai, North-west of Mumbai, India.
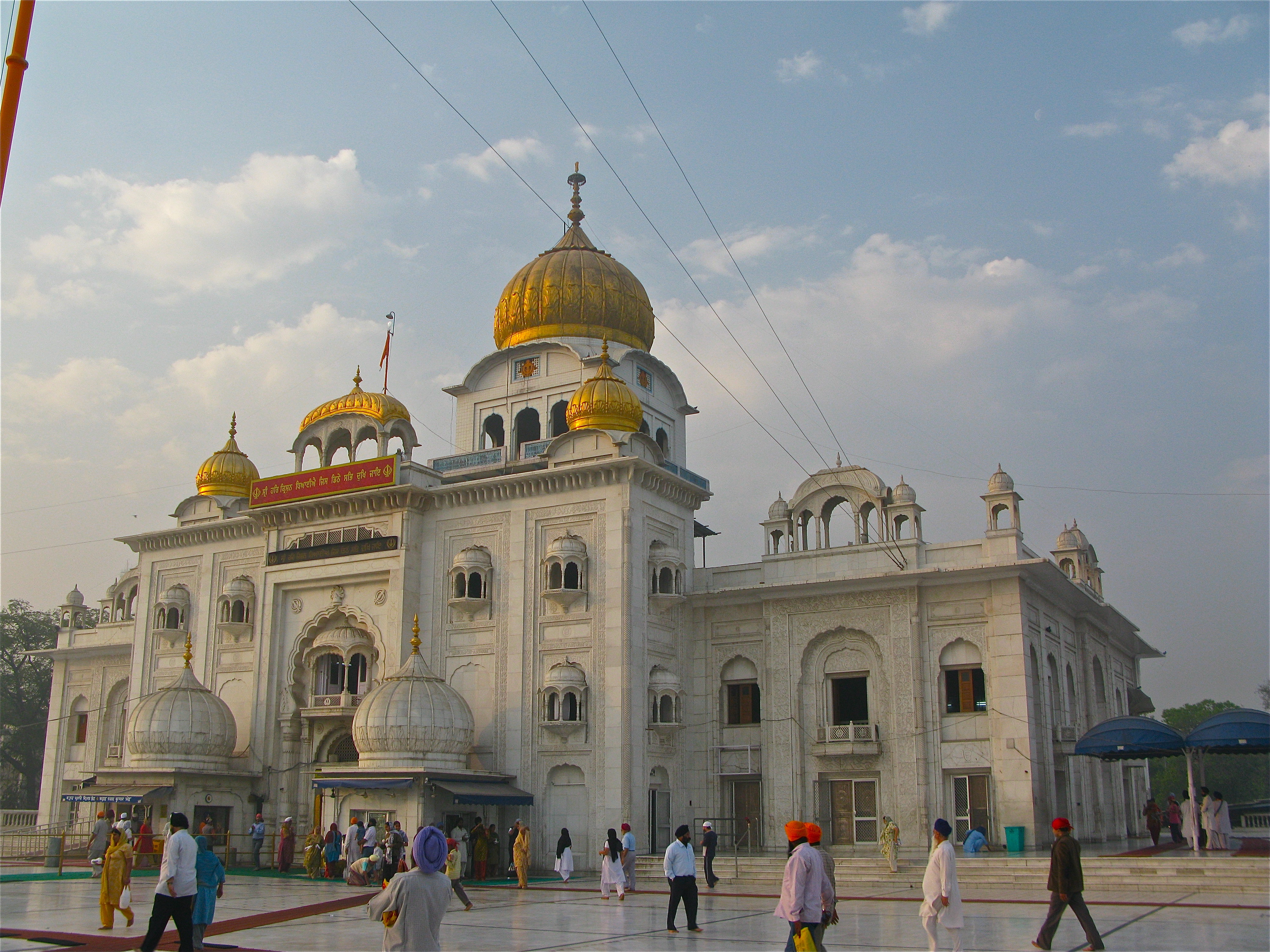
Gurudwara Bangla Sahib is one of the most prominent Sikh gurdwara.
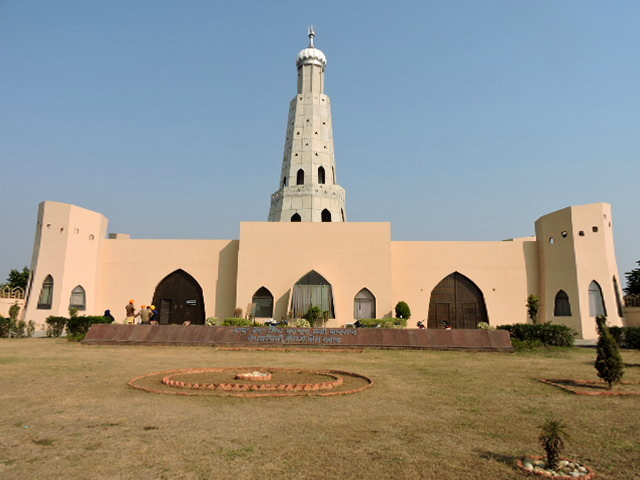
Fateh Burj is dedicated to the establishment of the Sikh Misls and is the tallest minar in India.
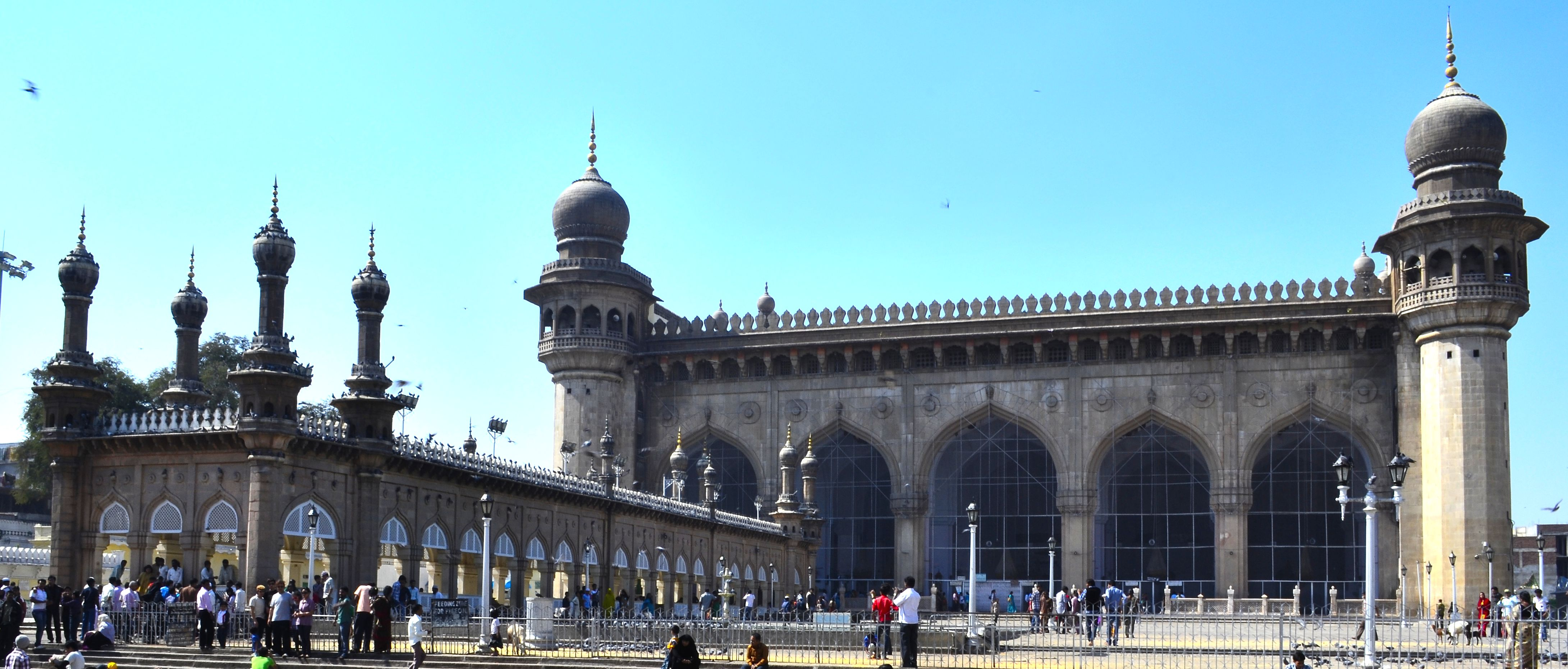
Makkah Masjid in Hyderabad is one of the largest and oldest mosque in South India.
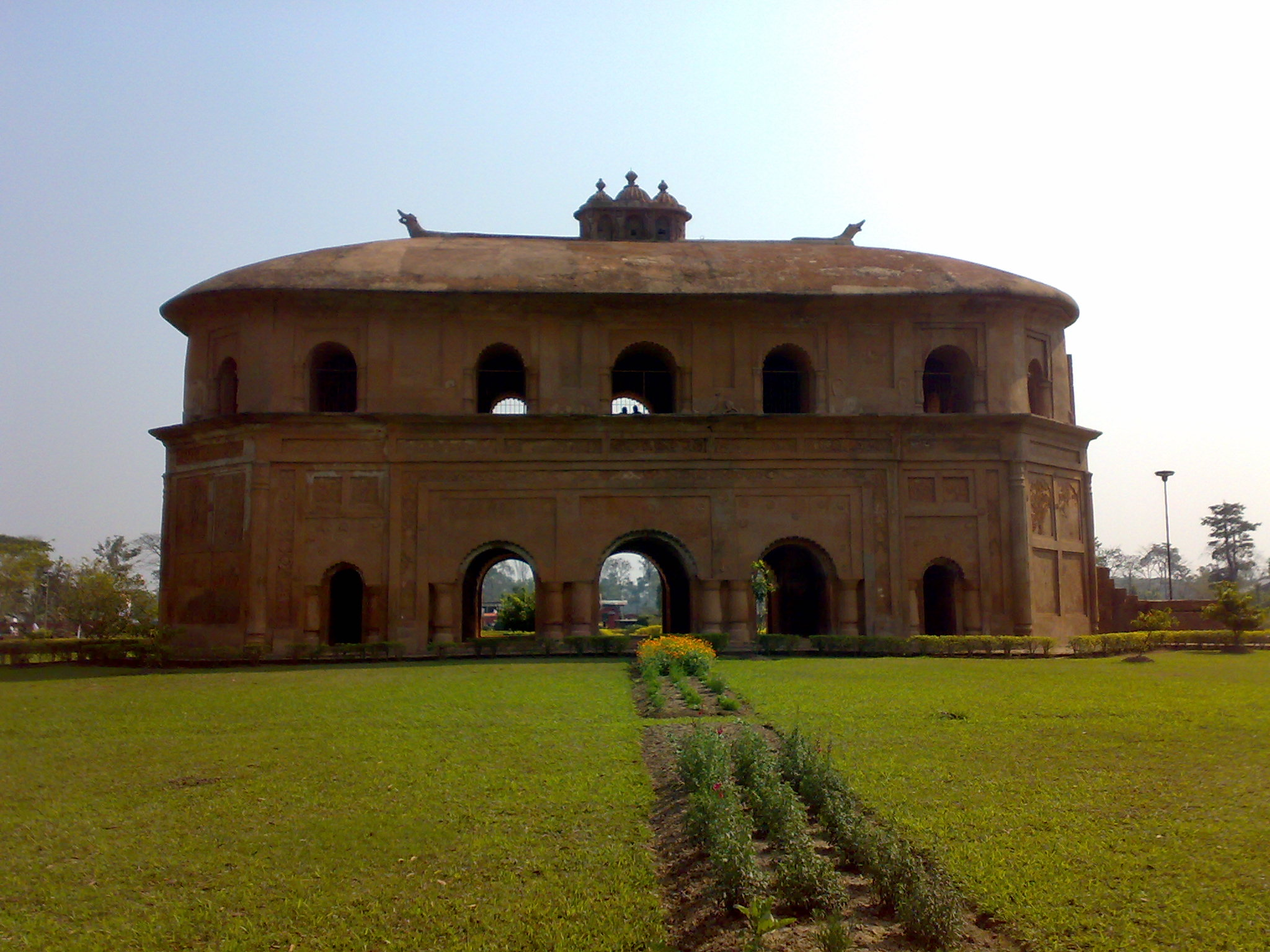
Rang Ghar, built by Pramatta Singha in Ahom Kingdom's capital Rongpur, is one of the earliest pavilions of outdoor stadia in the Indian subcontinent.

## Lectura adicional
- Foekema, Gerard (1996), A Complete Guide to Hoysaḷa Temples, Abhinav Publications, ISBN 81-7017-345-0.
- Gast, Klaus-Peter (2007), Modern Traditions: Contemporary Architecture in India, Birkhäuser, ISBN 978-3-7643-7754-0.
- Harle, J.C., The Art and Architecture of the Indian Subcontinent, 2nd edn. 1994, Yale University Press Pelican History of Art, ISBN 0300062176
- Jaffar, S.M (1936). The Mughal Empire From Babar To Aurangzeb. Peshawar City: Muhammad Sadiq Khan. OU_1 60252.
- Keay, John, India, a History, 2000, HarperCollins, ISBN 0002557177
- Lach, Donald F. (1993), Asia in the Making of Europe (vol. 2), University of Chicago Press, ISBN 0-226-46730-9.
- Livingston, Morna & Beach, Milo (2002), Steps to Water: The Ancient Stepwells of India, Princeton Architectural Press, ISBN 1-56898-324-7.
- Michell, George, (1977) The Hindu Temple: An Introduction to its Meaning and Forms, 1977, University of Chicago Press, ISBN 978-0-226-53230-1
- Nilsson, Sten (1968). European Architecture in India 1750–1850. London: Faber and Faber. ISBN 0-571-08225-4.
- Rowland, Benjamin, The Art and Architecture of India: Buddhist, Hindu, Jain, 1967 (3rd edn.), Pelican History of Art, Penguin, ISBN 0140561021
- Savage, George (2008), interior design, Encyclopædia Britannica.
- Tadgell, Christopher (1990). The history of architecture in India : from the dawn of civilization to the end of the Raj. London: Architecture Design and Technology Press. ISBN 1-85454-350-4.
- Thapar, Bindia (2004). Introduction to Indian Architecture. Singapore: Periplus Editions. ISBN 0-7946-0011-5.
- Vastu-Silpa Kosha, Encyclopedia of Hindu Temple architecture and Vastu/S.K.Ramachandara Rao, Delhi, Devine Books, (Lala Murari Lal Chharia Oriental series) ISBN 978-93-81218-51-8 (Set)
- Chandra, Pramod (2008), South Asian arts, Encyclopædia Britannica.
- Evenson, Norma (1989). The Indian Metropolis. New Haven and London: Yale University press. ISBN 0-300-04333-3.
- Mankekar, Kamla (2004). Temples of Goa. India: Ministry of Information and Broadcasting, Govt. of Ind. ISBN 978-81-2301161-5.
- Moffett, Marion; Fazio, Michael W.; Wodehouse Lawrence (2003), A World History of Architecture, McGraw-Hill Professional, ISBN 0-07-141751-6.
- Piercey, W. Douglas & Scarborough, Harold (2008), hospital, Encyclopædia Britannica.
- Possehl, Gregory L. (1996), "Mehrgarh", Oxford Companion to Archaeology edited by Brian Fagan, Oxford University Press.
- Rodda & Ubertini (2004), The Basis of Civilization-Water Science?, International Association of Hydrological Science, ISBN 1-901502-57-0.
- Sinopoli, Carla M. (2003), The Political Economy of Craft Production: Crafting Empire in South India, C. 1350–1650, Cambridge University Press, ISBN 0-521-82613-6.
- Sinopoli, Carla M. (2003), "Echoes of Empire: Vijayanagara and Historical Memory, Vijayanagara as Historical Memory", Archaeologies of memory edited by Ruth M. Van Dyke & Susan E. Alcock, Blackwell Publishing, ISBN 0-631-23585-X.
- Singh, Vijay P. & Yadava, R. N. (2003), Water Resources System Operation: Proceedings of the International Conference on Water and Environment, Allied Publishers, ISBN 81-7764-548-X.
- Teresi, Dick (2002), Lost Discoveries: The Ancient Roots of Modern Science—from the Babylonians to the Maya, Simon & Schuster, ISBN 0-684-83718-8.